# AKB48の関連作品
AKB48の関連作品（エーケービーフォーティーエイトのかんれんさくひん）は、秋元康プロデュースの日本の女性アイドルグループ・AKB48による作品のデータ記事である。また一部の派生ユニット、AKB48グループ名義の作品も記載する。
本項における「最高位」の記述はオリコン週間チャート最高位である。ただしオリコンにおけるCD売上は、複数枚数購入を促す施策、ならびにイベントでの売上が1会計2枚（2018年度以降は3枚）を上限として集計されているため、実態とは異なる（一般的には2016年9月以降に適用されているが、AKB48をはじめとする48グループは全体的に、それ以前からこのルールが秘密裏に適用されている可能性がある）。

## シングル

### インディーズ
|              | リリース日   | タイトル         | 最高位       | 販売 形態    | 規格品番     |              |
| AKS レーベル | AKS レーベル | AKS レーベル     | AKS レーベル | AKS レーベル | AKS レーベル | AKS レーベル |
| ------------ | ------------ | ---------------- | ------------ | ------------ | ------------ | ------------ |
| 1            | 2006年2月1日 | 桜の花びらたち   | 10位         | CD           | AKB-101      |              |
| 2            | 2006年6月7日 | スカート、ひらり | 13位         | CD           | AKB-102      |              |

### メジャー
|                                                  | リリース日                                 | タイトル | 最高位                      | 販売形態                    | 規格品番 | 形態・備考                                                                                                 |
| デフスターレコーズ レーベル                      | デフスターレコーズ レーベル                | デフスターレコーズ レーベル | デフスターレコーズ レーベル | デフスターレコーズ レーベル | デフスターレコーズ レーベル | デフスターレコーズ レーベル                                                                                |
| ------------------------------------------------ | ------------------------------------------ | --- | --------------------------- | --------------------------- | --- | --- |
| 1                                                | 2006年10月25日                             | 会いたかった | 12位                        | CD+DVD CD                   | DFCL-1306/7 DFCL-1308 | 初回限定盤 EAN 4562104043377 通常盤 EAN 4562104043384                                                      |
| 2                                                | 2007年1月31日                              | 制服が邪魔をする | 7位                         | CD+DVD CD                   | DFCL-1335/6 DFCL-1337 | 初回限定盤 EAN 4562104043582 通常盤 EAN 4562104043599                                                      |
| 3                                                | 2007年4月18日                              | 軽蔑していた愛情 | 8位                         | CD+DVD CD                   | DFCL-1360/1 DFCL-1362 | 初回限定盤 EAN 4562104043865 通常盤 EAN 4562104043872                                                      |
| 4                                                | 2007年7月18日                              | BINGO! | 6位                         | CD+DVD CD                   | DFCL-1378/9 DFCL-1380 | 初回限定盤 EAN 4562104044022 通常盤 EAN 4562104044039                                                      |
| 5                                                | 2007年8月8日                               | 僕の太陽 | 6位                         | CD                          | DFCL-1384 | 通常盤 EAN 4562104044145                                                                                   |
| 6                                                | 2007年10月31日                             | 夕陽を見ているか? | 10位                        | CD+DVD CD                   | DFCL-1403/4 DFCL-1405 DFCL-1406 | 初回限定盤A EAN 4562104044336 初回限定盤B EAN 4562104044343 通常盤 EAN 4562104044350                       |
| 7                                                | 2008年1月23日                              | ロマンス、イラネ | 6位                         | CD+DVD CD                   | DFCL-1433/4 DFCL-1435 DFCL-1436 | 初回限定盤A 初回限定盤B 通常盤                                                                             |
| 8                                                | 2008年2月27日                              | 桜の花びらたち2008 | 10位                        | CD+DVD CD                   | DFCL-1444/5 DFCL-1446 DFCL-1447 | 初回限定盤A 初回限定盤B 通常盤                                                                             |
| AKS レーベル                                     |                                            | |                             |                             | | |
| 9                                                | 2008年6月13日                              | Baby! Baby! Baby! |                             | 配信限定                    | | iモードとNapster限定                                                                                       |
| You, Be Cool!/KING RECORDS レーベル              |                                            | |                             |                             | | |
| 10                                               | 2008年10月22日                             | 大声ダイヤモンド | 3位                         | CD+DVD                      | KIZM-23/4 NKZM-1001/2 | 通常盤 EAN 4988003362768 劇場盤 EAN 4988003362829                                                          |
| 11                                               | 2009年3月4日                               | 10年桜 | 3位                         | CD+DVD CD                   | KIZM-25/6 NMAX-1080 | 通常盤 EAN 4988003366537 劇場盤 EAN 4988003368999                                                          |
| 12                                               | 2009年6月24日                              | 涙サプライズ! | 2位                         | CD+DVD CD                   | KIZM-33/4 NMAX-1081 | 通常盤 劇場盤                                                                                              |
| 13                                               | 2009年8月26日                              | 言い訳Maybe | 2位                         | CD+DVD CD                   | KIZM-37/8 NMAX-1086 | 通常盤 劇場盤                                                                                              |
| 14                                               | 2009年10月21日                             | RIVER | 1位                         | CD+DVD CD                   | KIZM-43/4 NMAX-1087 | 通常盤 劇場盤                                                                                              |
| 15                                               | 2010年2月17日                              | 桜の栞 | 1位                         | CD+DVD CD                   | KIZM 45-6 KIZM-47/8 NMAX-1088 | 通常盤A 通常盤B 劇場盤                                                                                     |
| 16                                               | 2010年5月26日                              | ポニーテールとシュシュ | 1位                         | CD+DVD CD                   | KIZM-53/4 KIZM-55/6 NMAX-1093 | 通常盤A 通常盤B 劇場盤                                                                                     |
| 17                                               | 2010年8月18日                              | ヘビーローテーション | 1位                         | CD+DVD CD                   | KIZM-57/8 KIZM-59/60 NMAX-1097 | 通常盤A 通常盤B 劇場盤                                                                                     |
| 18                                               | 2010年10月27日                             | Beginner | 1位                         | CD+DVD CD 配信限定          | KIZM-63/4 KIZM-65/6 KIZM-90063/4 KIZM-90065/6 NMAX-1098 -                                                                             | 通常盤A 通常盤B 初回限定盤A 初回限定盤B 劇場盤 MUSIC CLIP <ORIGINAL VER.>。レコチョク限定                  |
| 19                                               | 2010年12月8日                              | チャンスの順番 | 1位                         | CD+DVD CD                   | KIZM-69/70 KIZM-71/2 KIZM-73/4 NMAX-1102                                                                                              | 通常盤A 通常盤K 通常盤B 劇場盤                                                                             |
| 20                                               | 2011年2月16日                              | 桜の木になろう | 1位                         | CD+DVD CD                   | KIZM-81/2 KIZM-83/4 KIZM-90081/2 KIZM-90083/4 NMAX-1104                                                                               | 通常盤A 通常盤B 初回限定盤A 初回限定盤B 劇場盤                                                             |
| 21                                               | 2011年5月25日                              | Everyday、カチューシャ | 1位                         | CD+DVD CD                   | KIZM-93/4 KIZM-95/6 KIZM-90093/4 KIZM-90095/6 NMAX-1111                                                                               | 通常盤A 通常盤B 数量限定生産盤A 数量限定生産盤B 劇場盤                                                     |
| 22                                               | 2011年8月24日                              | フライングゲット | 1位                         | CD+DVD CD                   | KIZM-111/2 KIZM-113/4 KIZM-90111/2 KIZM-90113/4 NMAX-1117                                                                             | 通常盤A 通常盤B 数量限定生産盤A 数量限定生産盤B 劇場盤                                                     |
| 23                                               | 2011年10月26日                             | 風は吹いている | 1位                         | CD+DVD CD                   | KIZM-131/2 KIZM-133/4 KIZM-90131/2 KIZM-90133/4 NMAX-1120                                                                             | 通常盤A 通常盤B 数量限定生産盤A 数量限定生産盤B 劇場盤                                                     |
| 24                                               | 2011年12月7日                              | 上からマリコ | 1位                         | CD+DVD CD                   | KIZM-135/6 KIZM-137/8 KIZM-139/40 NMAX-1121                                                                                           | 通常盤A 通常盤K 通常盤B 劇場盤                                                                             |
| 25                                               | 2012年2月15日                              | GIVE ME FIVE! | 1位                         | CD+DVD CD                   | KIZM-143/4 KIZM-145/6 KIZM-90143/4 KIZM-90145/6 NMAX-1123                                                                             | 通常盤A 通常盤B 数量限定生産盤A 数量限定生産盤B 劇場盤                                                     |
| 26                                               | 2012年5月23日                              | 真夏のSounds good ! | 1位                         | CD+DVD CD                   | KIZM-151/2 KIZM-153/4 KIZM-90151/2 KIZM-90153/4 NMAX-1128                                                                             | 通常盤A 通常盤B 初回限定盤A 初回限定盤B 劇場盤                                                             |
| 27                                               | 2012年8月29日                              | ギンガムチェック | 1位                         | CD+DVD CD                   | KIZM-167/8 KIZM-169/70 KIZM-90167/8 KIZM-90169/70 NMAX-1131                                                                           | 通常盤A 通常盤B 初回限定盤A 初回限定盤B 劇場盤                                                             |
| 28                                               | 2012年10月31日                             | UZA | 1位                         | CD+DVD CD                   | KIZM-173/4 KIZM-175/6 KIZM-177/8 KIZM-90173/4 KIZM-90175/6 KIZM-90177/8 NMAX-1138                                                     | 通常盤A 通常盤K 通常盤B 初回限定盤A 初回限定盤K 初回限定盤B 劇場盤                                         |
| 29                                               | 2012年12月5日                              | 永遠プレッシャー | 1位                         | CD+DVD CD                   | KIZM-185/6 KIZM-187/8 KIZM-189/90 KIZM-191/2 NMAX-1140                                                                                | Type-A Type-B Type-C Type-D 劇場盤                                                                         |
| 30                                               | 2013年2月20日                              | So long ! | 1位                         | CD+DVD CD                   | KIZM-195/6 KIZM-197/8 KIZM-199/200 KIZM-90195/6 KIZM-90197/8 KIZM-90199/200 NMAX-1145                                                 | 通常盤A 通常盤K 通常盤B 初回限定盤A 初回限定盤K 初回限定盤B 劇場盤                                         |
| 31                                               | 2013年5月22日                              | さよならクロール | 1位                         | CD+DVD CD                   | KIZM-213/4 KIZM-215/6 KIZM-217/8 KIZM-90213/4 KIZM-90215/6 KIZM-90217/8 NMAX-1150                                                     | 通常盤A 通常盤K 通常盤B 初回限定盤A 初回限定盤K 初回限定盤B 劇場盤                                         |
| 32                                               | 2013年8月21日 2016年10月1日 （アナログ盤） | 恋するフォーチュンクッキー | 1位                         | CD+DVD CD 12inch single     | KIZM-225/6 KIZM-227/8 KIZM-229/30 KIZM-90225/6 KIZM-90227/8 KIZM-90229/30 NMAX-1153 NAS-2032                                          | 通常盤A 通常盤K 通常盤B 初回限定盤A 初回限定盤K 初回限定盤B 劇場盤 アナログ盤                              |
| 33                                               | 2013年10月30日                             | ハート・エレキ | 1位                         | CD+DVD CD                   | KIZM-235/6 KIZM-237/8 KIZM-239/40 KIZM-263/4 KIZM-90235/6 KIZM-90237/8 KIZM-90239/40 KIZM-90263/4 NMAX-1158                           | 通常盤A 通常盤K 通常盤B 通常盤4 初回限定盤A 初回限定盤K 初回限定盤B 初回限定盤4 劇場盤                     |
| 34                                               | 2013年12月11日                             | 鈴懸の木の道で「君の微笑みを夢に見る」 と言ってしまったら 僕たちの関係はどう変わってしまうのか、 僕なりに何日か考えた上での やや気恥ずかしい結論のようなもの | 1位                         | CD+DVD CD                   | KIZM-253/4 KIZM-255/6 KIZM-257/8 KIZM-259/60 NMAX-1159                                                                                | Type A Type S Type N Type H 劇場盤                                                                         |
| 35                                               | 2014年2月26日                              | 前しか向かねえ | 1位                         | CD+DVD CD                   | KIZM 271-2 KIZM 273-4 KIZM 275-6 KIZM 90271-2 KIZM 90273-4 KIZM-90275/6 NMAX-1163                                                     | 通常盤A 通常盤B 通常盤C 初回限定盤A 初回限定盤B 初回限定盤C 劇場盤                                         |
| 36                                               | 2014年5月21日                              | ラブラドール・レトリバー | 1位                         | CD+DVD CD                   | KIZM-283/4 KIZM-285/6 KIZM-287/8 KIZM-289/90 KIZM-90283/4 KIZM-90285/6 KIZM-90287/8 KIZM-90289/90 NMAX-1166                           | 通常盤A 通常盤K 通常盤B 通常盤4 初回限定盤A 初回限定盤K 初回限定盤B 初回限定盤4 劇場盤                     |
| 37                                               | 2014年8月27日                              | 心のプラカード | 1位                         | CD+DVD CD                   | KIZM-297/8 KIZM-299/300 KIZM-301/2 KIZM-303/4 KIZM-90297/8 KIZM-90299/300 KIZM-90301/2 KIZM-90303/4 NMAX-1170                         | 通常盤A 通常盤B 通常盤C 通常盤D 初回限定盤A 初回限定盤B 初回限定盤C 初回限定盤D 劇場盤                     |
| 38                                               | 2014年11月26日                             | 希望的リフレイン | 1位                         | CD+DVD CD                   | KIZM-311/2 KIZM-313/4 KIZM-315/6 KIZM-317/8 KIZM-90311/2 KIZM-90313/4 KIZM-90315/6 KIZM-90317/8 NMAX-1181                             | 通常盤A 通常盤B 通常盤C 通常盤D 初回限定盤A 初回限定盤B 初回限定盤C 初回限定盤D 劇場盤                     |
| 39                                               | 2015年3月4日                               | Green Flash | 1位                         | CD+DVD CD                   | KIZM-323/4 KIZM-325/6 KIZM-327/8 KIZM-329/30 KIZM-90323/4 KIZM-90325/6 KIZM-90327/8 KIZM-90329/30 NMAX-1186                           | 通常盤A 通常盤S 通常盤N 通常盤H 初回限定盤A 初回限定盤S 初回限定盤N 初回限定盤H 劇場盤                     |
| 40                                               | 2015年5月20日                              | 僕たちは戦わない | 1位                         | CD+DVD CD                   | KIZM-337/8 KIZM-339/40 KIZM-341/2 KIZM-343/4 KIZM-90337/8 KIZM-90339/40 KIZM-90341/2 KIZM-90343/4 NMAX-1190                           | 通常盤A 通常盤B 通常盤C 通常盤D 初回限定盤A 初回限定盤B 初回限定盤C 初回限定盤D 劇場盤                     |
| 41                                               | 2015年8月26日 2015年9月16日 （アナログ盤） | ハロウィン・ナイト | 1位                         | CD+DVD CD 12inch single     | KIZM-393/4 KIZM-395/6 KIZM-397/8 KIZM-399/400 KIZM-90393/4 KIZM-90395/6 KIZM-90397/8 KIZM-90399/400 NMAX-1205 NAS-2024                | 通常盤A 通常盤B 通常盤C 通常盤D 初回限定盤A 初回限定盤B 初回限定盤C 初回限定盤D 劇場盤 アナログ盤          |
| 42                                               | 2015年12月9日                              | 唇にBe My Baby | 1位                         | CD+DVD CD                   | KIZM-401/2 KIZM-403/4 KIZM-405/6 KIZM-407/8 KIZM-90401/2 KIZM-90403/4 KIZM-90405/6 KIZM-90407/8 NMAX-1212                             | 通常盤A 通常盤B 通常盤C 通常盤D 初回限定盤A 初回限定盤B 初回限定盤C 初回限定盤D 劇場盤                     |
| 43                                               | 2016年3月9日                               | 君はメロディー | 1位                         | CD+DVD CD                   | KIZM-413/4 KIZM-415/6 KIZM-417/8 KIZM-407/8 KIZM-421/2 KIZM-90413/4 KIZM-90415/6 KIZM-90417/8 KIZM-90419/20 KIZM-90421/2 NMAX-1222    | 通常盤A 通常盤B 通常盤C 通常盤D 通常盤E 初回限定盤A 初回限定盤B 初回限定盤C 初回限定盤D 初回限定盤E 劇場盤 |
| 44                                               | 2016年6月1日                               | 翼はいらない | 1位                         | CD+DVD CD                   | KIZM-429/30 KIZM-431/2 KIZM-433/4 KIZM-90429/30 KIZM-90431/2 KIZM-90433/4 NMAX-1233                                                   | 通常盤A 通常盤B 通常盤C 初回限定盤A 初回限定盤B 初回限定盤C 劇場盤                                         |
| 45                                               | 2016年8月31日                              | LOVE TRIP/しあわせを分けなさい | 1位                         | CD+DVD CD                   | KIZM-441/2 KIZM-443/4 KIZM-445/6 KIZM-447/8 KIZM-449/50 KIZM-90441/2 KIZM-90443/4 KIZM-90445/6 KIZM-90447/8 KIZM-90449/50 NMAX-1243   | 通常盤A 通常盤B 通常盤C 通常盤D 通常盤E 初回限定盤A 初回限定盤B 初回限定盤C 初回限定盤D 初回限定盤E 劇場盤 |
| 46                                               | 2016年11月16日                             | ハイテンション | 1位                         | CD+DVD CD                   | KIZM-455/6 KIZM-457/8 KIZM-459/60 KIZM-461/2 KIZM-463/4 KIZM-90455/6 KIZM-90457/8 KIZM-90459/60 KIZM-90461/2 KIZM-90463/4 NMAX-1254   | 通常盤A 通常盤B 通常盤C 通常盤D 通常盤E 初回限定盤A 初回限定盤B 初回限定盤C 初回限定盤D 初回限定盤E 劇場盤 |
| 47                                               | 2017年3月15日                              | シュートサイン | 1位                         | CD+DVD CD                   | KIZM-473/4 KIZM-475/6 KIZM-477/8 KIZM-479/80 KIZM-481/2 KIZM-90473/4 KIZM-90475/6 KIZM-90477/8 KIZM-90479/80 KIZM-90481/2 NMAX-1263   | 通常盤A 通常盤B 通常盤C 通常盤D 通常盤E 初回限定盤A 初回限定盤B 初回限定盤C 初回限定盤D 初回限定盤E 劇場盤 |
| 48                                               | 2017年5月31日                              | 願いごとの持ち腐れ | 1位                         | CD+DVD CD                   | KIZM-485/6 KIZM-487/8 KIZM-489/90 KIZM-90485/6 KIZM-90487/8 KIZM-90489/90 NMAX-1276                                                   | 通常盤A 通常盤B 通常盤C 初回限定盤A 初回限定盤B 初回限定盤C 劇場盤                                         |
| 49                                               | 2017年8月30日                              | #好きなんだ | 1位                         | CD+DVD CD                   | KIZM-499/500 KIZM-501/2 KIZM-503/4 KIZM-505/6 KIZM-507/8 KIZM-90499/500 KIZM-90501/2 KIZM-90503/4 KIZM-90505/6 KIZM-90507/8 NMAX-1283 | 通常盤A 通常盤B 通常盤C 通常盤D 通常盤E 初回限定盤A 初回限定盤B 初回限定盤C 初回限定盤D 初回限定盤E 劇場盤 |
| 50                                               | 2017年11月22日                             | 11月のアンクレット | 1位                         | CD+DVD CD                   | KIZM-511/2 KIZM-513/4 KIZM-515/6 KIZM-517/8 KIZM-519/20 KIZM-90511/2 KIZM-90513/4 KIZM-90515/6 KIZM-90517/8 KIZM-90519/20 NMAX-1286   | 通常盤A 通常盤B 通常盤C 通常盤D 通常盤E 初回限定盤A 初回限定盤B 初回限定盤C 初回限定盤D 初回限定盤E 劇場盤 |
| 51                                               | 2018年3月14日                              | ジャーバージャ | 1位                         | CD+DVD CD                   | KIZM-539/40 KIZM-541/2 KIZM-543/4 KIZM-545/6 KIZM-547/8 KIZM-90539/40 KIZM-90541/2 KIZM-90543/4 KIZM-90545/6 KIZM-90547/8 NMAX-1292   | 通常盤A 通常盤B 通常盤C 通常盤D 通常盤E 初回限定盤A 初回限定盤B 初回限定盤C 初回限定盤D 初回限定盤E 劇場盤 |
| 52                                               | 2018年5月30日                              | Teacher Teacher | 1位                         | CD+DVD CD                   | KIZM-557/8 KIZM-559/60 KIZM-561/2 KIZM-563/64 KIZM-90557/8 KIZM-90559/60 KIZM-90561/2 KIZM-90563/4 NMAX-1300                          | 通常盤A 通常盤B 通常盤C 通常盤D 初回限定盤A 初回限定盤B 初回限定盤C 初回限定盤D 劇場盤                     |
| 53                                               | 2018年9月19日                              | センチメンタルトレイン | 1位                         | CD+DVD CD                   | KIZM-575/6 KIZM-577/8 KIZM-579/80 KIZM-581/2 KIZM-583/4 KIZM-90575/6 KIZM-90577/8 KIZM-90579/80 KIZM-90581/2 KIZM-90583/4 NMAX-1307   | 通常盤A 通常盤B 通常盤C 通常盤D 通常盤E 初回限定盤A 初回限定盤B 初回限定盤C 初回限定盤D 初回限定盤E 劇場盤 |
| 54                                               | 2018年11月28日                             | NO WAY MAN | 1位                         | CD+DVD CD                   | KIZM-585/6 KIZM-587/8 KIZM-589/90 KIZM-591/2 KIZM-593/4 KIZM-90585/6 KIZM-90587/8 KIZM-90589/90 KIZM-90591/2 KIZM-90593/4 NMAX-1318   | 通常盤A 通常盤B 通常盤C 通常盤D 通常盤E 初回限定盤A 初回限定盤B 初回限定盤C 初回限定盤D 初回限定盤E 劇場盤 |
| 55                                               | 2019年3月13日                              | ジワるDAYS | 1位                         | CD+DVD CD                   | KIZM-613/4 KIZM-615/6 KIZM-617/8 KIZM-90613/4 KIZM-90615/6 KIZM-90617/8 NMAX-1329                                                     | 通常盤A 通常盤B 通常盤C 初回限定盤A 初回限定盤B 初回限定盤C 劇場盤                                         |
| 56                                               | 2019年9月18日                              | サステナブル | 1位                         | CD+DVD CD                   | KIZM-635/6 KIZM-637/8 KIZM-639/40 KIZM-90635/6 KIZM-90637/8 KIZM-90639/40 NMAX-1339                                                   | 通常盤A 通常盤B 通常盤C 初回限定盤A 初回限定盤B 初回限定盤C 劇場盤                                         |
| 57                                               | 2020年3月18日                              | 失恋、ありがとう | 1位                         | CD+DVD CD                   | KIZM-659/60 KIZM-661/2 KIZM-663/4 KIZM-90659/60 KIZM-90661/2 KIZM-90663/4 NMAX-1346                                                   | 通常盤A 通常盤B 通常盤C 初回限定盤A 初回限定盤B 初回限定盤C 劇場盤                                         |
| 58                                               | 2021年9月29日                              | 根も葉もRumor | 1位                         | CD+DVD CD                   | KIZM-697/8 KIZM-699/700 KIZM-701/2 KIZM-90667/8 KIZM-90699/700 KIZM-90701/2 NMAX-1372                                                 | 通常盤A 通常盤B 通常盤C 初回限定盤A 初回限定盤B 初回限定盤C 劇場盤                                         |
| 59                                               | 2022年5月18日                              | 元カレです | 1位                         | CD+DVD CD                   | KIZM-725/6 KIZM-727/8 KIZM-729/30 KIZM-90725/6 KIZM-90727/8 KIZM-90729/30 NMAX-1385                                                   | 通常盤A 通常盤B 通常盤C 初回限定盤A 初回限定盤B 初回限定盤C 劇場盤                                         |
| 60                                               | 2022年10月19日                             | 久しぶりのリップグロス | 1位                         | CD+DVD CD                   | KIZM-739/40 KIZM-741/2 KIZM-743/4 KIZM-90739/40 KIZM-90741/2 KIZM-90743/4 NMAX-1401                                                   | 通常盤A 通常盤B 通常盤C 初回限定盤A 初回限定盤B 初回限定盤C 劇場盤                                         |
| ユニバーサル ミュージック / EMI Records レーベル |                                            | |                             |                             | | |
| 61                                               | 2023年4月26日                              | どうしても君が好きだ | 1位                         | CD+DVD CD                   | UPCH-80590 UPCH-80591 UPCH-80592 UPCH-89526 UPCH-89527 UPCH-89528 PRON-5105                                                           | 通常盤A 通常盤B 通常盤C 初回限定盤A 初回限定盤B 初回限定盤C Official Shop盤                                |
| 62                                               | 2023年9月27日                              | アイドルなんかじゃなかったら | 1位                         | CD+DVD CD                   | UPCH-80600 UPCH-80601 UPCH-80602 UPCH-89548 UPCH-89549 UPCH-89550 PRON-5109                                                           | 通常盤A 通常盤B 通常盤C 初回限定盤A 初回限定盤B 初回限定盤C Official Shop盤                                |
| 63                                               | 2024年3月13日                              | カラコンウインク | 1位                         | CD+Blu-ray CD+Blu-ray CD    | UPCH-89562 UPCH-89563 UPCH-89564 UPCH-80607 PRON-5111                                                                                 | 初回限定盤A 初回限定盤B 初回限定盤C 通常盤 Official Shop盤                                                 |
| 64                                               | 2024年7月17日                              | 恋 詰んじゃった | 1位                         | CD+Blu-ray CD               | UPCH-89568 UPCH-89569 UPCH-89570 UPCH-80610 PRON-5112                                                                                 | 初回限定盤A 初回限定盤B 初回限定盤C 通常盤 Official Shop盤                                                 |
| 65                                               | 2025年4月2日                               | まさかのConfession | 1位                         | CD+Blu-ray CD               | UPCH-89603 UPCH-89604 UPCH-89605 UPCH-80621 PRON-5117                                                                                 | 初回限定盤A 初回限定盤B 初回限定盤C 通常盤 Official Shop盤                                                 |
| 66                                               | 2025年8月13日                              | Oh my pumpkin! | TBA                         | CD+Blu-ray CD               | UPCH-89617 UPCH-80629 PRON-5120 | 初回限定盤 通常盤 Official Shop盤                                                                          |

### その他配信限定
| リリース日     | タイトル                                  | レーベル                   | 備考                                                                        |
| -------------- | ----------------------------------------- | -------------------------- | --------------------------------------------------------------------------- |
| 2009年8月29日  | アリガトウ -2010夏 ver.-                  | AKS                        | 日本テレビモバイルサイトによる期間限定配信                                  |
| 2011年4月1日   | 誰かのために -What can I do for someone?- | You, Be Cool!/KING RECORDS | レコチョク先行配信、『「誰かのために」プロジェクト』震災復興支援            |
| 2013年3月8日   | 掌が語ること                              | なし                       | 無料配信、『「誰かのために」プロジェクト』震災復興応援ソング                |
| 2014年11月26日 | Reborn                                    | You, Be Cool!/KING RECORDS | 2014年11月21日レコチョク先行配信 チームサプライズ名義、オリジナルジャケット |
| 2018年10月25日 | センチメンタルトレイン 完全版             | You, Be Cool!/KING RECORDS | キングレコード特設サイト限定配信                                            |
| 2018年11月21日 | センチメンタルトレイン 完全版             | You, Be Cool!/KING RECORDS | 一般配信                                                                    |
| 2020年7月1日   | 離れていても                              | You, Be Cool!/KING RECORDS | 58thシングル『根も葉もRumor』にカップリング曲として収録                     |
| 2021年11月3日  | 恋人いない選手権/近いのに離れてる         | You, Be Cool!/KING RECORDS |                                                                             |
| 2023年4月20日  | Your Super Girl                           | DREAM HUB                  | OUTOF48名義                                                                 |

### 参加シングル
| リリース       | アーティスト         | タイトル                        | 参加曲                   | 名義                                                                             | メンバー |
| -------------- | -------------------- | ------------------------------- | ------------------------ | -------------------------------------------------------------------------------- | --- |
| 2011年1月26日  | 板野友美             | Dear J                          | ツンデレ!                |                                                                                  | （板野）、石田晴、佐藤す、仁藤、宮崎 |
| 2012年5月23日  | 花は咲くプロジェクト | 花は咲く                        | 花は咲く                 |                                                                                  | 岩田、仲谷 |
| 2013年9月25日  | Not yet              | ヒリヒリの花                    | 見えない空はいつでも青い | Yui Yokoyama with friends (from AKB48)                                           | 大島優、柏木、川栄、北原、小嶋陽、島崎、 高橋み、横山由、渡辺麻                                                                           |
| 2013年5月8日   | 河西智美             | Mine                            | Enjoy your life!         | 秋元才加/梅田彩佳/大島優子/ 大堀恵/河西智美/小林香菜/ 野呂佳代/松原夏海/宮澤佐江 | 同左（大堀・河西・野呂除く） |
| 2014年12月24日 | 渡辺美優紀           | やさしくするよりキスをして      | 春風ピアニッシモ         | AKB48                                                                            | 岩立、内田、大和田、岡田奈、柏木、川本、 小嶋陽、小谷、佐藤妃、朝長、中西智、 永尾、宮崎                                                  |
| 2015年10月7日  | NMB48                | Must be now                     | 俺らとは                 | 俺ら                                                                             | 小笠原 |
| 2015年12月23日 | 藤田奈那             | 右足エビデンス                  | 君は今までどこにいた?    | AKB48                                                                            | 相笠、阿部芽、飯野、木﨑、小嶋菜、近藤、 佐藤妃、中西智、西野、野村、福岡、横島、 横山由、渡辺美                                          |
| 2016年12月21日 | じゃんけん民         | 逆さ坂                          | 奇跡のドア               | AKB48                                                                            | 市川愛、小笠原、川本、小嶋真、鈴木ま、 高橋朱                                                                                             |
| 2017年8月2日   | HKT48                | キスは待つしかないのでしょうか? | 恋するRibbon!            | 村重選抜                                                                         | 中西智 |
| 2018年5月10日  | PRODUCE 48           | NEKKOYA (PICK ME)               | PICK ME                  |                                                                                  | 浅井、市川愛、岩立、小田、小嶋真、後藤萌、 佐藤美、下尾、篠崎、高橋朱、竹内美宥、 千葉、中西智、中野、永野芹、本田仁、 宮崎、武藤十、茂木 |
| 2018年5月10日  | PRODUCE 48           | NEKKOYA (PICK ME)               | NEKKOYA (PICK ME)        |                                                                                  | 浅井、市川愛、岩立、小田、小嶋真、後藤萌、 佐藤美、下尾、篠崎、高橋朱、竹内美宥、 千葉、中西智、中野、永野芹、本田仁、 宮崎、武藤十、茂木 |

## アルバム

### ベストアルバム
|   | 通算 | リリース日     | タイトル                                    | 最高位 | レーベル                   | 販売形態        | 規格品番                                         | 形態                                                          |
| - | ---- | -------------- | ------------------------------------------- | ------ | -------------------------- | --------------- | ------------------------------------------------ | ------------------------------------------------------------- |
| 1 | 1    | 2008年1月1日   | SET LIST 〜グレイテストソングス 2006-2007〜 | 29位   | デフスターレコーズ         | CD+DVD CD       | DFCL-1429/30 DFCL-1431                           | 初回生産限定盤 通常盤                                         |
| 2 | 2    | 2010年4月7日   | 神曲たち                                    | 1位    | You,Be Cool!/ KING RECORDS | CD+DVD 2CD      | KIZC-65/6 NKCD-6512/3                            | 通常盤 劇場盤                                                 |
| - | -    | 2010年7月14日  | SET LIST 〜グレイテストソングス〜完全盤     | 2位    | デフスターレコーズ         | CD              | DFCL-1653                                        | 完全盤                                                        |
| 3 | 7    | 2015年11月18日 | 0と1の間                                    | 1位    | You,Be Cool!/ KING RECORDS | 2CD 3CD+DVD 2CD | KICS-3312/3 KICS-3314/5 KIZC-90343/6 NKCD-6720/1 | No.1 Singles Million Singles Complete Singles Theater Edition |

### オリジナルアルバム
|                                    | 通算                               | リリース日                         | タイトル                             | 最高位                             | 販売形態                           | 規格品番                                       | 形態                                        |
| You,Be Cool!/KING RECORDS レーベル | You,Be Cool!/KING RECORDS レーベル | You,Be Cool!/KING RECORDS レーベル | You,Be Cool!/KING RECORDS レーベル   | You,Be Cool!/KING RECORDS レーベル | You,Be Cool!/KING RECORDS レーベル | You,Be Cool!/KING RECORDS レーベル             | You,Be Cool!/KING RECORDS レーベル          |
| ---------------------------------- | ---------------------------------- | ---------------------------------- | ------------------------------------ | ---------------------------------- | ---------------------------------- | ---------------------------------------------- | ------------------------------------------- |
| 1                                  | 3                                  | 2011年6月8日                       | ここにいたこと                       | 1位                                | CD+DVD CD                          | KIZC-90117/8 KIZC-117/8 NKCD-6546              | 初回限定盤 通常盤 劇場盤                    |
| 2                                  | 4                                  | 2012年8月15日                      | 1830m                                | 1位                                | 2CD+DVD 2CD                        | KIZC-163/5 NKCD-6611/2                         | 通常盤 劇場盤                               |
| 3                                  | 5                                  | 2014年1月22日                      | 次の足跡                             | 1位                                | 2CD+DVD 2CD CD                     | KIZC-90240/2 KICS-3014/5 KICS-3016/7 NKCD-6655 | 初回限定盤Type A 通常盤Type A Type B 劇場盤 |
| 4                                  | 6                                  | 2015年1月21日                      | ここがロドスだ、ここで跳べ!          | 1位                                | 2CD+DVD 2CD CD                     | KIZC-90265/7 KICS-3162/3 KICS-3164/5 NKCD-6695 | 初回限定盤Type A 通常盤Type A Type B 劇場盤 |
| 5                                  | 8                                  | 2017年1月25日                      | サムネイル                           | 1位                                | CD+DVD CD                          | KIZC-370/1 KICS-3468 NKCD-6777                 | Type A Type B 劇場盤                        |
| 6                                  | 9                                  | 2018年1月24日                      | 僕たちは、あの日の夜明けを知っている | 1位                                | CD+DVD CD                          | KIZC-448/9 KICS-3675 NKCD-6828                 | Type A Type B 劇場盤                        |

### カバーアルバム
|                                                  | 通算                                             | リリース日                                       | タイトル                                         | 最高位                                           | 販売形態                                         | 規格品番                                         | 形態                                             |
| ユニバーサル ミュージック / EMI Records レーベル | ユニバーサル ミュージック / EMI Records レーベル | ユニバーサル ミュージック / EMI Records レーベル | ユニバーサル ミュージック / EMI Records レーベル | ユニバーサル ミュージック / EMI Records レーベル | ユニバーサル ミュージック / EMI Records レーベル | ユニバーサル ミュージック / EMI Records レーベル | ユニバーサル ミュージック / EMI Records レーベル |
| ------------------------------------------------ | ------------------------------------------------ | ------------------------------------------------ | ------------------------------------------------ | ------------------------------------------------ | ------------------------------------------------ | ------------------------------------------------ | ------------------------------------------------ |
| 1                                                | 10                                               | 2024年12月25日                                   | なんてったってAKB48                              | 1位                                              | CD＋Blu-ray CD                                   | UPCH-29489 UPCH-20687 PRON-1083                  | 初回限定盤 通常盤 Official Shop盤                |

### 劇場公演アルバム
公演曲を公演メンバーがスタジオ収録したものである。
|                                     | リリース日                  | タイトル                                                                                    | 規格品番                    |
| デフスターレコーズ レーベル         | デフスターレコーズ レーベル | デフスターレコーズ レーベル                                                                 | デフスターレコーズ レーベル |
| ----------------------------------- | --------------------------- | ------------------------------------------------------------------------------------------- | --------------------------- |
| 1                                   | 2007年3月7日                | チームA 1st Stage「PARTYが始まるよ」                                                        | DFCL-1351                   |
| 2                                   | 2007年3月7日                | チームA 2nd Stage「会いたかった」                                                           | DFCL-1352                   |
| 3                                   | 2007年3月7日                | チームA 3rd Stage「誰かのために」                                                           | DFCL-1353                   |
| 4                                   | 2007年3月7日                | チームK 1st Stage「PARTYが始まるよ」                                                        | DFCL-1354                   |
| 5                                   | 2007年3月7日                | チームK 2nd Stage「青春ガールズ」                                                           | DFCL-1355                   |
| 6                                   | 2007年3月7日                | チームK 3rd Stage「脳内パラダイス」                                                         | DFCL-1356                   |
| AKS レーベル                        |                             |                                                                                             |                             |
| 7                                   | 2009年8月11日               | チームA 5th Stage「恋愛禁止条例」                                                           | AKB-D2021                   |
| 8                                   | 2009年8月11日               | チームK 5th Stage「逆上がり」                                                               | AKB-D2022                   |
| 9                                   | 2009年8月11日               | チームB 4th Stage「アイドルの夜明け」                                                       | AKB-D2023                   |
| 10                                  | 2010年8月7日                | チームK 6th Stage「RESET」                                                                  | AKB-D2057                   |
| 11                                  | 2010年8月7日                | チームB 5th Stage「シアターの女神」                                                         | AKB-D2058                   |
| 12                                  | 2010年9月18日               | チームA 6th Stage「目撃者」                                                                 | AKB-D2059                   |
| デフスターレコーズ レーベル         |                             |                                                                                             |                             |
| 13                                  | 2013年1月1日                | AKB48 Team A 1st stage「PARTYが始まるよ」 〜studio recordings コレクション〜                | DFCL-1861/2                 |
| 14                                  | 2013年1月1日                | AKB48 Team A 2nd stage「会いたかった」 〜studio recordings コレクション〜                   | DFCL-1863/4                 |
| 15                                  | 2013年1月1日                | AKB48 Team A 3rd stage「誰かのために」 〜studio recordings コレクション〜                   | DFCL-1865/6                 |
| 16                                  | 2013年1月1日                | AKB48 Team A 4th stage「ただいま恋愛中」 〜studio recordings コレクション〜                 | DFCL-1867/8                 |
| 17                                  | 2013年1月1日                | AKB48 Team K 1st stage「PARTYが始まるよ」 〜studio recordings コレクション〜                | DFCL-1869/70                |
| 18                                  | 2013年1月1日                | AKB48 Team K 2nd stage「青春ガールズ」 〜studio recordings コレクション〜                   | DFCL-1871/2                 |
| 19                                  | 2013年1月1日                | AKB48 Team K 3rd stage「脳内パラダイス」 〜studio recordings コレクション〜                 | DFCL-1873/4                 |
| 20                                  | 2013年1月1日                | AKB48 Team B 1st stage「青春ガールズ」 〜studio recordings コレクション〜                   | DFCL-1875/6                 |
| 21                                  | 2013年1月1日                | AKB48 Team B 2nd stage「会いたかった」 〜studio recordings コレクション〜                   | DFCL-1877/8                 |
| 22                                  | 2013年1月1日                | AKB48 ひまわり組 1st stage「僕の太陽」 〜studio recordings コレクション〜                   | DFCL-1879/80                |
| You, Be Cool!/KING RECORDS レーベル |                             |                                                                                             |                             |
| 23                                  | 2013年1月1日                | AKB48 Team A 5th stage「恋愛禁止条例」 〜studio recordings コレクション〜                   | KICS-1861/2                 |
| 24                                  | 2013年1月1日                | AKB48 Team A 6th stage「目撃者」 〜studio recordings コレクション〜                         | KICS-1863/4                 |
| 25                                  | 2013年1月1日                | AKB48 Team K 4th stage「最終ベルが鳴る」 〜studio recordings コレクション〜                 | KICS-1865/6                 |
| 26                                  | 2013年1月1日                | AKB48 Team K 5th stage「逆上がり」 〜studio recordings コレクション〜                       | KICS-1867/8                 |
| 27                                  | 2013年1月1日                | AKB48 Team K 6th stage「RESET」 〜studio recordings コレクション〜                          | KICS-1869/70                |
| 28                                  | 2013年1月1日                | AKB48 Team B 3rd stage「パジャマドライブ」 〜studio recordings コレクション〜               | KICS-1871/2                 |
| 29                                  | 2013年1月1日                | AKB48 Team B 4th stage「アイドルの夜明け」 〜studio recordings コレクション〜               | KICS-1873/4                 |
| 30                                  | 2013年1月1日                | AKB48 Team B 5th stage「シアターの女神」 〜studio recordings コレクション〜                 | KICS-1875/6                 |
| 31                                  | 2013年1月1日                | AKB48 ひまわり組 2nd stage「夢を死なせるわけにいかない」 〜studio recordings コレクション〜 | KICS-1877/8                 |
| 32                                  | 2013年1月22日               | AKB48 Team 4 1st stage「僕の太陽」 〜studio recordings コレクション〜                       | KICS-1879/80                |

### コンサート音源
|              | リリース日     | タイトル                                                                                 | 規格品番     | 備考                                                 |
| AKS レーベル | AKS レーベル   | AKS レーベル                                                                             | AKS レーベル | AKS レーベル                                         |
| ------------ | -------------- | ---------------------------------------------------------------------------------------- | ------------ | ---------------------------------------------------- |
| 1            | 2008年11月20日 | ライブDVDは出るだろうけど、 やっぱり生に限るぜ! AKB48夏祭り                              | AKB-D2008    | プレミアムBOX同梱、 限定4,000枚                      |
| 2            | 2008年12月27日 | AKB48 まさか、このコンサートの 音源は流出しないよね?                                     | AKB-D2012/3  |                                                      |
| 3            | 2009年2月28日  | 年忘れ感謝祭 シャッフルするぜ、 AKB! SKEもよろしくね                                     |              | スペシャルBOX同梱                                    |
| 4            | 2015年7月22日  | AKB48 リクエストアワー セットリストベスト100 LIVE at SHIBUYA-AX 2008.01.21-24            | AKBC-00001   | TSUTAYAレンタル限定盤 コメンタリーボーナストラック付 |
| 5            | 2015年7月22日  | NATSUMATSURI HIBIYAYAON Live [ライブDVDは出るだろうけど、やっぱり生に限るぜ!AKB48夏祭り] | AKBC-00002   | TSUTAYAレンタル限定盤 コメンタリーボーナストラック付 |
| 6            | 2015年7月22日  | AKB48 2008.11.23 NHK HALL [まさか、このコンサートの音源は流出しないよね?]                | AKBC-00003   | TSUTAYAレンタル限定盤 コメンタリーボーナストラック付 |
| 7            | 2015年7月22日  | 年忘れ感謝祭 シャッフルするぜ、AKB!SKEもよろしくね                                       | AKBC-00004   | TSUTAYAレンタル限定盤 コメンタリーボーナストラック付 |
| 8            | 2015年9月2日   | AKB48 リクエストアワー セットリストベスト100 2009                                        | AKBC-00005   | TSUTAYAレンタル限定盤 コメンタリーボーナストラック付 |
| 9            | 2015年9月2日   | 「神公演予定」 諸般の事情により、神公演にならない場合もありますので、ご了承ください。    | AKBC-00006   | TSUTAYAレンタル限定盤 コメンタリーボーナストラック付 |
| 10           | 2015年9月2日   | 分身の術ツアー                                                                           | AKBC-00007   | TSUTAYAレンタル限定盤 コメンタリーボーナストラック付 |
| 11           | 2015年9月2日   | AKB104選抜メンバー組閣祭り                                                               | AKBC-00008   | TSUTAYAレンタル限定盤 コメンタリーボーナストラック付 |
| 12           | 2015年9月16日  | AKB48 夏のサルオバサン祭り                                                               | AKBC-00009   | TSUTAYAレンタル限定盤 コメンタリーボーナストラック付 |
| 13           | 2015年9月16日  | AKB48 海外遠征 2009                                                                      | AKBC-00010   | TSUTAYAレンタル限定盤 コメンタリーボーナストラック付 |
| 14           | 2015年9月16日  | AKB48 リクエストアワー セットリストベスト 100 2010                                       | AKBC-00011   | TSUTAYAレンタル限定盤 コメンタリーボーナストラック付 |
| 15           | 2015年9月16日  | AKB48 満席祭り希望 賛否両論                                                              | AKBC-00012   | TSUTAYAレンタル限定盤 コメンタリーボーナストラック付 |
| 16           | 2015年10月21日 | AKB48 サプライズはありません                                                             | AKBC-00013   | TSUTAYAレンタル限定盤 コメンタリーボーナストラック付 |
| 17           | 2015年10月21日 | AKB48 AKBがやって来た!!                                                                  | AKBC-00014   | TSUTAYAレンタル限定盤 コメンタリーボーナストラック付 |
| 18           | 2015年10月21日 | AKB48 薬師寺奉納公演2010 「夢の花びらたち」                                              | AKBC-00015   | TSUTAYAレンタル限定盤 コメンタリーボーナストラック付 |
| 19           | 2015年10月21日 | AKB48 東京秋祭り                                                                         | AKBC-00016   | TSUTAYAレンタル限定盤 コメンタリーボーナストラック付 |
| 20           | 2015年11月28日 | AKB48 リクエストアワー セットリストベスト 100 2011                                       | AKBC-00017   | TSUTAYAレンタル限定盤 コメンタリーボーナストラック付 |
| 21           | 2015年11月28日 | AKB48 よっしゃぁ〜行くぞぉ〜!in 西武ドーム                                               | AKBC-00018   | TSUTAYAレンタル限定盤 コメンタリーボーナストラック付 |
| 22           | 2015年11月28日 | AKB がいっぱい〜SUMMER TOUR 2011〜                                                       | AKBC-00019   | TSUTAYAレンタル限定盤 コメンタリーボーナストラック付 |
| 23           | 2015年11月28日 | AKB48 紅白対抗歌合戦                                                                     | AKBC-00020   | TSUTAYAレンタル限定盤 コメンタリーボーナストラック付 |
| 24           | 2015年12月30日 | AKB48 リクエストアワー セットリストベスト 100 2012                                       | AKBC-00021   | TSUTAYAレンタル限定盤 コメンタリーボーナストラック付 |
| 25           | 2015年12月30日 | AKB48 ユニット祭り                                                                       | AKBC-00022   | TSUTAYAレンタル限定盤 コメンタリーボーナストラック付 |
| 26           | 2015年12月30日 | 前田敦子 涙の卒業宣言!inさいたまスーパーアリーナ 〜業務連絡。頼むぞ、片山部長!〜         | AKBC-00023   | TSUTAYAレンタル限定盤 コメンタリーボーナストラック付 |
| 27           | 2015年12月30日 | AKB48 全国ツアー 2012 野中美郷、動く。 〜47都道府県で会いましょう〜 TeamK 沖縄公演       | AKBC-00024   | TSUTAYAレンタル限定盤 コメンタリーボーナストラック付 |
| 28           | 2016年1月20日  | AKB48 全国ツアー 2012 野中美郷、動く。 〜47都道府県で会いましょう〜                      | AKBC-00025   | TSUTAYAレンタル限定盤 コメンタリーボーナストラック付 |
| 29           | 2016年1月20日  | AKB48 in TOKYO DOME〜1830mの夢〜 Vol.1                                                   | AKBC-00026   | TSUTAYAレンタル限定盤 コメンタリーボーナストラック付 |
| 30           | 2016年1月20日  | AKB48 in TOKYO DOME〜1830mの夢〜 Vol.2                                                   | AKBC-00027   | TSUTAYAレンタル限定盤 コメンタリーボーナストラック付 |
| 31           | 2016年1月20日  | AKB48 前田敦子 卒業公演                                                                  | AKBC-00028   | TSUTAYAレンタル限定盤 コメンタリーボーナストラック付 |
| 32           | 2016年2月20日  | 第2回 AKB48 紅白対抗歌合戦                                                               | AKBC-00029   | TSUTAYAレンタル限定盤 コメンタリーボーナストラック付 |
| 33           | 2016年2月20日  | AKB48 ユニット祭り 2013                                                                  | AKBC-00030   | TSUTAYAレンタル限定盤 コメンタリーボーナストラック付 |
| 34           | 2016年2月20日  | AKB48 リクエストアワー セットリストベスト 100 2013                                       | AKBC-00031   | TSUTAYAレンタル限定盤 コメンタリーボーナストラック付 |
| 35           | 2016年2月20日  | AKB48 グループ臨時総会 〜白黒つけようじゃないか!〜 SKE48 単独公演                        | AKBC-00032   | TSUTAYAレンタル限定盤 コメンタリーボーナストラック付 |

### ブラバンAKB48!
| リリース日    | タイトル            | レーベル                   | 規格品番  | 備考                                         |
| ------------- | ------------------- | -------------------------- | --------- | -------------------------------------------- |
| 2013年6月12日 | ブラバンAKB48!      | You, Be Cool!/KING RECORDS | KICC-1085 | AKB48公認のブラスバンドカバー・アルバム      |
| 2017年2月22日 | ブラバンAKB48!Vol.2 | You, Be Cool!/KING RECORDS | KICC-1359 | AKB48公認のブラスバンドカバー・アルバム第2弾 |

### 参加アルバム
ノースリーブス
- ノースリーブス（2011年1月1日、エピックレコードジャパン）

PRODUCE 48
- PRODUCE 48 - 30 Girls 6 Concepts（2018年8月18日配信、Stone Music Entertainment）
- PRODUCE 48 - FINAL（2018年9月1日配信、Stone Music Entertainment）

| リリース日     | タイトル                                             | レーベル                    | 規格品番             | 収録曲・備考                           |
| -------------- | ---------------------------------------------------- | --------------------------- | -------------------- | -------------------------------------- |
| 2010年5月26日  | 告白オリジナル・サウンドトラック                     | Hostess Entertainment       | HSE-60044            | RIVER                                  |
| 2012年10月30日 | Wreck-It Ralph                                       | Walt Disney Records         |                      | Sugar Rush                             |
| 2013年3月20日  | シュガー・ラッシュ サウンドトラック                  | Walt Disney Records（日本） | AVCW-12951           | Sugar Rush                             |
| 2018年10月3日  | シュガー・ラッシュ サウンドトラック                  | Walt Disney Records（日本） | UWCD-8052            | Sugar Rush                             |
| 2013年9月25日  | ディズニー・ジャパニーズ・アーティスト・ベスト       | Walt Disney Records（日本） | AVCW-12981           | Sugar Rush                             |
| 2015年11月18日 | ドリーム〜ディズニー・グレイテスト・ソングス〜邦楽盤 | Walt Disney Records（日本） | AVCW-63119           | Sugar Rush                             |
| 2017年3月1日   | ディズニー・チアリング・ソングス                     | Walt Disney Records（日本） | AVCW-63190           | Sugar Rush                             |
| 2017年11月15日 | 地球の男にあきたところよ〜阿久悠リスペクト・アルバム | ビクターエンタテインメント  | VIZL-1253/VICL-64860 | UFO 「柏木由紀&渡辺麻友（AKB48）」名義 |

## 非売品CD
- フライングゲット（峯岸化 ver.）（2011年、キングレコード、NKZM-1003）
- 重力シンパシー／バラの儀式／誇りの丘全公演コンプリートCD＆DVD-BOX（2020年、KYORAKU）

## 映像作品

### 劇場公演
|                             | リリース日                  | タイトル                                           | 規格品番                                | 販売形態・備考                              |
| デフスターレコーズ レーベル | デフスターレコーズ レーベル | デフスターレコーズ レーベル                        | デフスターレコーズ レーベル             | デフスターレコーズ レーベル                 |
| --------------------------- | --------------------------- | -------------------------------------------------- | --------------------------------------- | ------------------------------------------- |
| 1                           | 2007年3月21日               | チームA 1st Stage「PARTYが始まるよ」               | DFBL 7096                               |                                             |
| 2                           | 2007年3月21日               | チームA 2nd Stage「会いたかった」                  | DFBL 7097                               |                                             |
| 3                           | 2007年3月21日               | チームA 3rd Stage「誰かのために」                  | DFBL 7098                               |                                             |
| 4                           | 2007年3月21日               | チームK 1st Stage「PARTYが始まるよ」               | DFBL 7099                               |                                             |
| 5                           | 2007年3月21日               | チームK 2nd Stage「青春ガールズ」                  | DFBL 7100                               |                                             |
| 6                           | 2007年3月21日               | スターターキット「今からでも間に合うAKB48!!」      | DFBL 7088-95                            | 完全生産限定盤                              |
| 7                           | 2007年11月28日              | チームA 4th Stage「ただいま恋愛中」                | DFBL 7105                               |                                             |
| 8                           | 2007年11月28日              | チームK 3rd Stage「脳内パラダイス」                | DFBL 7104                               |                                             |
| 9                           | 2008年3月26日               | チームB 1st Stage「青春ガールズ」                  | DFBL 7107                               |                                             |
| 10                          | 2008年4月23日               | ひまわり組 1st Stage「僕の太陽」                   | DFBL 7109                               |                                             |
| AKS レーベル                |                             |                                                    |                                         |                                             |
| 11                          | 2006年8月11日               | チームA PARTYが始まるよ 〜1st stage〜              | AKB-D2002                               | 限定1,000枚                                 |
| 12                          | 2008年9月26日               | チームB 2nd Stage「会いたかった」                  | AKB-D2006                               |                                             |
| 13                          | 2008年10月5日               | ひまわり組 2nd Stage「夢を死なせるわけにいかない」 | AKB-D2007                               |                                             |
| 14                          | 2009年4月3日                | チームB 3rd Stage「パジャマドライブ」              | AKB-D2016                               |                                             |
| 15                          | 2009年9月11日               | チームK 4th Stage「最終ベルが鳴る」                | AKB-D2025                               |                                             |
| 16                          | 2010年4月24日               | チームK 5th Stage「逆上がり」                      | AKB-D2039 AKB-D2040 AKB-D2041           | DVD microSD DVD+microSD                     |
| 17                          | 2010年6月12日               | チームB 4th Stage「アイドルの夜明け」              | AKB-D2042 AKB-D2043 AKB-D2044           | DVD microSD DVD+microSD                     |
| 18                          | 2010年6月19日               | チームA 5th Stage「恋愛禁止条例」                  | AKB-D2045 AKB-D2046 AKB-D2047           | DVD microSD DVD+microSD                     |
| 19                          | 2012年11月29日              | AKB48 前田敦子 卒業公演                            | AKB-D2142                               | DVD                                         |
| 20                          | 2013年4月6日                | チームA 6th Stage「目撃者」                        | AKB-D2153                               | DVD                                         |
| 21                          | 2013年4月6日                | チームK 6th Stage「RESET」                         | AKB-D2154                               | DVD                                         |
| 22                          | 2013年4月6日                | チームB 5th Stage「シアターの女神」                | AKB-D2155                               | DVD                                         |
| 23                          | 2013年4月6日                | チーム4 1st Stage「僕の太陽」                      | AKB-D2156                               | DVD                                         |
| 24                          | 2014年4月26日               | AKB48 Team4 「手をつなぎながら」                   | AKB-D2223                               | DVD                                         |
| 25                          | 2016年11月30日              | AKB48劇場10周年 記念祭&記念公演                    | AKB-D2342 AKB-D2343 AKB-D2344 AKB-D2345 | DVD Blu-ray 数量限定版DVD 数量限定版Blu-ray |
| 26                          | 2017年2月28日               | AKB48 Team A 7th stage 「M.T.に捧ぐ」              | AKB-D2338 AKB-D2339                     | DVD Blu-ray                                 |
| 27                          | 2018年2月9日                | AKB48 渡辺麻友卒業公演                             | AKB-D2379 AKB-D2380                     | DVD Blu-ray                                 |

### コンサート
|    | リリース日                                  | タイトル | レーベル           | 規格品番 | 販売形態 |
| -- | ------------------------------------------- | --- | ------------------ | --- | --- |
| 1  | 2007年1月31日 2009年7月18日                 | AKB48 ファーストコンサート「会いたかった 〜柱はないぜ!〜」 in 日本青年館ノーマルバージョン                                   | デフスターレコーズ | DFBL 7086 DFXL 4 | DVD Blu-ray |
| 2  | 2007年1月31日 2009年7月18日                 | AKB48 ファーストコンサート「会いたかった〜柱はないぜ!〜」 in 日本青年館 シャッフルバージョン                                 | デフスターレコーズ | DFBL 7087 DFXL 5 | DVD Blu-ray |
| 3  | 2007年7月18日                               | AKB48 春のちょっとだけ全国ツアー 〜まだまだだぜAKB48!〜 in 東京厚生年金会館                                                  | デフスターレコーズ | DFBL 7102 | DVD |
| 4  | 2008年7月25日                               | AKB48 リクエストアワーセットリストベスト100                                                                                  | AKS                | AKB-D2003 | |
| 5  | 2008年11月20日                              | ライブDVDは出るだろうけど、やっぱり生に限るぜ! AKB48夏祭り                                                                   | AKS                | AKB-D2008 AKB-D2009 | プレミアムBOX DVD |
| 6  | 2008年12月27日                              | AKB48 まさか、このコンサートの音源は流出しないよね?                                                                          | AKS                | AKB-D2011 | |
| 7  | 2009年2月28日                               | 年忘れ感謝祭 シャッフルするぜ、AKB! SKEもよろしくね                                                                          | AKS                | AKB-D2014 AKB-D2015 | スペシャルBOX DVD |
| 8  | 2009年4月23日                               | AKB48 リクエストアワーセットリストベスト100 2009                                                                             | AKS                | AKB-D2017 AKB-D2018 | スペシャルBOX DVD |
| 9  | 2009年8月8日                                | 「神公演予定」＊諸般の事情により、 神公演にならない場合もありますので、ご了承ください。                                      | AKS                | AKB-D2019 AKB-D2020 | スペシャルBOX DVD |
| 10 | 2009年11月1日                               | AKB48 分身の術ツアー/AKB104選抜メンバー組閣祭り                                                                              | AKS                | AKB-D2027 AKB-D2027a AKB-D2027k AKB-D2027b                                                                                                  | スペシャルBOX通常盤 スペシャルBOX限定盤A スペシャルBOX限定盤K スペシャルBOX限定盤B |
| 11 | 2009年11月1日                               | AKB48 分身の術ツアー | AKS                | AKB-D2028 | |
| 12 | 2009年11月1日                               | AKB104選抜メンバー組閣祭り（フルヴァージョン）                                                                               | AKS                | AKB-D2029 | |
| 13 | 2009年11月1日                               | AKB104選抜メンバー組閣祭り（3rdStageヴァージョン）                                                                           | AKS                | AKB-D2030 | |
| 14 | 2010年3月20日                               | AKB48 リクエストアワーセットリストベスト100 2010                                                                             | AKS                | AKB-D2034 AKB-D2035 AKB-D2036 AKB-D2037 | 「言い訳Maybe」BOX 「君のことが好きだから」BOX 「10年桜」BOX DVD |
| 15 | 2010年6月23日                               | AKB48 満席祭り希望 賛否両論                                                                                                  | AKS                | AKB-D2048 AKB-D2049 AKB-D2050 AKB-D2052 AKB-D2053 AKB-D2054 AKB-D2055 AKB-D2056 AKB-D2057                                                   | TeamA Ver. BOX TeamK Ver. BOX TeamB Ver. BOX 第一公演DVD+microSD 第二公演DVD+microSD 第三公演DVD+microSD 第一公演DVD 第二公演DVD 第三公演DVD |
| 16 | 2010年10月2日                               | AKB48 コンサート「サプライズはありません」                                                                                   | AKS                | AKB-D2061 AKB-D2062 AKB-D2063 AKB-D2064 AKB-D2065 AKB-D2066 AKB-D2067 AKB-D2068 AKB-D2069                                                   | TeamA Ver. BOX TeamK Ver. BOX TeamB Ver. BOX 第一公演DVD+microSD 第二公演DVD+microSD 第三公演DVD+microSD 第一公演DVD 第二公演DVD 第三公演DVD |
| 17 | 2010年11月28日                              | AKB48 AKBがやって来た!! | AKS                | AKB-D2070 AKB-D2071 AKB-D2072 AKB-D2073 AKB-D2074 AKB-D2075 AKB-D2076                                                                       | スペシャルBOX TeamA DVD+microSD TeamK DVD+microSD TeamB DVD+microSD TeamA DVD TeamK DVD TeamB DVD |
| 18 | 2011年2月6日                                | KYORAKU presents AKB48 SKE48 LIVE IN ASIA                                                                                    | AKS                | AS-0001 | |
| 19 | 2011年2月26日                               | AKB48 東京秋祭り | AKS                | AKB-D2078 AKB-D2079 AKB-D2080 | スペシャルBOX 1日目 2日目 |
| 20 | 2011年3月19日                               | AKB48 リクエストアワーセットリストベスト100 2011                                                                             | AKS                | AKB-D2082 AKB-D2083 AKB-D2084 AKB-D2085 AKB-D2086 AKB-D2087 AKB-D2088 AKB-D2089 AKB-D2090                                                   | 「ヘビーローテーション」BOX 「Beginner」BOX 「ポニーテールとシュシュ」BOX 4days DVD BOX 4days microSD 1日目 2日目 3日目 4日目 |
| 21 | 2011年10月15日                              | AKB48 見逃した君たちへ 〜AKB48グループ全公演〜                                                                               | AKS                | AKB-D2097 AKB-D2093 AKB-D2094 AKB-D2095 AKB-D2096                                                                                           | スペシャルBOX 通常版 0524-0528 通常版 0529-0602 通常版 0603-0607 通常版 0608-0612 |
| 22 | 2011年12月28日(DVD) 2013年7月3日(Blu-ray)   | AKB48 よっしゃぁ〜行くぞぉ〜!in西武ドーム                                                                                    | AKS                | AKB-D2098 AKB-D2099 AKB-D2100 AKB-D2101 AKB-D2102 AKB-D2170                                                                                 | スペシャルBOX 第一公演 DVD 第二公演 DVD 第三公演 DVD ダイジェスト盤 スペシャルBOX（Blu-ray） |
| 23 | 2012年2月7日                                | AKBがいっぱい〜SUMMER TOUR 2011〜                                                                                            | AKS                | AKB-D2104 AKB-D2105 AKB-D2106 AKB-D2107 AKB-D2108                                                                                           | スペシャルBOX チームA/兵庫公演 チームK/滋賀公演 チームB/兵庫公演 チーム4/鳥取公演 |
| 24 | 2012年3月21日                               | AKB48 in a-nation 2011 | avex trax          | AVBD 91937〜8 | 初回限定生産BOX 通常盤DVD |
| 25 | 2012年3月28日                               | AKB48 紅白対抗歌合戦 | AKS                | AKB-D2109 | |
| 26 | 2012年6月13日                               | AKB48 リクエストアワーセットリストベスト100 2012                                                                             | AKS                | AKB-D2112 AKB-D2113 AKB-D2114 AKB-D2115 AKB-D2116 AKB-D2117 AKB-D2118 AKB-D2119                                                             | 初回生産限定盤SP DVDBOX ヘビーローテーション Ver. 初回生産限定盤SP DVDBOX Everyday、カチューシャ Ver. 初回生産限定盤SP DVDBOX 孤独なランナー Ver. 4days DVD BOX 通常盤DVD 第1日目 通常盤DVD 第2日目 通常盤DVD 第3日目 通常盤DVD 第4日目 |
| 27 | 2012年9月5日(DVD) 2013年7月3日(Blu-ray)     | 前田敦子 涙の卒業宣言!in さいたまスーパーアリーナ 〜業務連絡。頼むぞ、片山部長!〜                                            | AKS                | AKB-D2125 AKB-D2126 AKB-D2127 AKB-D2128 AKB-D2129 AKB-D2171                                                                                 | スペシャルBOX(DVD) 第一日目DVD 第二日目DVD 第三日目DVD 特別ダイジェスト盤DVD スペシャルBOX（Blu-ray） |
| 28 | 2012年11月22日                              | AKB48全国ツアー2012野中美郷、動く。 〜47都道府県で会いましょう〜 TeamK沖縄公演                                               | AKS                | AKB-D2143 | |
| 29 | 2012年11月28日(DVD) 2012年12月19日(Blu-ray) | AKB48 in TOKYO DOME〜1830mの夢〜                                                                                             | AKS                | AKB-D2130 AKB-D2131 AKB-D2132 AKB-D2133 AKB-D2134 AKB-D2135 AKB-D2136 AKB-D2137 AKB-D2138 AKB-D2139 AKB-D2140 AKB-D2141                     | スペシャルBOX初回限定盤(DVD) スペシャルBOX通常盤(DVD) SINGLE SELECTION(DVD) 第一日目(DVD) 第二日目(DVD) 第三日目(DVD) スペシャルBOX初回限定盤(Blu-ray) スペシャルBOX通常盤(Blu-ray) SINGLE SELECTION(Blu-ray) 第一日目(Blu-ray) 第二日目(Blu-ray) 第三日目(Blu-ray) |
| 30 | 2013年2月28日                               | AKB48 見逃した君たちへ2 〜AKB48グループ全公演〜                                                                              | AKS                | AKB-D2145 AKB-D2146 AKB-D2147 AKB-D2148 AKB-D2149                                                                                           | スペシャルBOX 通常版DVD 1 通常版DVD 2 通常版DVD 3 通常版DVD 4 |
| 31 | 2013年3月16日                               | AKB48全国ツアー2012野中美郷、動く。 〜47都道府県で会いましょう〜                                                             | AKS                | AKB-D2152 | スペシャルBOX |
| 32 | 2013年3月27日                               | 第2回 AKB48 紅白対抗歌合戦                                                                                                   | AKS                | AKB-D2150 AKB-D2151 | DVD Blu-ray |
| 33 | 2013年4月24日(DVD) 2013年6月12日(Blu-ray)   | AKB48 リクエストアワーセットリストベスト100 2013                                                                             | AKS                | AKB-D2157 AKB-D2158 AKB-D2159 AKB-D2165 AKB-D2166 AKB-D2167 AKB-D2160 AKB-D2168 AKB-D2161 AKB-D2162 AKB-D2163 AKB-D2164                     | 初回生産限定SP DVD BOX 走れ!ペンギン Ver. 初回生産限定SP DVD BOX 奇跡は間に合わない Ver. 初回生産限定SP DVD BOX 上からマリコ Ver. 初回生産限定SP Blu-ray BOX 走れ!ペンギン Ver. 初回生産限定SP Blu-ray BOX 奇跡は間に合わない Ver. 初回生産限定SP Blu-ray BOX 上からマリコ Ver. 4days BOX DVD 4days BOX Blu-ray 通常盤DVD 第1日目 通常盤DVD 第2日目 通常盤DVD 第3日目 通常盤DVD 第4日目 |
| 34 | 2013年9月25日                               | AKB48グループ臨時総会 〜白黒つけようじゃないか!〜                                                                            | AKS                | AKB-D2194 AKB-D2195 AKB-D2196 AKB-D2197 AKB-D2198 AKB-D2199 AKB-D2200 AKB-D2201 AKB-D2202 AKB-D2203 AKB-D2204 AKB-D2205 AKB-D2206 AKB-D2207 | AKB48グループ総出演公演+SKE48単独公演(DVD) AKB48グループ総出演公演+NMB48単独公演(DVD) AKB48グループ総出演公演+HKT48単独公演(DVD) AKB48グループ総出演公演+AKB48単独公演(DVD) AKB48グループ総出演公演+SKE48単独公演(Blu-ray) AKB48グループ総出演公演+NMB48単独公演(Blu-ray) AKB48グループ総出演公演+HKT48単独公演(Blu-ray) AKB48グループ総出演公演+AKB48単独公演(Blu-ray) SKE48単独公演(DVD) NMB48単独公演(DVD) HKT48単独公演(DVD) AKB48単独公演(DVD) AKB48グループ総出演公演 昼の部(DVD) AKB48グループ総出演公演 夜の部(DVD) |
| 35 | 2013年10月9日                               | AKB48スーパーフェスティバル 〜日産スタジアム、小（ち）っちぇっ!小（ち）っちゃくないし!!〜                                    | AKS                | AKB-D2208 AKB-D2209 | DVD Blu-ray |
| 36 | 2013年11月9日                               | AKB48グループ研究生コンサート〜推しメン早い者勝ち〜                                                                          | AKS                | AKB-D2212 AKB-D2213 | DVD Blu-ray |
| 37 | 2013年12月18日                              | AKB48 2013 真夏のドームツアー 〜まだまだ、やらなきゃいけないことがある〜                                                     | AKS                | AKB-D2214 AKB-D2215 AKB-D2216 AKB-D2217 | スペシャルBOX（DVD） SINGLE SELECTION（DVD） スペシャルBOX（Blu-ray） SINGLE SELECTION（Blu-ray） |
| 38 | 2014年4月9日                                | 第3回 AKB48 紅白対抗歌合戦                                                                                                   | AKS                | AKB-D2219 AKB-D2220 | DVD Blu-ray |
| 39 | 2014年4月30日(DVD) 2014年6月4日(Blu-ray)    | AKB48 リクエストアワーセットリストベスト200 2014(200〜101ver.)                                                               | AKS                | AKB-D2221 AKB-D2222 | スペシャルDVD BOX スペシャルBlu-ray BOX |
| 40 | 2014年6月7日-8日 2014年6月13日              | AKB48単独 春コンin国立競技場 〜思い出は全部ここに捨てていけ！〜                                                              | AKS                | AKB-D2224 AKB-D2225 | 会場限定オリジナルパッケージDVD 通常仕様パッケージDVD |
| 41 | 2014年9月4日                                | AKB48グループ 春コン in さいたまスーパーアリーナ 〜思い出は全部ここに捨てていけ！〜                                          | AKS                | AKB-D2276 AKB-D2277 AKB-D2278 AKB-D2279 AKB-D2280                                                                                           | スペシャル DVD BOX スペシャル Blu-ray BOX SKE48単独公演(DVD) HKT48単独公演(DVD) NMB48単独公演(DVD) |
| 42 | 2014年9月17日                               | AKB48 リクエストアワーセットリストベスト200 2014(100〜1ver.)                                                                 | AKS                | AKB-D2281 AKB-D2282 AKB-D2283 AKB-D2284 | スペシャルDVD BOX スペシャルBlu-ray BOX 100位〜51位(DVD) 50位〜1位(DVD) |
| 43 | 2014年10月29日                              | AKB48 大島優子卒業コンサート in 味の素スタジアム 〜6月8日の降水確率56%（5月16日現在）、てるてる坊主は本当に効果があるのか?〜 | AKS                | AKB-D2285 AKB-D2286 AKB-D2287 | スペシャルDVD BOX スペシャルBlu-ray BOX 単品DVD |
| 44 | 2014年12月10日                              | AKB48グループ 東京ドームコンサート 〜するなよ?するなよ?絶対卒業発表するなよ?〜                                               | AKS                | AKB-D2288 AKB-D2289 AKB-D2290 AKB-D2291 | スペシャルDVD BOX スペシャルBlu-ray BOX SINGLE SELECTION（DVD） SINGLE SELECTION(Blu-ray) |
| 45 | 2015年3月18日                               | 第4回 AKB48 紅白対抗歌合戦                                                                                                   | AKS                | AKB-D2294 AKB-D2295 | DVD Blu-ray |
| 46 | 2015年3月27日                               | AKB48全国ツアー2014 あなたがいてくれるから。 〜残り27都道府県で会いましょう〜                                                | AKS                | AKB-D2300 AKB-D2301 AKB-D2302 AKB-D2303 AKB-D2304 AKB-D2305                                                                                 | スペシャルDVD BOX スペシャルBlu-ray BOX チームA［宮城県］（DVD） チームK［高知県］（DVD） チームB［山形県］（DVD） チーム4［神奈川県］（DVD） |
| 47 | 2015年4月30日                               | AKB48 リクエストアワーセットリストベスト1035 2015                                                                            | AKS                | AKB-D2296 AKB-D2297 AKB-D2298 AKB-D2299 | スペシャルDVD BOX（200〜1ver.） スペシャルBlu-ray BOX（200〜1ver.） スペシャルDVD BOX(110〜1ver.) スペシャルBlu-ray BOX(110〜1ver.) |
| 48 | 2015年7月29日                               | AKB48ヤングメンバー全国ツアー〜未来は今から作られる〜 AKB48春の単独コンサート〜ジキソー未だ修行中!〜                         | AKS                | AKB-D2306 AKB-D2307 | DVD Blu-ray |
| 49 | 2015年9月9日                                | AKB48 41stシングル 選抜総選挙〜順位予想不可能、大荒れの一夜〜& 後夜祭〜あとのまつり〜                                        | AKS                | AKB-D2310 AKB-D2311 AKB-D2312 AKB-D2313 | スペシャルDVD BOX スペシャルBlu-ray BOX BEST SELECTION（DVD） BEST SELECTION（Blu-ray） |
| 50 | 2015年11月4日                               | AKB48真夏の単独コンサート in さいたまスーパーアリーナ 〜川栄さんのことが好きでした〜                                         | AKS                | AKB-D2314 AKB-D2315 | DVD スペシャルBOX Blu-ray スペシャルBOX |
| 51 | 2016年2月10日                               | 第5回 AKB48紅白対抗歌合戦 | AKS                | AKB-D2318 AKB-D2319 | DVD Blu-ray |
| 52 | 2016年4月2日                                | TOYOTA presents AKB48チーム8 全国ツアー 〜47の素敵な街へ〜                                                                   | AKS                | AKB-D2324 AKB-D2325 | DVD SPBOX Blu-ray SPBOX |
| 53 | 2016年4月27日                               | AKB48単独リクエストアワー セットリストベスト100 2016                                                                         | AKS                | AKB-D2320 AKB-D2321 | スペシャルDVD BOX スペシャルBlu-ray BOX |
| 54 | 2016年4月27日                               | AKB48グループリクエストアワー セットリストベスト100 2016                                                                     | AKS                | AKB-D2322 AKB-D2323 | スペシャルDVD BOX スペシャルBlu-ray BOX |
| 55 | 2016年7月20日                               | 祝 高橋みなみ卒業“148.5cmの見た夢”in 横浜スタジアム                                                                          | AKS                | AKB-D2330 AKB-D2331 | DVD Blu-ray |
| 56 | 2017年2月1日                                | AKB48グループ同時開催コンサートin横浜 今年はランクインできました祝賀会／来年こそランクインするぞ決起集会                     | AKS                | AKB-D2340 AKB-D2341 | DVD Blu-ray |
| 57 | 2017年3月1日                                | 第6回 AKB48紅白対抗歌合戦 | AKS                | AKB-D2346 AKB-D2347 | DVD Blu-ray |
| 58 | 2017年4月3日                                | AKB48 チーム8 ライブコレクション 〜まとめ出しにもほどがあるっ!〜                                                             | AKS                | AKB-D2352 AKB-D2353 | DVD Blu-ray |
| 59 | 2017年4月19日                               | こじまつり〜小嶋陽菜感謝祭〜                                                                                                 | AKS                | AKB-D2350 AKB-D2351 | DVD BOX Blu-ray BOX |
| 60 | 2017年6月28日                               | AKB48グループリクエストアワー セットリストベスト100 2017                                                                     | AKS                | AKB-D2348 AKB-D2349 | DVD Blu-ray |
| 61 | 2017年8月8日                                | AKB48 Team 8 SOLO CONCERT 新春!チーム8祭り 小栗有以の乱／倉野尾成美の乱／坂口渚沙の乱                                        | AKS                | AKB-D2356 AKB-D2357 | DVD Blu-ray |
| 62 | 2017年10月16日                              | AKB48 16期生コンサート 〜AKBの未来、いま動く〜                                                                               | AKS                | AKB-D2358 | DVD |
| 63 | 2017年10月20日                              | AKB48 13期生公演 in TDC 〜今やるしかねぇんだよ!〜× AKB48 14期生公演 〜 泣いても笑ってもラストステージ 〜                     | AKS                | AKB-D2359 AKB-D2360 | DVD Blu-ray |
| 64 | 2017年12月27日                              | 渡辺麻友卒業コンサート〜みんなの夢が叶いますように〜                                                                         | AKS                | AKB-D2373 AKB-D2374 AKB-D2375 AKB-D2376 | 数量限定版 DVD 数量限定版 Blu-ray 通常版 DVD 通常版 Blu-ray |
| 65 | 2018年2月28日                               | 第7回 AKB48紅白対抗歌合戦 | AKS                | AKB-D2377 AKB-D2378 | DVD Blu-ray |
| 66 | 2018年3月28日                               | AKB48グループ感謝祭 〜ランクインコンサート・ランク外コンサート〜                                                             | AKS                | AKB-D2371 AKB-D2372 | DVD Blu-ray |
| 67 | 2018年6月27日                               | AKB48グループリクエストアワー セットリストベスト100 2018                                                                     | AKS                | AKB-D2381 AKB-D2382 | DVD Blu-ray |
| 68 | 2018年7月14日                               | AKB48グループ 成人式コンサート〜大人になんかなるものか〜                                                                     | AKS                | AKB-D2383 AKB-D2384 | DVD Blu-ray |
| 69 | 2018年8月8日                                | AKB48 チーム8 ライブコレクション 〜またまたまとめ出しにもほどがあるっ!〜                                                     | AKS                | AKB-D2391 AKB-D2392 | DVD Blu-ray |
| 70 | 2018年12月24日                              | AKB48単独コンサート〜ジャーバージャって何?〜                                                                                 | AKS                | AKB-D2395 AKB-D2396 | DVD Blu-ray |
| 71 | 2019年1月9日                                | AKB48グループ感謝祭2018〜ランクインコンサート／ランク外コンサート〜                                                          | AKS                | AKB-D2393 AKB-D2394 | DVD Blu-ray |
| 72 | 2019年3月20日                               | 第8回 AKB48紅白対抗歌合戦 | AKS                | AKB-D2397 AKB-D2398 | DVD Blu-ray |
| 73 | 2019年6月19日                               | AKB48グループリクエストアワー セットリストベスト100 2019                                                                     | AKS                | AKB-D2399 AKB-D2400 | DVD Blu-ray |
| 74 | 2019年8月8日                                | AKB48 チーム8 ライブコレクション 〜まとめ出しにもほどがあるっ！RETURNS〜                                                     | AKS                | AKB-D2403 AKB-D2404 | DVD Blu-ray |
| 75 | 2019年8月21日                               | AKB48チームコンサート in 東京ドームシティホール                                                                              | AKS                | AKB-D2401 AKB-D2402 | DVD Blu-ray |
| 76 | 2020年5月13日                               | AKB48グループリクエストアワー セットリストベスト50 2020                                                                      | AKS                | AKB-D2405 AKB-D2406 | DVD Blu-ray |
| 77 | 2020年6月5日                                | AKB48単独コンサート〜15年目の挑戦者〜                                                                                        | DH                 | AKB-D2407 AKB-D2408 | DVD Blu-ray |

### DVD MAGAZINE
|              | リリース日     | タイトル | 規格品番                                              |              |
| AKS レーベル | AKS レーベル   | AKS レーベル | AKS レーベル                                          | AKS レーベル |
| ------------ | -------------- | --- | ----------------------------------------------------- | ------------ |
| 1            | 2009年10月17日 | VOL.01『AKB48 13thシングル選抜総選挙「神様に誓ってガチです」』 | AKB-D2026                                             |              |
| 2            | 2009年12月11日 | VOL.02『AKB48 夏のサルオバサン祭り in 富士急ハイランド』 | AKB-D2032                                             |              |
| 3            | 2010年1月20日  | VOL.03『AKB48 海外遠征2009』 | AKB-D2033                                             |              |
| 4            | 2010年9月4日   | VOL.04『AKB48 17thシングル選抜総選挙「母さんに誓って、ガチです」』 | AKB-D2060                                             |              |
| 5            | 2010年12月25日 | VOL.05『AKB48 19thシングル選抜 じゃんけん大会 2010.9.21』 VOL.05A『AKB48 19thシングル選抜 じゃんけん大会 51のリアル〜Aブロック編〜』 VOL.05B『AKB48 19thシングル選抜 じゃんけん大会 51のリアル〜Bブロック編〜』 VOL.05C『AKB48 19thシングル選抜 じゃんけん大会 51のリアル〜Cブロック編〜』 VOL.05D『AKB48 19thシングル選抜 じゃんけん大会 51のリアル〜Dブロック編〜』 | AKB-D2077 AKB-D2077A AKB-D2077B AKB-D2077C AKB-D2077D |              |
| 6            | 2011年1月29日  | VOL.06『AKB48 薬師寺奉納公演2010「夢の花びらたち」』 | AKB-D2081                                             |              |
| 7            | 2011年9月23日  | VOL.07『AKB48 22ndシングル選抜総選挙「今年もガチです」』 | AKB-D2092                                             |              |
| 8            | 2011年12月24日 | VOL.08『AKB48 24thシングル選抜「じゃんけん大会 2011.9.20」』 | AKB-D2103                                             |              |
| 9            | 2012年6月3日   | VOL.09『AKB48 ユニット祭り』 | AKB-D2110                                             |              |
| 10           | 2012年9月22日  | VOL.10『AKB48 27thシングル選抜総選挙 〜ファンが選ぶ64議席〜』 | AKB-D2111                                             |              |
| 11           | 2013年1月22日  | VOL.11『AKB48 29thシングル選抜じゃんけん大会 2012.9.18』 | AKB-D2144                                             |              |
| 12           | 2013年6月22日  | VOL.12『AKB48 ユニット祭り 2013』 | AKB-D2169                                             |              |

### TeamOgi
|              | リリース日    | タイトル        | 規格品番                      | 販売形態                      |
| AKS レーベル | AKS レーベル  | AKS レーベル    | AKS レーベル                  | AKS レーベル                  |
| ------------ | ------------- | --------------- | ----------------------------- | ----------------------------- |
| 1            | 2011年1月20日 | Team Ogi祭      | AKB-O0001 AKB-O0002 AKB-O0003 | スペシャルBOX 第1公演 第2公演 |
| 2            | 2012年5月4日  | Team Ogi祭 2011 | AKB-O0004 AKB-O0005 AKB-O0006 | スペシャルBOX 第1公演 第2公演 |

### 卒業記念
| リリース日     | タイトル                                     | 規格品番     | 備考                           |              |
| AKS レーベル   | AKS レーベル                                 | AKS レーベル | AKS レーベル                   | AKS レーベル |
| -------------- | -------------------------------------------- | ------------ | ------------------------------ | ------------ |
| 2006年6月23日  | SPECIAL EDITION AKB48 「Memories」宇佐美友紀 | AKB-D2001    |                                |              |
| 2008年11月23日 | 五人の足跡。〜また会う日まで〜               | AKB-D2010    | 大江・駒谷・戸島・中西里・成田 |              |

### イメージビデオ
| リリース日    | タイトル                                                              | レーベル | 規格品番            | 形態        |
| ------------- | --------------------------------------------------------------------- | -------- | ------------------- | ----------- |
| 2011年10月5日 | digi+KISHIN DVD Team KISHIN From AKB48 「窓からスカイツリーが見える」 | 小学館   | PCBE-53747          | DVD         |
| 2014年3月29日 | AKB48海外旅行日記 〜ハワイはハワイ〜                                  | AKS      | AKB-D2218           | DVD         |
| 2016年4月2日  | AKB48チーム8 in グアム                                                | AKS      | AKB-D2326 AKB-D2327 | DVD Blu-ray |

### イベント
|   | リリース日     | タイトル                                                                 | レーベル         | 規格品番              | 形態        |
| - | -------------- | ------------------------------------------------------------------------ | ---------------- | --------------------- | ----------- |
| 1 | 2014年7月23日  | AKB48グループ 大組閣祭り 〜時代は変わる。だけど、僕らは前しか向かねえ!〜 | AKS              | AKB-D2274 AKB-D2275   | DVD Blu-ray |
| 2 | 2015年8月6日   | 第2回 AKB48大運動会&第2回 AKB48グループ ドラフト会議                     | AKS              | AKB-D2308 AKB-D2309   | DVD Blu-ray |
| 3 | 2016年9月28日  | AKB48 45thシングル 選抜総選挙 〜僕たちは誰について行けばいい?〜          | AKS              | AKB-D2332 AKB-D2333   | DVD Blu-ray |
| 4 | 2016年10月31日 | 第2回AKB48グループ チーム対抗大運動会                                    | AKS              | AKB-D2334 AKB-D2335   | DVD Blu-ray |
| 5 | 2018年2月7日   | 豆腐プロレス The REAL 2017 WIP CLIMAX in 8.29 後楽園ホール               | ポニーキャニオン | PCBP-53265 PCXP-50565 | DVD Blu-ray |
| 6 | 2018年3月28日  | AKB48 49thシングル選抜総選挙〜戦いは終わった、さあ話そうか〜             | AKS              | AKB-D2369 AKB-D2370   | DVD Blu-ray |
| 7 | 2019年1月9日   | AKB48 53rdシングル 世界選抜総選挙〜世界のセンターは誰だ?〜               | AKS              | AKB-D2389 AKB-D2390   | DVD Blu-ray |

### テレビ

#### ドラマ
配信作品も含む。
| リリース日     | タイトル                                  | レーベル         | 規格品番                                                                                | 形態 |
| -------------- | ----------------------------------------- | ---------------- | --------------------------------------------------------------------------------------- | --- |
| 2010年5月28日  | マジすか学園                              | 東宝             | TDV20185D TDV20186D                                                                     | DVD-BOX スペシャルDVD-BOX |
| 2011年5月4日   | 桜からの手紙 〜AKB48 それぞれの卒業物語〜 | VAP              | VPBX-13561 VPBX-13562 VPBX-13563 VPBX-14931 VPBX-14932                                  | Vol.1 Vol.2 Vol.3 豪華版DVD-BOX 通常版DVD-BOX |
| 2011年8月19日  | マジすか学園2                             | 東宝             | TDV21265D TDV21266D                                                                     | DVD-BOX スペシャルDVD-BOX |
| 2012年8月22日  | 私立バカレア高校                          | VAP              | VPBX-14984 VPBX-14985 VPXX-71941 VPXX-71942                                             | 豪華版DVD-BOX 通常版DVD-BOX 豪華版Blu-ray BOX 通常版Blu-ray BOX |
| 2012年12月14日 | マジすか学園3                             | 東宝             | TDV23019D TDV23020D                                                                     | DVD-BOX スペシャルDVD-BOX |
| 2013年6月28日  | So long !                                 | VAP              | VPBX-10920 VPBX-10921 VPBX-10922 VPBX-10923 VPXX-71975 VPXX-71976 VPXX-71977 VPXX-71978 | Team Aパッケージ ver.豪華版DVD-BOX Team Kパッケージ ver.豪華版DVD-BOX Team Bパッケージ ver.豪華版DVD-BOX 通常版DVD-BOX Team Aパッケージ ver.豪華版Blu-ray BOX Team Kパッケージ ver.豪華版Blu-ray BOX Team Bパッケージ ver.豪華版Blu-ray BOX 通常版Blu-ray BOX |
| 2014年6月14日  | 女子高警察                                | フジテレビジョン | CXDV-0103 CXDV-0104                                                                     | 1巻 2巻 |
| 2014年10月15日 | セーラーゾンビ                            | 東宝             | TDV24789D TDV24790D                                                                     | Blu-ray DVD-BOX |
| 2015年6月26日  | マジすか学園4                             | VAP              | VPXX-72967 VPBX-29929 VPXP-71604 VPBP-14114                                             | Blu-ray BOX DVD BOX スペシャルBlu-ray BOX スペシャルDVD BOX |
| 2016年1月29日  | マジすか学園5                             | VAP              | VPXX-72983 VPBX-29946 VPXP-71605 VPBP-14115                                             | Blu-ray BOX DVD BOX スペシャルBlu-ray BOX スペシャルDVD BOX |
| 2016年4月2日   | 劇場霊からの招待状                        | ハピネット       | BIBJ-9520                                                                               | DVD-BOX |
| 2016年8月17日  | AKBホラーナイト アドレナリンの夜          | テレビ朝日       | TBR26185D TDV26186D                                                                     | Blu-ray BOX DVD BOX |
| 2017年1月18日  | AKBラブナイト 恋工場                      | テレビ朝日       | TDV27025D                                                                               | DVD BOX |
| 2017年4月28日  | キャバすか学園                            | VAP              | VPXX-71511 VPBX-14586 VPXP-71609 VPBP-14118                                             | Blu-ray BOX DVD-BOX スペシャルBlu-ray BOX スペシャルDVD BOX |
| 2018年1月10日  | CROW'S BLOOD                              | ポニーキャニオン | PCBE-63714                                                                              | DVD-BOX |
| 2018年2月7日   | 豆腐プロレス                              | ポニーキャニオン | PCBP-62244 PCXP-60063 BRBP-00069 BRXP-00014                                             | Blu-ray BOX DVD-BOX 豪華版 Blu-ray BOX 豪華版 DVD-BOX |
| 2018年12月21日 | マジムリ学園                              | VAP              | VPXX-71657 VPBX-14766 VPXP-71662 VPBP-14119                                             | Blu-ray BOX DVD-BOX スペシャルBlu-ray BOX スペシャルDVD BOX |

#### AKB48 ネ申テレビ
|                   | リリース日        | タイトル                                                                                 | 規格品番          | 販売形態・備考    |                   |
| 東北新社 レーベル | 東北新社 レーベル | 東北新社 レーベル                                                                        | 東北新社 レーベル | 東北新社 レーベル | 東北新社 レーベル |
| ----------------- | ----------------- | ---------------------------------------------------------------------------------------- | ----------------- | ----------------- | ----------------- |
| 1                 | 2009年3月13日     | AKB48 ネ申テレビ                                                                         | TBD5617           | DVD-BOX           |                   |
| 2                 | 2009年4月24日     | AKB48 ネ申テレビ スペシャル 湯けむり温泉女将修行 and 地獄の韓国海兵隊合宿                | TBD5618           |                   |                   |
| 3                 | 2009年12月11日    | AKB48 ネ申テレビ シーズン2                                                               | TBD5623           | DVD-BOX           |                   |
| 4                 | 2010年3月5日      | AKB48 ネ申テレビ シーズン3                                                               | TBD5626           | DVD-BOX           |                   |
| 5                 | 2010年4月24日     | AKB48 ネ申テレビ スペシャル 2009 〜羽ばたけ!チキンアイドル克服ツアー IN オーストラリア〜 | TBD5628           |                   |                   |
| 6                 | 2010年11月5日     | AKB48 ネ申テレビ スペシャル 〜冬の国から 2010〜                                          | TBD5631           |                   |                   |
| 7                 | 2010年11月5日     | AKB48 ネ申テレビ スペシャル 〜チーム対抗! 春のボウリング大会〜                           | TBD5632           |                   |                   |
| 8                 | 2010年12月24日    | AKB48 ネ申テレビ シーズン4                                                               | TBD5633           | DVD-BOX           |                   |
| 9                 | 2011年3月4日      | AKB48 ネ申テレビ 番外編 〜SKE48学院 修学旅行〜                                           | TBD5635           | SKE48のみ出演     |                   |
| 10                | 2011年4月27日     | AKB48 ネ申テレビ スペシャル 〜オーストラリア修学旅行〜                                   | TBD5634           |                   |                   |
| 11                | 2011年7月29日     | AKB48 ネ申テレビ シーズン5                                                               | TBD5636           | DVD-BOX           |                   |
| 12                | 2011年10月21日    | AKB48 ネ申テレビ スペシャル 〜プロジェクト AKB in マカオ〜                               | TBD5637           |                   |                   |
| 13                | 2011年11月25日    | AKB48 ネ申テレビ スペシャル 〜汗と涙のスポ根祭り〜                                       | TBD5638           |                   |                   |
| 14                | 2011年12月16日    | AKB48 ネ申テレビ スペシャル 〜もぎたて研究生 in グアム〜                                 | TBD5639           |                   |                   |
| 15                | 2012年1月27日     | AKB48 ネ申テレビ シーズン6                                                               | TBD5640           | DVD-BOX           |                   |
| 16                | 2012年2月24日     | AKB48 ネ申テレビ スペシャル 〜新しい自分にアニョハセヨ韓国海兵隊〜                       | TBD5641           |                   |                   |
| 17                | 2012年4月27日     | AKB48 ネ申テレビ スペシャル 〜オーストラリアの秘宝を探せ!〜                              | TBD5642           |                   |                   |
| 18                | 2012年6月8日      | AKB48 ネ申テレビ シーズン7                                                               | TBD5643           | DVD-BOX           |                   |
| 19                | 2012年6月29日     | AKB48 ネ申テレビ スペシャル 〜めんそ〜れ!走り続けろ沖縄の冬!〜                           | TBD5644           |                   |                   |
| 20                | 2012年7月27日     | AKB48 ネ申テレビ シーズン8                                                               | TBD5645           | DVD-BOX           |                   |
| 21                | 2012年8月24日     | AKB48 ネ申テレビ シーズン9                                                               | TBD5646           | DVD-BOX           |                   |
| 22                | 2014年4月25日     | AKB48 ネ申テレビ シーズン10                                                              | TBD5647           | DVD-BOX           |                   |
| 23                | 2014年7月25日     | AKB48 ネ申テレビ シーズン11&12                                                           | TBD5648           | DVD-BOX           |                   |
| 24                | 2014年7月25日     | AKB48 ネ申テレビスペシャル 〜ニュージーランドで見た幻の宇宙〜 〜ブロードウェイへの道〜   | TBD5649           |                   |                   |
| 25                | 2014年9月19日     | AKB48 ネ申テレビ シーズン13&14                                                           | TBD5650           | DVD-BOX           |                   |
| 26                | 2015年3月20日     | AKB48 ネ申テレビ シーズン15&16                                                           | TBD5651           | DVD-BOX           |                   |
| 27                | 2016年1月22日     | AKB48 ネ申テレビ シーズン17&18                                                           | TBD5652           | DVD-BOX           |                   |
| 28                | 2016年10月20日    | AKB48 ネ申テレビ シーズン19&20                                                           | TBBD005           | Blu-ray BOX       |                   |

#### 週刊AKB
|              | リリース日     | タイトル                                                            | 規格品番            | 販売形態・備考                 |
| AKS レーベル | AKS レーベル   | AKS レーベル                                                        | AKS レーベル        | AKS レーベル                   |
| ------------ | -------------- | ------------------------------------------------------------------- | ------------------- | ------------------------------ |
| 1            | 2009年11月14日 | 週刊AKB DVD Vol.1                                                   | AKB-W0001           |                                |
| 2            | 2009年11月21日 | 週刊AKB DVD Vol.2                                                   | AKB-W0002           |                                |
| 3            | 2009年12月26日 | 週刊AKB DVD Vol.3                                                   | AKB-W0003           |                                |
| 4            | 2009年12月26日 | 週刊AKB DVDスペシャル版「AKB48 チーム対抗大運動会 〜絆よ 永遠に〜」 | AKB-W0004 AKB-W0005 | スペシャルBOX ブックレット無し |
| 5            | 2010年2月5日   | 週刊AKB DVD Vol.4                                                   | AKB-W0006           |                                |
| 6            | 2010年3月12日  | 週刊AKB DVD Vol.5                                                   | AKB-W0007           |                                |
| 7            | 2010年5月22日  | 週刊AKB DVD Vol.6                                                   | AKB-W0008           |                                |
| 8            | 2010年6月5日   | 週刊AKB DVDスペシャル版 Vol.2「AKB48 in GUAM」                      | AKB-W0009           | スペシャルBOX                  |
| 9            | 2010年7月3日   | 週刊AKB DVDスペシャル版 Vol.3「AKB48 水泳大会」                     | AKB-W0010           | スペシャルBOX                  |
| 10           | 2010年10月23日 | 週刊AKB DVD Vol.7                                                   | AKB-W0011           |                                |
| 11           | 2010年12月18日 | 週刊AKB DVDスペシャル版 Vol.4「AKB48 大縄祭り」                     | AKB-W0012           | スペシャルBOX                  |
| 12           | 2011年1月15日  | 週刊AKB DVD Vol.8                                                   | AKB-W0013           |                                |
| 13           | 2011年2月5日   | 週刊AKB DVDスペシャル版 Vol.5「無人島サバイバル」                   | AKB-W0014           | スペシャルBOX                  |
| 14           | 2011年2月26日  | 週刊AKB DVD Vol.9                                                   | AKB-W0015           |                                |
| 15           | 2011年4月16日  | 週刊AKB DVD Vol.10                                                  | AKB-W0016           |                                |
| 16           | 2011年4月30日  | 週刊AKB DVD Vol.11                                                  | AKB-W0017           |                                |
| 17           | 2011年5月20日  | 週刊AKB DVDスペシャル版 Vol.6「AKB48 球技大会」                     | AKB-W0018           | スペシャルBOX                  |
| 18           | 2011年9月3日   | 週刊AKB DVDスペシャル版 Vol.7「AKB48 ドッキリ女学園」               | AKB-W0019           | スペシャルBOX                  |
| 19           | 2011年9月10日  | 週刊AKB DVD Vol.12                                                  | AKB-W0020           |                                |
| 20           | 2011年11月12日 | 週刊AKB DVD Vol.13                                                  | AKB-W0021           |                                |
| 21           | 2011年12月24日 | 週刊AKB DVD Vol.14                                                  | AKB-W0022           |                                |
| 22           | 2012年1月21日  | 週刊AKB DVD Vol.15                                                  | AKB-W0023           |                                |
| 23           | 2012年2月25日  | 週刊AKB DVD Vol.16                                                  | AKB-W0024           |                                |
| 24           | 2012年3月17日  | 週刊AKB DVDスペシャル版 Vol.8「SKE48運動神経No.1決定戦!」           | AKB-W0025           | スペシャルBOX。SKE48のみ出演   |
| 25           | 2012年7月7日   | 週刊AKB DVD Vol.17                                                  | AKB-W0026           |                                |
| 26           | 2012年9月8日   | 週刊AKB DVD Vol.18                                                  | AKB-W0027           |                                |
| 27           | 2013年2月6日   | 週刊AKB DVD Vol.19                                                  | AKB-W0028           |                                |
| 28           | 2013年6月22日  | 週刊AKB DVDスペシャル版 「SKE48ライあっ!GAME」                      | AKB-W0029           | スペシャルBOX。SKE48のみ出演   |
| 29           | 2013年8月31日  | 週刊AKB DVD Vol.20                                                  | AKB-W0030           |                                |
| 30           | 2014年2月8日   | 週刊AKB DVD Vol.21                                                  | AKB-W0031           |                                |
| 31           | 2014年2月8日   | 週刊AKB DVD Vol.22                                                  | AKB-W0032           |                                |
| 32           | 2014年4月19日  | 週刊AKB DVD Vol.23                                                  | AKB-W0033           |                                |
| 33           | 2014年4月19日  | 週刊AKB DVD Vol.24                                                  | AKB-W0034           |                                |
| 34           | 2014年7月26日  | 週刊AKB DVD Vol.25                                                  | AKB-W0035           |                                |
| 35           | 2014年7月26日  | 週刊AKB DVD Vol.26                                                  | AKB-W0036           |                                |
| 36           | 2014年9月27日  | 週刊AKB DVD Vol.27                                                  | AKB-W0037           |                                |
| 37           | 2014年9月27日  | 週刊AKB DVD Vol.28                                                  | AKB-W0038           |                                |
| 38           | 2015年1月10日  | 週刊AKB DVD Vol.29                                                  | AKB-W0039           |                                |
| 39           | 2015年1月10日  | 週刊AKB DVD Vol.30                                                  | AKB-W0040           |                                |

#### AKBと××!
| 1  | 2010年11月27日 | AKBと××! 1                       | AKB-X0001 |
| 2  | 2011年4月23日  | AKBと××! 2                       | AKB-X0002 |
| 3  | 2011年6月18日  | AKBと××! 3                       | AKB-X0003 |
| 4  | 2011年7月30日  | AKBと××! 4                       | AKB-X0004 |
| 5  | 2011年10月1日  | AKBと××! 5                       | AKB-X0005 |
| 6  | 2011年11月19日 | AKBと××! 6                       | AKB-X0006 |
| 7  | 2011年12月17日 | AKBと××! 7                       | AKB-X0007 |
| 8  | 2012年3月17日  | AKBと××! 8                       | AKB-X0008 |
| 9  | 2012年5月12日  | AKBと××! 9                       | AKB-X0009 |
| 10 | 2012年7月21日  | AKBと××! 10                      | AKB-X0010 |
| 11 | 2012年9月22日  | AKBと××! STAGE2-1                | AKB-X0011 |
| 12 | 2012年11月17日 | AKBと××! STAGE2-2                | AKB-X0012 |
| 13 | 2013年1月19日  | AKBと××! STAGE2-3                | AKB-X0013 |
| 14 | 2013年1月19日  | AKBと××! スペシャル版 ×× in ASIA | AKB-XS001 |
| 15 | 2013年3月23日  | AKBと××! STAGE2-4                | AKB-X0014 |
| 16 | 2013年6月1日   | AKBと××! STAGE2-5                | AKB-X0015 |
| 17 | 2013年7月20日  | AKBと××! STAGE3-1                | AKB-X0016 |
| 18 | 2013年9月28日  | AKBと××! STAGE3-2                | AKB-X0017 |
| 19 | 2013年11月23日 | AKBと××! STAGE3-3                | AKB-X0018 |
| 20 | 2014年2月1日   | AKBと××! STAGE3-4                | AKB-X0019 |
| 21 | 2014年4月5日   | AKBと××! STAGE3-5                | AKB-X0020 |
| 22 | 2014年6月14日  | AKBと××! STAGE3-6                | AKB-X0021 |
| 23 | 2014年9月20日  | AKBと××! STAGE3-7                | AKB-X0022 |
| 24 | 2014年12月6日  | AKBと××! STAGE4-1                | AKB-X0023 |
| 25 | 2015年3月14日  | AKBと××! STAGE4-2                | AKB-X0024 |
| 26 | 2015年6月26日  | AKBと××! STAGE4-3                | AKB-X0025 |
| 27 | 2016年1月23日  | AKBと××! STAGE5-1                | AKB-X0026 |
| 28 | 2016年7月16日  | AKBと××! STAGE5-2                | AKB-X0027 |

#### AKB-級グルメスタジアム
|              | リリース日    | タイトル                       | 商品コード   | 備考         |
| AKS レーベル | AKS レーベル  | AKS レーベル                   | AKS レーベル | AKS レーベル |
| ------------ | ------------- | ------------------------------ | ------------ | ------------ |
| 1            | 2012年4月28日 | AKB-級グルメスタジアム season1 | AKB-G0001    |              |
| 2            | 2012年4月28日 | AKB-級グルメスタジアム season2 | AKB-G0002    |              |

#### AKB0048
|                  | リリース日       | タイトル                  | 規格品番           | 形態             |
| スターチャイルド | スターチャイルド | スターチャイルド          | スターチャイルド   | スターチャイルド |
| ---------------- | ---------------- | ------------------------- | ------------------ | ---------------- |
| 1                | 2012年6月27日    | AKB0048 VOL.01            | KIXA-194 KIBA-1957 | Blu-ray DVD      |
| 2                | 2012年7月25日    | AKB0048 VOL.02            | KIXA-195 KIBA-1958 | Blu-ray DVD      |
| 3                | 2012年9月5日     | AKB0048 VOL.03            | KIXA-196 KIBA-1959 | Blu-ray DVD      |
| 4                | 2012年9月26日    | AKB0048 VOL.04            | KIXA-197 KIBA-1960 | Blu-ray DVD      |
| 5                | 2012年10月31日   | AKB0048 VOL.05            | KIXA-198 KIBA-1961 | Blu-ray DVD      |
| 6                | 2013年3月27日    | AKB0048 next stage VOL.01 | KIXA-272 KIBA-2005 | Blu-ray DVD      |
| 7                | 2013年5月8日     | AKB0048 next stage VOL.02 | KIXA-273 KIBA-2006 | Blu-ray DVD      |
| 8                | 2013年6月5日     | AKB0048 next stage VOL.03 | KIXA-274 KIBA-2007 | Blu-ray DVD      |
| 9                | 2013年6月26日    | AKB0048 next stage VOL.04 | KIXA-275 KIBA-2008 | Blu-ray DVD      |
| 10               | 2013年7月24日    | AKB0048 next stage VOL.05 | KIXA-276 KIBA-2009 | Blu-ray DVD      |

#### AKB子兎道場
|     | リリース日    | タイトル          | 規格品番  | 形態 |
| AKS | AKS           | AKS               | AKS       | AKS  |
| --- | ------------- | ----------------- | --------- | ---- |
| 1   | 2014年4月12日 | AKB子兎道場 VOL.1 | AKB-U0001 | DVD  |
| 2   | 2014年9月13日 | AKB子兎道場 VOL.2 | AKB-U0002 | DVD  |
| 3   | 2015年2月7日  | AKB子兎道場 VOL.3 | AKB-U0003 | DVD  |

#### AKB48チーム8のあんた、ロケロケ!
| リリース日     | タイトル                   | レーベル | 規格品番 | 形態 |
| -------------- | -------------------------- | -------- | -------- | ---- |
| 2018年1月13日  | チーム8のあんた、ロケ!     | 電通     | T8-D001  | DVD  |
| 2019年11月25日 | チーム8のあんた、ロケロケ! | 電通     | T8-D002  | DVD  |

#### その他
| リリース日     | タイトル                                            | レーベル         | 規格品番                                                          | 形態                                                                                |
| -------------- | --------------------------------------------------- | ---------------- | ----------------------------------------------------------------- | ----------------------------------------------------------------------------------- |
| 2011年11月16日 | すイエんサー AKB48がガチでチャレンジしちゃいました! | ポニーキャニオン | PCBE-53861 PCBE-53862 PCBE-53863 PCBE-53864 PCBE-53865 PCBE-63436 | 「す」の巻 「イ」の巻 「エ」の巻 「ん」の巻 「サ」の巻 DVD-BOX                      |
| 2012年7月14日  | ひかりTV presents AKB48コント びみょ〜              | AKS              | AKB-D2120 AKB-D2121 AKB-D2122 AKB-D2123 AKB-D2124                 | スペシャルコンプリートDVDセット 単品版 vol.1 単品版 vol.2 単品版 vol.3 単品版 vol.4 |
| 2013年12月27日 | サタデーナイトチャイルドマシーン                    | VAP              | VPBF-10942 VPBF-10493                                             | 初回限定豪華版 DVD-BOX 通常版 DVD-BOX                                               |
| 2013年12月27日 | 有吉AKB共和国                                       | TBS              | TCED-1938                                                         | DVD                                                                                 |
| 2015年4月17日  | てんとうむChu!の世界をムチューにさせます宣言!       | VAP              | VPBF-29907 VPXF-72942                                             | DVD BOX Blu-ray BOX                                                                 |
| 2016年1月8日   | AKB48 旅少女                                        | VAP              | VPBF-29941 VPXF-72978                                             | DVD-BOX Blu-ray BOX                                                                 |
| 2016年4月22日  | AKB48の今夜はお泊まりッ                             | VAP              | VPBF-29951 VPXF-72989                                             | DVD-BOX Blu-ray BOX                                                                 |
| 2017年12月1日  | AKB48 Team8のブンブン!エイト大放送!                 | VAP              | VPBF-14662 VPXF-71566                                             | DVD-BOX Blu-ray BOX                                                                 |

### 映画
| リリース日     | タイトル                                                                           | レーベル             | 規格品番                                    | 形態 |
| -------------- | ---------------------------------------------------------------------------------- | -------------------- | ------------------------------------------- | --- |
| 2011年4月22日  | DOCUMENTARY of AKB48 to be continued 10年後、少女たちは今の自分に何を思うのだろう? | 東宝                 | TDV21121D TDV21122D                         | スペシャル・エディション コンプリートBOX                                                                          |
| 2012年4月20日  | DOCUMENTARY of AKB48 Show must go on 少女たちは傷つきながら、夢を見る              | 東宝                 | TDV22088D TDV22089D                         | スペシャル・エディション コンプリートBOX                                                                          |
| 2013年4月10日  | 劇場版「私立バカレア高校」                                                         | VAP                  | VPBT-13771 VPBT-13772 VPXT-71259 VPXT-71260 | 豪華版DVD 通常版DVD 豪華版Blu-ray 通常版Blu-ray                                                                   |
| 2013年4月26日  | DOCUMENTARY of AKB48 NO FLOWER WITHOUT RAIN 少女たちは涙の後に何を見る?            | 東宝                 | TBR23180D TDV23181D TBR23182D TDV23183D     | スペシャル・エディション(Blu-ray) スペシャル・エディション(DVD) コンプリートBOX(Blu-ray) コンプリートBOX(DVD)     |
| 2013年6月21日  | DOCUMENTARY of AKB48 to be continued 10年後、少女たちは今の自分に何を思うのだろう? | 東宝                 | TBR23249D                                   | スペシャル・エディション（Blu-ray）                                                                               |
| 2013年6月21日  | DOCUMENTARY of AKB48 Show must go on 少女たちは傷つきながら、夢を見る              | 東宝                 | TBR23250D                                   | スペシャル・エディション（Blu-ray）                                                                               |
| 2014年11月7日  | DOCUMENTARY of AKB48 The time has come 少女たちは、今、その背中に何を想う?         | 東宝                 | TBR24791D TDV24793D TBR24792D TDV24794D     | スペシャル・エディション(Blu-ray) スペシャル・エディション(DVD) コンプリートBOX(Blu-ray) コンプリートBOX(DVD)     |
| 2016年12月14日 | 存在する理由 DOCUMENTARY of AKB48                                                  | 東宝                 | TBR26332D TDV26334D TBR26331D TDV26333D     | スペシャル・エディション (Blu-ray) スペシャル・エディション (DVD) コンプリートBOX (Blu-ray) コンプリートBOX (DVD) |
| 2017年6月28日  | 9つの窓                                                                            | TCエンタテインメント | TCED-3472 TCED-3473                         | DVD 豪華版 DVD 通常版                                                                                             |

### 舞台
| リリース日     | タイトル                                          | レーベル                           | 規格品番              | 形態                    |
| -------------- | ------------------------------------------------- | ---------------------------------- | --------------------- | ----------------------- |
| 2010年3月6日   | AKB歌劇団「∞・Infinity」                          | AKS                                | AKB-K0001             |                         |
| 2011年1月8日   | 音楽劇「ACT 泉鏡花 〜妖しのポップファンタジー〜」 | AKS                                | AD-K0001              |                         |
| 2011年11月5日  | DUMP SHOW!                                        | AKS                                | DS-0001               |                         |
| 2012年4月27日  | ダブルヒロインスーパーLIVEショー                  | アミューズソフトエンタテインメント | ASBY-5338 ASBD-1046   | 完全版DVD 完全版Blu-ray |
| 2015年2月11日  | ミュージカル『AKB49 〜恋愛禁止条例〜』            | AKS                                | AKB-D2292 AKB-D2293   | DVD Blu-ray             |
| 2015年12月30日 | 舞台「マジすか学園」〜京都・血風修学旅行〜        | AKS                                | AKB-D2316 AKB-D2317   | DVD Blu-ray             |
| 2016年12月23日 | 舞台「マジすか学園」〜Lost In The SuperMarket〜   | AKS                                | AKB-D2336 AKB-D2337   | DVD Blu-ray             |
| 2019年2月2日   | 舞台版「マジムリ学園」                            | VAP                                | VPBF-14786 VPXF-71674 | DVD Blu-ray             |

### Amazonプライム・ビデオ限定
いずれも配信終了。
| リリース日    | タイトル | レーベル | ASIN            | 販売形態     |
| ------------- | --- | -------- | --------------- | ------------ |
| 2015年        | 第1回AKB48グループ 大運動会                                                                                                   | AKS      | ASIN B0184Y12QE | Amazonビデオ |
| 2015年        | AKB48 Theater 9th Anniversary                                                                                                 | AKS      | ASIN B015MP3A36 | Amazonビデオ |
| 2016年2月19日 | AKB48 37thシングル 選抜総選挙 <第1部>AKB48グループによるライブ                                                                | AKS      | ASIN B01B5CD918 | Amazonビデオ |
| 2016年4月22日 | AKB48 and JKT48 CONCERT TOGETHER 〜Holding hands together with the first sister〜 Presented by WAKUWAKU JAPAN 1st Anniversary | AKS      | ASIN B01ELE8O30 | Amazonビデオ |
| 2016年10月    | 高城亜樹・永尾まりや 卒業コンサート                                                                                           | AKS      | ASIN B01M4FBKYX | Amazonビデオ |

### ドキュメンタリー映像
- AKB48 Team 8 1年間のキセキ（2015年4月、YouTube toyotajpchannel）
- AKB48 Team 8 1年間のキセキ 2nd lap（2016年4月、YouTube AKB48公式チャンネル）
- AKB48 Team 8 1年間のキセキ 3rd lap（2017年4月、YouTube AKB48公式チャンネル）
- AKB48 Team 8 1年間のキセキ 4th lap（2018年6月、YouTube AKB48公式チャンネル）

### ミュージック・ビデオ集
|   | リリース日    | タイトル                                        | レーベル           | 規格品番                                                                        | 形態 |
| - | ------------- | ----------------------------------------------- | ------------------ | ------------------------------------------------------------------------------- | --- |
| - | 2008年8月30日 | Baby! Baby! Baby! Video Clip                    | AKS                | AKB-D2004 AKB-D2005                                                             | Box Set PINK,BLUE,GREEN |
| 1 | 2010年7月14日 | 逃した魚たち〜シングル・ビデオコレクション〜    | デフスターレコーズ | DFBL 7134-6 DFBL 7137                                                           | 完全生産限定盤 通常盤 |
| 2 | 2011年6月24日 | AKBがいっぱい〜ザ・ベスト・ミュージックビデオ〜 | AKS                | AKB-10001X AKB-20001X AKB-10001〜3 AKB-20001〜3                                 | 初回限定盤DVD 初回限定盤Blu-ray DVD Blu-ray |
| 3 | 2013年9月11日 | ミリオンがいっぱい〜AKB48ミュージックビデオ集〜 | AKS                | AKB-D2188 AKB-D2189 AKB-D2190 AKB-D2191 AKB-D2192 AKB-D2193 AKB-D2210 AKB-D2211 | スペシャルBOX (DVD) Type A (DVD) Type B (DVD) スペシャルBOX (Blu-ray) Type A (Blu-ray) Type B (Blu-ray) ベスト・セレクション (DVD) ベスト・セレクション (Blu-ray) |
| 4 | 2017年10月4日 | あの頃がいっぱい〜AKB48ミュージックビデオ集〜   | AKS                | AKB-D2361 AKB-D2362 AKB-D2363 AKB-D2364 AKB-D2365 AKB-D2366                     | COMPLETE BOX (DVD) COMPLETE BOX (Blu-ray) Type A (DVD) Type A (Blu-ray) Type B (DVD) Type B (Blu-ray)                                                             |

### ミュージック・ビデオ
| 年   | タイトル | 監督                                      | 収録作品・出自 | 脚注   |
| ---- | --- | ----------------------------------------- | --- | ------ |
| 2006 | 「桜の花びらたち」 | 平川雄一朗                                | インディーズ1stシングル『桜の花びらたち』 |        |
| 2006 | 「スカート、ひらり」 | 竹石渉                                    | インディーズ2ndシングル『スカート、ひらり』 |        |
| 2006 | 「会いたかった」 | 久保茂昭                                  | メジャー1stシングル『会いたかった』 |        |
| 2007 | 「制服が邪魔をする」 | 須永秀明                                  | メジャー2ndシングル『制服が邪魔をする』 |        |
| 2007 | 「軽蔑していた愛情」 | 高橋栄樹                                  | メジャー3rdシングル『軽蔑していた愛情』 |        |
| 2007 | 「BINGO!」 | 竹石渉                                    | メジャー4thシングル『BINGO!』 |        |
| 2007 | 「僕の太陽」 | 竹久正記                                  | メジャー6thシングル『夕陽を見ているか?』 |        |
| 2008 | 「夕陽を見ているか?」 | 高橋栄樹                                  | 『SET LIST〜グレイテストソングス 2006-2007〜』 |        |
| 2008 | 「ロマンス、イラネ」 | 竹石渉                                    | メジャー7thシングル『ロマンス、イラネ』 |        |
| 2008 | 「桜の花びらたち2008」 | 高橋栄樹                                  | メジャー8thシングル『桜の花びらたち2008』 |        |
| 2008 | 「Baby! Baby! Baby!」 | 森祐樹                                    | 『Baby! Baby! Baby! ビデオクリップコレクションDVD』 |        |
| 2008 | 「大声ダイヤモンド」 | 高橋栄樹                                  | メジャー10thシングル『大声ダイヤモンド』 |        |
| 2009 | 「10年桜」 | 高橋栄樹                                  | メジャー11thシングル『10年桜』 |        |
| 2009 | 「涙サプライズ!」 | 高橋栄樹                                  | メジャー12thシングル『涙サプライズ!』 |        |
| 2009 | 「言い訳Maybe」 | 高橋栄樹                                  | メジャー13thシングル『言い訳Maybe』 |        |
| 2009 | 「飛べないアゲハチョウ」 | 斎藤竜也                                  | メジャー13thシングル『言い訳Maybe』 |        |
| 2009 | 「RIVER」 | 高橋栄樹                                  | メジャー14thシングル『RIVER』 |        |
| 2009 | 「君のことが好きだから」 | 斎藤竜也                                  | メジャー14thシングル『RIVER』 |        |
| 2009 | 「ひこうき雲（シアターガールズver.）」 | 門田博喜                                  | メジャー14thシングル『RIVER』 |        |
| 2010 | 「桜の栞」 | 岩井俊二                                  | メジャー15thシングル『桜の栞』 |        |
| 2010 | 「マジスカロックンロール」 | 佐藤太                                    | メジャー15thシングル『桜の栞』 |        |
| 2010 | 「遠距離ポスター」 | 斎藤竜也                                  | メジャー15thシングル『桜の栞』 |        |
| 2010 | 「Choose me!」 | 丸山健志                                  | メジャー15thシングル『桜の栞』 |        |
| 2010 | 「ポニーテールとシュシュ」 | 高橋栄樹                                  | メジャー16thシングル『ポニーテールとシュシュ』 |        |
| 2010 | 「盗まれた唇」 | 斎藤竜也                                  | メジャー16thシングル『ポニーテールとシュシュ』 |        |
| 2010 | 「僕のYELL」 | 丸山健志                                  | メジャー16thシングル『ポニーテールとシュシュ』 |        |
| 2010 | 「マジジョテッペンブルース」 | 佐藤太                                    | メジャー16thシングル『ポニーテールとシュシュ』 |        |
| 2010 | 「あなたがいてくれたから」 | 香取俊幸                                  | 配信のみ |        |
| 2010 | 「ヘビーローテーション」 | 蜷川実花                                  | メジャー17thシングル『ヘビーローテーション』 |        |
| 2010 | 「涙のシーソーゲーム」 | 丸山健志                                  | メジャー17thシングル『ヘビーローテーション』 |        |
| 2010 | 「野菜シスターズ」 | 大熊一弘                                  | メジャー17thシングル『ヘビーローテーション』 |        |
| 2010 | 「ラッキーセブン」 | 丸山健志                                  | メジャー17thシングル『ヘビーローテーション』 |        |
| 2010 | 「Beginner」<ORIGINAL VER.> | 中島哲也                                  | 配信のみ |        |
| 2010 | 「Beginner」 |                                           | メジャー18thシングル『Beginner』 |        |
| 2010 | 「僕だけのvalue」 | 丸山健志                                  | メジャー18thシングル『Beginner』 |        |
| 2010 | 「君について」 | 高橋栄樹                                  | メジャー18thシングル『Beginner』 |        |
| 2010 | 「泣ける場所」 | 斎藤竜也                                  | メジャー18thシングル『Beginner』 |        |
| 2010 | 「チャンスの順番」 | 丸山健志                                  | メジャー19thシングル『チャンスの順番』 |        |
| 2010 | 「予約したクリスマス」 | 長添雅嗣、丸山健志                        | メジャー19thシングル『チャンスの順番』 |        |
| 2010 | 「胡桃とダイアローグ」 | 中村太洸                                  | メジャー19thシングル『チャンスの順番』 |        |
| 2010 | 「ALIVE」 | 丸山健志                                  | メジャー19thシングル『チャンスの順番』 |        |
| 2010 | 「ラブ・ジャンプ」 | 斎藤竜也                                  | メジャー19thシングル『チャンスの順番』 |        |
| 2011 | 「桜の木になろう＜完全版＞」 | 是枝裕和                                  | メジャー20thシングル『桜の木になろう』 |        |
| 2011 | 「偶然の十字路」 | 大橋洋生                                  | メジャー20thシングル『桜の木になろう』 |        |
| 2011 | 「キスまで100マイル」 | 丸山健志                                  | メジャー20thシングル『桜の木になろう』 |        |
| 2011 | 「エリアK」 | 中村太洸                                  | メジャー20thシングル『桜の木になろう』 |        |
| 2011 | 「桜の木になろう」 | 是枝裕和                                  | YouTube期間限定配信 |        |
| 2011 | 「偶然の十字路」 | 大橋洋生                                  | YouTube期間限定配信 |        |
| 2011 | 「エリアK」 | 中村太洸                                  | YouTube期間限定配信 |        |
| 2011 | 「桜の木になろう」 | 是枝裕和                                  | YouTube、CS放送など |        |
| 2011 | 「誰かのために -What can I do for someone?-」 | 香取俊幸                                  | 配信のみ |        |
| 2011 | 「Everyday、カチューシャ」 | 本広克行                                  | メジャー21stシングル『Everyday、カチューシャ』 |        |
| 2011 | 「Everyday、カチューシャ Music Clip〈Drama ver.〉」 | 本広克行                                  | メジャー21stシングル『Everyday、カチューシャ』 |        |
| 2011 | 「Everyday、カチューシャ Music Clip〈Dance ver.〉」 | 本広克行                                  | メジャー21stシングル『Everyday、カチューシャ』 |        |
| 2011 | 「これからWonderland」 | 中村太洸                                  | メジャー21stシングル『Everyday、カチューシャ』 |        |
| 2011 | 「ヤンキーソウル」 | 佐藤太                                    | メジャー21stシングル『Everyday、カチューシャ』 |        |
| 2011 | 「人の力」 | 丸山健志                                  | メジャー21stシングル『Everyday、カチューシャ』 |        |
| 2011 | 「フライングゲット Music Video 武闘映画「紅い八月〜フライングゲット篇」」 | 堤幸彦                                    | メジャー22ndシングル『フライングゲット』 |        |
| 2011 | 「フライングゲット ダンシングバージョン」 | 堤幸彦                                    | メジャー22ndシングル『フライングゲット』 |        |
| 2011 | 「抱きしめちゃいけない」 | 中村太洸                                  | メジャー22ndシングル『フライングゲット』 |        |
| 2011 | 「青春と気づかないまま」 | 佐藤太                                    | メジャー22ndシングル『フライングゲット』 |        |
| 2011 | 「アイスのくちづけ」 | 丸山健志                                  | メジャー22ndシングル『フライングゲット』 |        |
| 2011 | 「風は吹いている」 | 黒田秀樹                                  | メジャー23rdシングル『風は吹いている』 |        |
| 2011 | 「風は吹いている (DANCE! DANCE! DANCE! ver.)」 | 黒田秀樹                                  | メジャー23rdシングル『風は吹いている』 |        |
| 2011 | 「君の背中」 | 高橋栄樹                                  | メジャー23rdシングル『風は吹いている』 |        |
| 2011 | 「Vamos」 | 中村太洸                                  | メジャー23rdシングル『風は吹いている』 |        |
| 2011 | 「ゴンドラリフト」 | 丸山健志                                  | メジャー23rdシングル『風は吹いている』 |        |
| 2011 | 「上からマリコ」 | 高橋栄樹                                  | メジャー24thシングル『上からマリコ』 |        |
| 2011 | 「ノエルの夜」 | 中野裕之                                  | メジャー24thシングル『上からマリコ』 |        |
| 2011 | 「隣人は傷つかない」 | 中村太洸                                  | メジャー24thシングル『上からマリコ』 |        |
| 2011 | 「ゼロサム太陽」 | 丸山健志                                  | メジャー24thシングル『上からマリコ』 |        |
| 2011 | 「呼び捨てファンタジー」 | 蜷川実花                                  | メジャー24thシングル『上からマリコ』 |        |
| 2012 | 「GIVE ME FIVE!」 | 杉田成道                                  | メジャー25thシングル『GIVE ME FIVE!』 |        |
| 2012 | 「スイート&ビター」 | 中野裕之                                  | メジャー25thシングル『GIVE ME FIVE!』 |        |
| 2012 | 「NEW SHIP」 | 福居英晃                                  | メジャー25thシングル『GIVE ME FIVE!』 |        |
| 2012 | 「羊飼いの旅」 | 中村太洸                                  | メジャー25thシングル『GIVE ME FIVE!』 |        |
| 2012 | 「GIVE ME FIVE! (TV ver.)」 | 杉田成道                                  | 配信のみ |        |
| 2012 | 「ファースト・ラビット ドキュメンタリー版ミュージック・ビデオ」 | 高橋栄樹                                  | 『DOCUMENTARY of AKB48 Show must go on 少女たちは傷つきながら、夢を見る』 （DVD） |        |
| 2012 | 「真夏のSounds good !」 | 樋口真嗣                                  | メジャー26thシングル『真夏のSounds good !』 |        |
| 2012 | 「真夏のSounds good ! -Dance ver.-」 | 樋口真嗣                                  | メジャー26thシングル『真夏のSounds good !』 |        |
| 2012 | 「3つの涙」 | 福居英晃                                  | メジャー26thシングル『真夏のSounds good !』 |        |
| 2012 | 「ちょうだい、ダーリン!」 | 中村太洸                                  | メジャー26thシングル『真夏のSounds good !』 |        |
| 2012 | 「ぐぐたすの空」 | Yu-ya HARA                                | メジャー26thシングル『真夏のSounds good !』 |        |
| 2012 | 「ギンガムチェック」 | ジョセフ・カーン                          | メジャー27thシングル『ギンガムチェック』 |        |
| 2012 | 「夢の河」 | 高橋栄樹                                  | メジャー27thシングル『ギンガムチェック』 |        |
| 2012 | 「ドレミファ音痴」 | Yu-ya HARA                                | メジャー27thシングル『ギンガムチェック』 |        |
| 2012 | 「なんてボヘミアン」 | 中村太洸                                  | メジャー27thシングル『ギンガムチェック』 |        |
| 2012 | 「Show fight !」 | 丸山健志                                  | メジャー27thシングル『ギンガムチェック』 |        |
| 2012 | 「UZA」 | ジョセフ・カーン                          | メジャー28thシングル『UZA』 |        |
| 2012 | 「UZA - Dance ver. -」 | ジョセフ・カーン                          | メジャー28thシングル『UZA』 |        |
| 2012 | 「次のSeason」 | 田辺秀伸                                  | メジャー28thシングル『UZA』 |        |
| 2012 | 「孤独な星空」 | 中村太洸                                  | メジャー28thシングル『UZA』 |        |
| 2012 | 「ギンガムチェック 〜高橋栄樹監督ver.〜」 | 高橋栄樹                                  | メジャー28thシングル『UZA』 |        |
| 2012 | 「スクラップ&ビルド」 | 柿本ケンサク                              | メジャー28thシングル『UZA』 |        |
| 2012 | 「正義の味方じゃないヒーロー」 | 清水康彦                                  | メジャー28thシングル『UZA』 |        |
| 2012 | 「永遠プレッシャー」 | 高橋栄樹                                  | メジャー29thシングル『永遠プレッシャー』 |        |
| 2012 | 「とっておきクリスマス」 | 丸山健志                                  | メジャー29thシングル『永遠プレッシャー』 |        |
| 2012 | 「チームB推し」 | 中村太洸                                  | メジャー29thシングル『永遠プレッシャー』 |        |
| 2012 | 「ファースト・ラビット」 | 柿本ケンサク                              | メジャー29thシングル『永遠プレッシャー』 |        |
| 2012 | 「桜の花びら〜前田敦子solo ver.〜」 | 丸山健志                                  | メジャー29thシングル『永遠プレッシャー』 |        |
| 2012 | 「永遠より続くように」 | 中村太洸                                  | メジャー29thシングル『永遠プレッシャー』 |        |
| 2013 | 「So long ! The Movie」 | 大林宣彦                                  | メジャー30thシングル『So long !』 |        |
| 2013 | 「Waiting room」 | 園田俊郎                                  | メジャー30thシングル『So long !』 |        |
| 2013 | 「Ruby」 | 柿本ケンサク                              | メジャー30thシングル『So long !』 |        |
| 2013 | 「夕陽マリー」 | 清水康彦                                  | メジャー30thシングル『So long !』 |        |
| 2013 | 「そこで犬のうんち踏んじゃうかね?」 | 竹石渉                                    | メジャー30thシングル『So long !』 |        |
| 2013 | 「Sugar Rush」 | 蜷川実花                                  | メジャー30thシングル『So long !』 |        |
| 2013 | 「掌が語ること」 | 中村太洸                                  | 配信のみ | [ 10 ] |
| 2013 | 「After rain ドキュメンタリー版ミュージック・ビデオ」 | 高橋栄樹                                  | 『DOCUMENTARY of AKB48 NO FLOWER WITHOUT RAIN 少女たちは涙の後に何を見る?』 （Blu-ray・DVD）                                                                                         |        |
| 2013 | 「さよならクロール」 | 蜷川実花                                  | メジャー31stシングル『さよならクロール』 |        |
| 2013 | 「さよならクロール 〜水着ver.〜」 | 蜷川実花                                  | メジャー31stシングル『さよならクロール』 |        |
| 2013 | 「バラの果実」 | 中村太洸                                  | メジャー31stシングル『さよならクロール』 |        |
| 2013 | 「イキルコト」 | 丸山健志                                  | メジャー31stシングル『さよならクロール』 |        |
| 2013 | 「How come ?」 | 清水康彦                                  | メジャー31stシングル『さよならクロール』 |        |
| 2013 | 「ロマンス拳銃」 | 福居英晃                                  | メジャー31stシングル『さよならクロール』 |        |
| 2013 | 「ハステとワステ」 | 竹石渉                                    | メジャー31stシングル『さよならクロール』 |        |
| 2013 | 「走れ!ペンギン」 | 高橋栄樹                                  | 『AKB48 リクエストアワーセットリストベスト100 2013』 (Blu-ray) |        |
| 2013 | 「走れ!ペンギン 〜other ver.〜」 | 高橋栄樹                                  | 『AKB48 リクエストアワーセットリストベスト100 2013』 (Blu-ray) |        |
| 2013 | 「恋するフォーチュンクッキー」 | 関根光才                                  | メジャー32ndシングル『恋するフォーチュンクッキー』 |        |
| 2013 | 「愛の意味を考えてみた」 | 中村哲平                                  | メジャー32ndシングル『恋するフォーチュンクッキー』 |        |
| 2013 | 「今度こそエクスタシー」 | 井上哲央                                  | メジャー32ndシングル『恋するフォーチュンクッキー』 |        |
| 2013 | 「推定マーマレード」 | 関和亮                                    | メジャー32ndシングル『恋するフォーチュンクッキー』 |        |
| 2013 | 「最後のドア」 | 久保茂昭                                  | メジャー32ndシングル『恋するフォーチュンクッキー』 |        |
| 2013 | 「涙のせいじゃない」 | 高橋栄樹                                  | メジャー32ndシングル『恋するフォーチュンクッキー』 |        |
| 2013 | 「ハート・エレキ」 | 金子修介                                  | メジャー33rdシングル『ハート・エレキ』 |        |
| 2013 | 「ハート・エレキ -Dance ver.-」 | 金子修介                                  | メジャー33rdシングル『ハート・エレキ』 |        |
| 2013 | 「快速と動体視力」 | 中村太洸                                  | メジャー33rdシングル『ハート・エレキ』 |        |
| 2013 | 「キスまでカウントダウン」 | 竹石渉                                    | メジャー33rdシングル『ハート・エレキ』 |        |
| 2013 | 「細雪リグレット」 | 井上哲央                                  | メジャー33rdシングル『ハート・エレキ』 |        |
| 2013 | 「君だけにChu ! Chu !」 | 関和亮                                    | メジャー33rdシングル『ハート・エレキ』 |        |
| 2013 | 「Tiny T-shirt」 | 山口保幸                                  | メジャー33rdシングル『ハート・エレキ』 |        |
| 2013 | 「清純フィロソフィー」 | 福居英晃                                  | メジャー33rdシングル『ハート・エレキ』 |        |
| 2013 | 「鈴懸の木の道で「君の微笑みを夢に見る」 と言ってしまったら僕たちの関係はどう 変わってしまうのか、僕なりに何日か考えた 上でのやや気恥ずかしい結論のようなもの」                   | 北村龍平                                  | メジャー34thシングル『鈴懸の木の道で 「君の微笑みを夢に見る」と言ってしまったら 僕たちの関係はどう変わってしまうのか、 僕なりに何日か考えた上での やや気恥ずかしい結論のようなもの』 |        |
| 2013 | 「鈴懸の木の道で「君の微笑みを夢に見る」 と言ってしまったら僕たちの関係はどう 変わってしまうのか、僕なりに何日か考えた 上でのやや気恥ずかしい結論のようなもの -Short Film ver.-」 | 北村龍平                                  | メジャー34thシングル『鈴懸の木の道で 「君の微笑みを夢に見る」と言ってしまったら 僕たちの関係はどう変わってしまうのか、 僕なりに何日か考えた上での やや気恥ずかしい結論のようなもの』 |        |
| 2013 | 「Mosh & Dive」 | 北村龍平                                  | メジャー34thシングル『鈴懸の木の道で 「君の微笑みを夢に見る」と言ってしまったら 僕たちの関係はどう変わってしまうのか、 僕なりに何日か考えた上での やや気恥ずかしい結論のようなもの』 |        |
| 2013 | 「Party is over」 | 高橋栄樹                                  | メジャー34thシングル『鈴懸の木の道で 「君の微笑みを夢に見る」と言ってしまったら 僕たちの関係はどう変わってしまうのか、 僕なりに何日か考えた上での やや気恥ずかしい結論のようなもの』 |        |
| 2013 | 「LOVE修行」 | 中村太洸                                  | メジャー34thシングル『鈴懸の木の道で 「君の微笑みを夢に見る」と言ってしまったら 僕たちの関係はどう変わってしまうのか、 僕なりに何日か考えた上での やや気恥ずかしい結論のようなもの』 |        |
| 2014 | 「前しか向かねえ」 | 熊澤尚人                                  | メジャー35thシングル『前しか向かねえ』 |        |
| 2014 | 「前しか向かねえ -Dance ver.-」 | 熊澤尚人                                  | メジャー35thシングル『前しか向かねえ』 |        |
| 2014 | 「昨日よりもっと好き」 | 斎藤渉                                    | メジャー35thシングル『前しか向かねえ』 |        |
| 2014 | 「君の嘘を知っていた」 | 丸山健志                                  | メジャー35thシングル『前しか向かねえ』 |        |
| 2014 | 「秘密のダイアリー」 | 土屋隆俊                                  | メジャー35thシングル『前しか向かねえ』 |        |
| 2014 | 「KONJO」 | スミス                                    | メジャー35thシングル『前しか向かねえ』 |        |
| 2014 | 「ラブラドール・レトリバー」 | 小林達行                                  | メジャー36thシングル『ラブラドール・レトリバー』 |        |
| 2014 | 「今日までのメロディー」 | 高橋栄樹                                  | メジャー36thシングル『ラブラドール・レトリバー』 |        |
| 2014 | 「君は気まぐれ」 | 竹石渉                                    | メジャー36thシングル『ラブラドール・レトリバー』 |        |
| 2014 | 「愛しきライバル」 | 中村太洸                                  | メジャー36thシングル『ラブラドール・レトリバー』 |        |
| 2014 | 「Bガーデン」 | 斎藤渉                                    | メジャー36thシングル『ラブラドール・レトリバー』 |        |
| 2014 | 「ハートの脱出ゲーム」 | 土屋隆俊                                  | メジャー36thシングル『ラブラドール・レトリバー』 |        |
| 2014 | 「ハートの脱出ゲーム Answer Movie」 | 土屋隆俊                                  | メジャー36thシングル『ラブラドール・レトリバー』 |        |
| 2014 | 「心のプラカード」 | 谷川英司                                  | メジャー37thシングル『心のプラカード』 |        |
| 2014 | 「誰かが投げたボール」 | 斎藤渉                                    | メジャー37thシングル『心のプラカード』 |        |
| 2014 | 「ひと夏の反抗期」 | スミス                                    | メジャー37thシングル『心のプラカード』 |        |
| 2014 | 「性格が悪い女の子」 | 竹石渉                                    | メジャー37thシングル『心のプラカード』 |        |
| 2014 | 「チューインガムの味がなくなるまで」 | 土屋隆俊                                  | メジャー37thシングル『心のプラカード』 |        |
| 2014 | 「セーラーゾンビ」 | 中村太洸                                  | メジャー37thシングル『心のプラカード』 |        |
| 2014 | 「教えてMommy」 | 中村太洸                                  | メジャー37thシングル『心のプラカード』 |        |
| 2014 | 「愛の存在 ドキュメンタリー版ミュージック・ビデオ」 | 高橋栄樹                                  | 『DOCUMENTARY of AKB48 The time has come 少女たちは、今、その背中に何を想う?』 （Blu-ray・DVD）                                                                                      |        |
| 2014 | 「希望的リフレイン」 | 田中秀幸                                  | メジャー38thシングル『希望的リフレイン』 |        |
| 2014 | 「希望的リフレイン -Live Ver.-」 | 田中秀幸                                  | メジャー38thシングル『希望的リフレイン』 |        |
| 2014 | 「今、Happy」 | 岡川太郎                                  | メジャー38thシングル『希望的リフレイン』 |        |
| 2014 | 「Ambulance」 | 三石直和                                  | メジャー38thシングル『希望的リフレイン』 |        |
| 2014 | 「歌いたい」 | 池田一真                                  | メジャー38thシングル『希望的リフレイン』 |        |
| 2014 | 「制服の羽根」 | 高橋栄樹                                  | メジャー38thシングル『希望的リフレイン』 |        |
| 2014 | 「風の螺旋」 | 中村太洸                                  | メジャー38thシングル『希望的リフレイン』 |        |
| 2014 | 「春風ピアニッシモ」 | 丸山健志                                  | 渡辺美優紀1stシングル「やさしくするよりキスをして」 |        |
| 2015 | 「従順なSlave」 | 中村太洸                                  | 6thアルバム『ここがロドスだ、ここで跳べ!』 |        |
| 2015 | 「初めてのドライブ」 | 土屋隆俊                                  | 6thアルバム『ここがロドスだ、ここで跳べ!』 |        |
| 2015 | 「ロンリネスクラブ」 | 井上哲央                                  | 6thアルバム『ここがロドスだ、ここで跳べ!』 |        |
| 2015 | 「目を開けたままのファーストキス」 | 井上強                                    | 6thアルバム『ここがロドスだ、ここで跳べ!』 |        |
| 2015 | 「47の素敵な街へ」 | 高橋栄樹                                  | 6thアルバム『ここがロドスだ、ここで跳べ!』 |        |
| 2015 | 「Reborn」 | 高橋栄樹                                  | 6thアルバム『ここがロドスだ、ここで跳べ!』 |        |
| 2015 | 「Green Flash」 | 是枝裕和                                  | メジャー39thシングル『Green Flash』 |        |
| 2015 | 「マジすかFight」 | 松井夢壮                                  | メジャー39thシングル『Green Flash』 |        |
| 2015 | 「春の光 近づいた夏」 | 井上強                                    | メジャー39thシングル『Green Flash』 |        |
| 2015 | 「ヤンキーロック」 | 松井夢壮                                  | メジャー39thシングル『Green Flash』 |        |
| 2015 | 「履物と傘の物語」 | 井上哲央、半崎信朗                        | メジャー39thシングル『Green Flash』 |        |
| 2015 | 「挨拶から始めよう」 | 土屋隆俊                                  | メジャー39thシングル『Green Flash』 |        |
| 2015 | 「僕たちは戦わない」 | 大友啓史                                  | メジャー40thシングル『僕たちは戦わない』 |        |
| 2015 | 「Summer side」 | 三石直和                                  | メジャー40thシングル『僕たちは戦わない』 |        |
| 2015 | 「“ダンシ”は研究対象」 | 本郷伸明                                  | メジャー40thシングル『僕たちは戦わない』 |        |
| 2015 | 「カフカとでんでんむChu !」 | 土屋隆俊                                  | メジャー40thシングル『僕たちは戦わない』 |        |
| 2015 | 「汚れている真実」 | 井上強                                    | メジャー40thシングル『僕たちは戦わない』 |        |
| 2015 | 「バレバレ節」 | 井上哲央                                  | メジャー40thシングル『僕たちは戦わない』 |        |
| 2015 | 「君の第二章」 | 中村太洸                                  | メジャー40thシングル『僕たちは戦わない』 |        |
| 2015 | 「ハロウィン・ナイト」 | 関和亮                                    | メジャー41stシングル『ハロウィン・ナイト』 |        |
| 2015 | 「さよならサーフボード」 | 土屋隆俊                                  | メジャー41stシングル『ハロウィン・ナイト』 |        |
| 2015 | 「君にウェディングドレスを…」 | 中村太洸                                  | メジャー41stシングル『ハロウィン・ナイト』 |        |
| 2015 | 「君だけが秋めいていた」 | 井上強                                    | メジャー41stシングル『ハロウィン・ナイト』 |        |
| 2015 | 「水の中の伝導率」 | 三石直和                                  | メジャー41stシングル『ハロウィン・ナイト』 |        |
| 2015 | 「一歩目音頭」 | 井上哲央                                  | メジャー41stシングル『ハロウィン・ナイト』 |        |
| 2015 | 「ヤンキーマシンガン」 | 大谷太郎、西堀哲郎                        | メジャー41stシングル『ハロウィン・ナイト』 |        |
| 2015 | 「唇にBe My Baby」 | 高橋栄樹                                  | メジャー42ndシングル『唇にBe My Baby』 |        |
| 2015 | 「365日の紙飛行機」 | 土屋隆俊                                  | メジャー42ndシングル『唇にBe My Baby』 |        |
| 2015 | 「君を君を君を…」 | 井上強                                    | メジャー42ndシングル『唇にBe My Baby』 |        |
| 2015 | 「やさしい place」 | 本郷伸明                                  | メジャー42ndシングル『唇にBe My Baby』 |        |
| 2015 | 「マドンナの選択」 | 竹石渉                                    | メジャー42ndシングル『唇にBe My Baby』 |        |
| 2015 | 「お姉さんの独り言」 | 新宮良平                                  | メジャー42ndシングル『唇にBe My Baby』 |        |
| 2015 | 「あまのじゃくバッタ」 | 井上哲央                                  | メジャー42ndシングル『唇にBe My Baby』 |        |
| 2015 | 「金の羽根を持つ人よ」 | 三石直和                                  | メジャー42ndシングル『唇にBe My Baby』 |        |
| 2015 | 「背中言葉」 | 中村太洸                                  | メジャー42ndシングル『唇にBe My Baby』 |        |
| 2015 | 「なんか、ちょっと、急に…」 | 末吉ノブ                                  | メジャー42ndシングル『唇にBe My Baby』 |        |
| 2015 | 「君は今までどこにいた?」 | 三石直和                                  | 藤田奈那1stシングル『右足エビデンス』 |        |
| 2016 | 「君はメロディー」 | 蜷川実花                                  | メジャー43rdシングル『君はメロディー』 |        |
| 2016 | 「LALALAメッセージ」 | 後藤匠平                                  | メジャー43rdシングル『君はメロディー』 |        |
| 2016 | 「混ざり合うもの」 | 丸山健志                                  | メジャー43rdシングル『君はメロディー』 |        |
| 2016 | 「翼はいらない」 | 馬場康夫                                  | メジャー44thシングル『翼はいらない』 |        |
| 2016 | 「Set me free」 | 井上哲央                                  | メジャー44thシングル『翼はいらない』 |        |
| 2016 | 「恋をすると馬鹿を見る」 | 土屋隆俊                                  | メジャー44thシングル『翼はいらない』 |        |
| 2016 | 「考える人」 | 中村太洸                                  | メジャー44thシングル『翼はいらない』 |        |
| 2016 | 「哀愁のトランペッター」 | 三石直和                                  | メジャー44thシングル『翼はいらない』 |        |
| 2016 | 「夢へのルート」 | 中村太洸                                  | メジャー44thシングル『翼はいらない』 |        |
| 2016 | 「翼はいらない -完全版-」 | 馬場康夫                                  | メジャー44thシングル『翼はいらない』 |        |
| 2016 | 「LOVE TRIP」 | 大野大樹                                  | メジャー45thシングル 『LOVE TRIP/しあわせを分けなさい』 |        |
| 2016 | 「しあわせを分けなさい」 | 箭内道彦                                  | メジャー45thシングル 『LOVE TRIP/しあわせを分けなさい』 |        |
| 2016 | 「光と影の日々」 | 中村太洸                                  | メジャー45thシングル 『LOVE TRIP/しあわせを分けなさい』 |        |
| 2016 | 「伝説の魚」 | 東市篤憲                                  | メジャー45thシングル 『LOVE TRIP/しあわせを分けなさい』 |        |
| 2016 | 「進化してねえじゃん」 | 瀬里義治                                  | メジャー45thシングル 『LOVE TRIP/しあわせを分けなさい』 |        |
| 2016 | 「岸が見える海から」 | ZUMI                                      | メジャー45thシングル 『LOVE TRIP/しあわせを分けなさい』 |        |
| 2016 | 「2016年のInvitation」 | 新宮良平                                  | メジャー45thシングル 『LOVE TRIP/しあわせを分けなさい』 |        |
| 2016 | 「光の中へ」 | 三石直和                                  | メジャー45thシングル 『LOVE TRIP/しあわせを分けなさい』 |        |
| 2016 | 「しあわせを分けなさい 〈Long ver.〉」 | 箭内道彦                                  | メジャー45thシングル 『LOVE TRIP/しあわせを分けなさい』 |        |
| 2016 | 「ハイテンション」 | 松山茂雄                                  | メジャー46thシングル『ハイテンション』 |        |
| 2016 | 「抑えきれない衝動」 | 土屋隆俊                                  | メジャー46thシングル『ハイテンション』 |        |
| 2016 | 「ハッピーエンド」 | 大野敏嗣                                  | メジャー46thシングル『ハイテンション』 |        |
| 2016 | 「Better」 | 三石直和                                  | メジャー46thシングル『ハイテンション』 |        |
| 2016 | 「星空を君に」 | ZUMI                                      | メジャー46thシングル『ハイテンション』 |        |
| 2016 | 「思春期のアドレナリン」 | 中村太洸                                  | メジャー46thシングル『ハイテンション』 |        |
| 2016 | 「清純タイアド」 | 新宮良平                                  | メジャー46thシングル『ハイテンション』 |        |
| 2016 | 「あの日の自分」 | 中村太洸                                  | 『存在する理由 DOCUMENTARY of AKB48』 （Blu-ray・DVD） |        |
| 2016 | 「逆さ坂」 | ZUMI                                      | じゃんけん民 シングル『逆さ坂』 |        |
| 2016 | 「奇跡のドア」 | 井上強                                    | じゃんけん民 シングル『逆さ坂』 |        |
| 2017 | 「シュートサイン」 | 森義仁                                    | メジャー47thシングル『シュートサイン』 |        |
| 2017 | 「気づかれないように…」 | 高橋栄樹                                  | メジャー47thシングル『シュートサイン』 |        |
| 2017 | 「アクシデント中」 | 田中のぞみ                                | メジャー47thシングル『シュートサイン』 |        |
| 2017 | 「誰のことを一番 愛してる?」 | 東市篤憲                                  | メジャー47thシングル『シュートサイン』 |        |
| 2017 | イメージビデオ 「一生の間に何人と出逢えるのだろう」 |                                           | 『AKB48 チーム8 ライブコレクション 〜まとめ出しにもほどがあるっ!〜』 （Blu-ray・DVD）                                                                                                |        |
| 2017 | 「願いごとの持ち腐れ」 | 大隈良平                                  | メジャー48thシングル『願いごとの持ち腐れ』 |        |
| 2017 | 「イマパラ」 | ZUMI                                      | メジャー48thシングル『願いごとの持ち腐れ』 |        |
| 2017 | 「前触れ」 | 大野敏嗣                                  | メジャー48thシングル『願いごとの持ち腐れ』 |        |
| 2017 | 「点滅フェロモン」 | 三石直和                                  | メジャー48thシングル『願いごとの持ち腐れ』 |        |
| 2017 | 「あの頃の五百円玉」 | 番場秀一                                  | メジャー48thシングル『願いごとの持ち腐れ』 |        |
| 2017 | 「#好きなんだ」 | 高橋栄樹                                  | メジャー49thシングル『#好きなんだ』 |        |
| 2017 | 「だらしない愛し方」 | 谷山剛                                    | メジャー49thシングル『#好きなんだ』 |        |
| 2017 | 「戸惑ってためらって」 | 大野敏嗣                                  | メジャー49thシングル『#好きなんだ』 |        |
| 2017 | 「自分たちの恋に限って」 | 井上強                                    | メジャー49thシングル『#好きなんだ』 |        |
| 2017 | 「月の仮面」 | 末吉ノブ                                  | メジャー49thシングル『#好きなんだ』 |        |
| 2017 | 「プライベートサマー」 | ZUMI                                      | メジャー49thシングル『#好きなんだ』 |        |
| 2017 | 「ギブアップはしない」 | 瀬里義治                                  | メジャー49thシングル『#好きなんだ』 |        |
| 2017 | 「11月のアンクレット」 | 平野文子                                  | メジャー50thシングル『11月のアンクレット』 |        |
| 2017 | 「サヨナラで終わるわけじゃない」 | 高橋栄樹                                  | メジャー50thシングル『11月のアンクレット』 |        |
| 2017 | 「生きることに熱狂を!」 | 瀬里義治                                  | メジャー50thシングル『11月のアンクレット』 |        |
| 2017 | 「微笑みの瞬間」 | 野田智雄                                  | メジャー50thシングル『11月のアンクレット』 |        |
| 2017 | 「野蛮な求愛」 | 三石直和                                  | メジャー50thシングル『11月のアンクレット』 |        |
| 2017 | 「法定速度と優越感」 | ZUMI                                      | メジャー50thシングル『11月のアンクレット』 |        |
| 2018 | 「ジャーバージャ」 | YKBX                                      | メジャー51stシングル『ジャーバージャ』 |        |
| 2018 | 「Position」 | 中村太洸                                  | メジャー51stシングル『ジャーバージャ』 |        |
| 2018 | 「国境のない時代」 | 東市篤憲                                  | メジャー51stシングル『ジャーバージャ』 |        |
| 2018 | 「Teacher Teacher」 | 上原桂                                    | メジャー52ndシングル『Teacher Teacher』 |        |
| 2018 | 「君は僕の風」 | 瀬里義治                                  | メジャー52ndシングル『Teacher Teacher』 |        |
| 2018 | 「ロマンティック準備中」 | 横堀光範                                  | メジャー52ndシングル『Teacher Teacher』 |        |
| 2018 | 「終電の夜」 | 三石直和                                  | メジャー52ndシングル『Teacher Teacher』 |        |
| 2018 | 「新しいチャイム」 | 黒田賢                                    | メジャー52ndシングル『Teacher Teacher』 |        |
| 2018 | 「猫アレルギー」 | ZUMI                                      | メジャー52ndシングル『Teacher Teacher』 |        |
| 2018 | 「センチメンタルトレイン」 | 高橋栄樹                                  | メジャー53rdシングル『センチメンタルトレイン』 |        |
| 2018 | 「サンダルじゃできない恋」 | 瀬里義治                                  | メジャー53rdシングル『センチメンタルトレイン』 |        |
| 2018 | 「友達じゃないか?」 | 田中のぞみ                                | メジャー53rdシングル『センチメンタルトレイン』 |        |
| 2018 | 「ある日 ふいに…」 | 中村太洸                                  | メジャー53rdシングル『センチメンタルトレイン』 |        |
| 2018 | 「ひと夏の出来事」 | 大野敏嗣                                  | メジャー53rdシングル『センチメンタルトレイン』 |        |
| 2018 | 「波が伝えるもの」 | 横堀光範                                  | メジャー53rdシングル『センチメンタルトレイン』 |        |
| 2018 | 「“好き”のたね」 | ZUMI                                      | メジャー53rdシングル『センチメンタルトレイン』 |        |
| 2018 | 「センチメンタルトレイン 完全版」 | 高橋栄樹                                  | 配信のみ |        |
| 2018 | 「NO WAY MAN」 | 菱川勢一                                  | メジャー54thシングル『NO WAY MAN』 |        |
| 2018 | 「池の水を抜きたい」 | 瀬里義治                                  | メジャー54thシングル『NO WAY MAN』 |        |
| 2018 | 「わかりやすくてごめん」 | 中村太洸                                  | メジャー54thシングル『NO WAY MAN』 |        |
| 2018 | 「それでも彼女は」 | 三石直和                                  | メジャー54thシングル『NO WAY MAN』 |        |
| 2018 | 「おはようから始まる世界」 | 大野敏嗣                                  | メジャー54thシングル『NO WAY MAN』 |        |
| 2018 | 「最強ツインテール」 | 戸塚富士丸                                | メジャー54thシングル『NO WAY MAN』 |        |
| 2018 | 「夢へのプロセス」 | 大河臣                                    | メジャー54thシングル『NO WAY MAN』 |        |
| 2019 | 「ジワるDAYS」 | 伊勢田世山                                | メジャー55thシングル『ジワるDAYS』 |        |
| 2019 | 「私だってアイドル!」 | ZUMI                                      | メジャー55thシングル『ジワるDAYS』 |        |
| 2019 | 「Generation Change」 | 大野敏嗣                                  | メジャー55thシングル『ジワるDAYS』 |        |
| 2019 | 「初恋ドア」 | 東市篤憲                                  | メジャー55thシングル『ジワるDAYS』 |        |
| 2019 | 「近いのに離れてる」 |                                           | 『AKB48ビートカーニバル』 |        |
| 2019 | 「恋人いない選手権」 |                                           | 『AKB48ビートカーニバル』 |        |
| 2019 | 「サステナブル」 | 高橋栄樹                                  | メジャー56thシングル『サステナブル』 |        |
| 2019 | 「好きだ 好きだ 好きだ」 | 大野敏嗣                                  | メジャー56thシングル『サステナブル』 |        |
| 2019 | 「青春 ダ・カーポ」 | 三石直和                                  | メジャー56thシングル『サステナブル』 |        |
| 2019 | 「モニカ、夜明けだ」 | 戸塚富士丸                                | メジャー56thシングル『サステナブル』 |        |
| 2020 | 「失恋、ありがとう」 | 伊勢田世山                                | メジャー57thシングル『失恋、ありがとう』 |        |
| 2020 | 「また会える日まで」 | 大野敏嗣                                  | メジャー57thシングル『失恋、ありがとう』 |        |
| 2020 | 「思い出マイフレンド」 | 戸塚富士丸                                | メジャー57thシングル『失恋、ありがとう』 |        |
| 2020 | 「ジタバタ」 | ZUMI                                      | メジャー57thシングル『失恋、ありがとう』 |        |
| 2020 | 「離れていても」 | 磯見大                                    | メジャー58thシングル『根も葉もRumor』 |        |
| 2021 | 「根も葉もRumor」 | 友久陽志                                  | メジャー58thシングル『根も葉もRumor』 |        |
| 2021 | 「君がいなくなる12月」 | 横山由依                                  | メジャー58thシングル『根も葉もRumor』 |        |
| 2022 | 「元カレです」 | 藤本実                                    | メジャー59thシングル『元カレです』 |        |
| 2022 | 「壊さなきゃいけないもの」 | 大野敏嗣                                  | メジャー59thシングル『元カレです』 |        |
| 2022 | 「久しぶりのリップグロス」 | TCM_AMAZONIST"NINO"、 TCM_KIZUKU"CHARLIE" | メジャー60thシングル『久しぶりのリップグロス』 |        |
| 2022 | 「Sugar night」 | 佐伯雄一郎                                | メジャー60thシングル『久しぶりのリップグロス』 |        |
| 2023 | 「どうしても君が好きだ」 | Nanasari Tamura                           | メジャー61stシングル『どうしても君が好きだ』 |        |
| 2023 | 「寝たふり」 | 大野敏嗣                                  | メジャー61stシングル『どうしても君が好きだ』 |        |
| 2023 | 「アイドルなんかじゃなかったら」 | 伊勢田世山                                | 配信のみ |        |
| 2023 | 「知ったかぶりのその下に」 | 大野敏嗣                                  | 配信のみ |        |
| 2023 | 「Do the dance!」 | ナカジマセイト                            | 配信のみ |        |
| 2024 | 「カラコンウインク」 | 林希                                      | 配信のみ |        |
| 2024 | 「星が消えないうちに」 | ナカジマセイト                            | 配信のみ |        |
| 2024 | 「最後の最後まで」 | 高橋栄樹                                  | 配信のみ |        |
| 2024 | 「あの夏の防波堤」 | 三石直和                                  | 配信のみ |        |
| 2024 | 「恋 詰んじゃった」 | 池田大                                    | 配信のみ |        |
| 2024 | 「夢見てごめん」 | 吉川エリ                                  | 配信のみ |        |
| 2024 | 「ピンと来た」 | 安村栄美                                  | 配信のみ |        |
| 2024 | 「なんてったってアイドル」 | 石原慎                                    | 配信のみ |        |
| 2025 | 「まさかのConfession」 | 池田大                                    | 配信のみ |        |
| 2025 | 「ゆいりー」 | 大野敏嗣                                  | 配信のみ |        |

## 印刷物

### 専門紙
- AKB48グループ新聞（2011年12月16日 - 、スポーツニッポン新聞社） - 毎月第4金曜日発行。

### 雑誌連載
- B.L.T.（東京ニュース通信社）
  - 「AKB48 CATCH THE DREAM!!」
  - 「君にあいたい」（2016年8月24日 - ） - チーム8[11]
  - 「AKB48研究生のとっとこラボ」（2025年7月28日 - ） - 19期・20期研究生[12]
- 週刊プレイボーイ（集英社）
  - 『SASHIKO + 48GROUP 4コマ劇場 よんぱち+』 第51巻第18号（No.21・2016年5月23日発行・2016年5月9日発売号) -
- BIG ONE GIRLS（近代映画社）
  - 「AKB48のマイフェバ☆」（2009年2月27日 - 2013年8月29日）
  - 「Who's That AKB48」（2013年11月8日 - ）
- BOMB（学研パブリッシング → 学研プラス）
  - 「AKB48ステーション」→「48ステーション」（2010年10月9日 - ）
  - 「GO!AKIBA」（2010年10月9日 - 2015年4月9日・2015年11月9日 - 2016年5月9日） - 研究生・ドラフト生。
  - 「48NEXT!!」（2017年3月9日 - ） - 研究生。
- BUBKA（2008年5月 - 、白夜書房） - 「月刊48グループマニアクス」。
- ダイヤモンドZAi（2016年2月20日 - 、ダイヤモンド社） - 「AKB48 in NISA」（武藤十・小嶋菜・中西智・中村→入山）[13][14]。

過去の連載
- TVステーション（2012年1月 - 、ダイヤモンド社） - 「AKB48最新トピックス」。
- an・an（第43巻第23号（通号第1810号）2012年6月13日号（2012年6月6日発売） - 第44巻第25号（通号第1862号）2013年7月3日号（2013年6月26日発売） 、マガジンハウス） - 「AKB48 HOW DO I LOOK? スナッププリンセス」。
- 月刊ENTAME（2011年8月30日 - 、徳間書店） - 「AKB48月替わりInterview」。
- FLASH（2010年2月 - 、光文社） - 「AKB48を追っかけ隊ッ」。
- 週刊少年サンデー（小学館）
  - AKB48の超人生相談 レスQ学園 あなたのお悩み大募集!!（2010年4月28日 - 時期不詳）
  - AKB48神占い（2011年6月29日 - ）
- 週刊ヤングジャンプ（集英社）  
  - 「週刊プレイボーイ×週刊ヤングジャンプリレー連載 AKB48 NEXT BREAK 神保町決戦 チームPB vsチームYJ」[注釈 52]（2009年11月 - 2010年3月）
  - AKB48当番連載 ぐるぐる4（2010年8月19日 - 3月） - 北原・指原・柏木・渡辺麻が交代で連載。
  - AKB48当番連載（2011年4月 - ） - メンバーが交代で連載。
- 週刊プレイボーイ（集英社）
  - 「AKB48の死んでも夢を叶えたい!」（第43巻第9号・No.10・2008年3月10日発行（2008年2月25日発売号） - 第43巻第37号・No.40・2008年10月6日発行（2008年9月22日発売号））[注釈 53] - 担当は交代制。
  - 「AKB48の夢叶ボイス」（第43巻第38号・No.41・2008年10月13日発行（2008年9月29日発売号） - 第44巻第26号・No.28・2009年7月13日発行（2009年6月29日発売号）） - 担当は交代制。
  - 「AKB48の夢叶ッ」（第44巻第28号・No.30・2009年7月27日発行（2009年7月13日発売号）[注釈 54] - 第50巻第10号・No.12・2015年3月23日発行（2015年3月9日発売号）） - 担当は交代制。
  - 「週刊プレイボーイ×週刊ヤングジャンプリレー連載 AKB48 NEXT BREAK 神保町決戦 チームPB vsチームYJ」[注釈 55]（第44巻第42号・No.46・2009年11月16日発行（2009年11月2日発売号） ^ 第45巻第9号・No.11・2010年3月15日発行（2010年3月1日発売号））
  - 「AKB48ブレイクヒストリー」（第45巻第7号・No.9・2010年3月1日発行（2010年2月15日発売号） - 第45巻第15号・No.17・2010年4月26日発行（2010年4月12日発売号））
  - 「AKB48でもわかるニュースの言葉」（第46巻第18号・No.21・2011年5月23日発行（2011年5月9日発売号） - 第48巻第13号・No.15・2013年4月15日発行（2013年4月1日発売号）） （指原莉乃、峯岸みなみ）
  - 「篠田麻里子の草食系男子改造計画」（第46巻第18号・No.21・2011年5月23日発行（2011年5月9日発売号） - 第48巻第16号・No.18・19合併号・2013年5月13日発行（2013年4月22日発売号））（篠田麻里子・野呂佳代・佐藤由加理）
  - 「48サバイバル ググタスは戦場だ」（第47巻第17号・No.19・20合併号・2012年5月14日発行（2012年4月23日発売号） - 第48巻第16号・No.18・19合併号・2013年5月13日発行（2013年4月22日発売号））
    - 「自主制作動画が面白いSKE48松村香織の今夜も1コメダ ぐぐたすの輪」（SKE48松村香織）
    - 「AKB48野中美郷のみっちゃみちゃ相談室」（AKB48野中美郷）
    - 「AKB48料理部部長中塚智実の男のスイーツ教室」（AKB48中塚智実）

  - 「AKB48GROUPコラムロワイヤル 生き残るのは誰だ」（第48巻第16号・No.18・19合併号・2013年5月13日発行（2013年4月22日発売号） - 第50巻第10号・No.12・2015年3月23日発行（2015年3月9日発売号））
    - 「ももたす 地上に舞い降りた堕天使絵日記」（NMB48木下百花）
    - 「毎日にっちょく!」（HKT48宮脇咲良）
    - 「NOT TV連動コラム お仕事ください」 - 第49巻第2号・No.3・4合併号・2014年1月27日発行（2014年1月6日発売号） - 担当は交代制。
    - 「NOT TVAKB48のあんた誰! なかむらまりコラム 一筆申し上げます」（AKB48中村麻里子）第49巻第3号・No.5・2014年2月3日発行（2014年1月20日発売号） -
    - 「今夜も1コメダ ぐぐたすの輪 Season 2 ?クビになるまで?」（SKE48松村香織）

  - 「AKB48GROUPコラム番外地」（第50巻第11号・No.13・2015年3月30日発行（2015年3月16日発売号） - 第51巻第13号・No.15・2016年4月11日発行（2016年3月28日発売号））
    - 「毎日にっちょく! Season 2 本人書下ろし! さくぶん!」（HKT48宮脇咲良）
    - 「AKB48 Team8のハッピー日本百景」
    - 「AKB48のドリームランキング」 - 担当は交代制。
    - 「AKB48総監督たかみなの卒業までに語らせて あなたがいてAKB48がある」（高橋みなみ） - 第51巻第5号・No.7・2016年2月15日発行（2016年2月1日発売号）
    - 「AKB48前総監督たかみなの卒業までに語らせて あなたがいてAKB48がある」（高橋みなみ） 第51巻第6号・No.8	2016年2月22日発行（2016年2月8日発売号） -
    - 「日本海アイドル便り NGT48今村悦朗支配人の新潟より語らせて」

  - 「AKB48 4コマ相関図 さしこ+」[注釈 56]（第47巻第10号（No.12・2012年3月19日発行・2012年3月5日発売号） -  第51巻第17号（No.20・2016年5月16日発行・2016年4月25日発売号)）
- FRIDAY（講談社）
  - AKB48 友撮（第27巻第8号（通号第1411号2010年2月19日号（2月5日発売） - 第31巻第38号（通号第1660号2014年10月10日号（9月26日発売）
  - AKB48 next gurls gravure（第29巻第30号（通号第1547号2012年7月13日号（6月29日発売） - 第29巻第39号（通号第1556号2012年9月7日号（8月24日発売））
  - 第4回AKB48総選挙 おまたせ!ウエイティングガールズ（第29巻第52号（通号第1569号2012年11月30日・12月7日号（11月16日発売） - 第30巻第18号（通号第1589号2013年5月3日号（4月19日発売））
- TOKYO1週間（講談社） - 毎号、カラー2-3ページで「AKB48虎の巻」という特集が組まれる。
- FLOOR.net（2009年1月 - 2010年3月、FACTRY） - 「AKB48の基礎から学ぶダンスミュージック48手」。
- りぼん（2009年12月1日 - 2011年6月3日、集英社） - 「AKB48の私立ミラクル♡アイドル学園りぼん校」[15]。
- UP to boy（2010年4月23日 - 12月22日、ワニブックス） - 「AKB48おひとり様」。
- 週刊ザテレビジョン（2010年6月16日 - 2012年4月4日、角川マーケティング） - 「AKB48まで48センチ。」。
- 週刊朝日（2010年10月5日 - 2011年4月5日・8月 - 12月、朝日新聞出版） - 「AKB48写真館」・「AKB48リレーインタビュー あなたがいてくれたから」。
- 小説宝石（2010年12月21日 - 2012年2月22日、光文社） - 「梅佳代が撮る、○○」を連載。※○○は表紙掲載メンバー
- 週刊ヤングマガジン（2011年4月19日 - 時期不詳、講談社） - 「YM7のやっぱり負けられない!」をYM7のメンバーで週替わりで連載。
- BUBKA（白夜書房）
  - 「AKB48裏ブレイクヒストリー」（2010年11月号 - ）
  - 「AKB48裏ブレイクヒストリー 外伝 個人編」
- 美術手帖（2012年5月号 - 2012年9月号・2013年1月号、美術出版社） - 「AKB美術部」。
- UTB+（2014年12月9日 - 2021年2月22日、ワニブックス） - 「魁!!48歌詞塾」（向井地+AKB48メンバー）。
- 日経エンタテインメント!（2015年4月4日 - 12月4日、日経BP社） - 「メンバーが語るAKB48 10年史」[16]。
- DIME（2022年3月16日 - 4月14日、小学館） - 「特別コラボ AKB48×DIME「#好きなんだ」と叫びたい! "話題のあの人"に会ってみた!」[17]。
- 週刊TVガイド（2023年10月11日 - 11月1日、東京ニュース通信社） - 「道の駅寄ってく? AKB48の青春おしゃべりドライブ」[18]。

### 新聞連載
- 日刊ゲンダイ（株式会社日刊現代）
  - 日刊ゲンダイ特別版AKB48（2011年6月1日 - 12月28日） - 「スペシャルインタビュー」を隔週水曜日に連載。
  - AKB 目指せグアム!教えて瀬古監督（2013年7月23日 - ）[19]
- 読売新聞（読売新聞社） 
  - AKB48の私服サプライズ（月1木曜夕刊、2009年10月 - 2012年8月）
  - 私を変えた〜東京ドームへの道（短期集中連載、2012年8月3日・10日・17日）
  - 秋元康「秋元康の1分後の昔話」『読売新聞日曜版よみほっと』（2012年4月29日 - 2018年3月25日、毎月1回最終日曜日[注釈 57]）
    - 秋元康によるエッセイであるが、毎回AKB48グループや坂道シリーズに関連する事柄を題材としている。毎回2名[注釈 58]のAKB48グループメンバー[注釈 59]が交代制で「今月の画伯」としてイラスト[注釈 60]を担当しており、イラストを描いたメンバーは顔写真とインタビューも掲載される。イラストは、複数のメンバーによる競作の形で作成されており、紙面掲載分以外の作品は、2012年11月から2016年1月までは新聞購読者向け有料サイト読売プレミアム、2016年2月からは無料サイト読売オンラインにおいて「AKBギャラリー」として公開されている[20]。

  - AKB日記帳（月1第4水曜夕刊、2012年10月24日 - 2013年9月24日） - 担当は交代制。
  - 月刊Team8〜もしAKB48が本気で新聞をプロデュースしたら〜（読売新聞オンラインと同時連載、2019年4月3日 - 2021年4月1日） - チーム8[21][22]。
    - 日本パズル化!計画（2021年4月10日 - ）[23]

  - 取材帳 AKB48伝説（火曜夕刊、2024年5月14日 - 8月27日）[24]
- 読売KODOMO新聞（読売新聞社）
  - AKB48 NEWS日記 日本を、世界をガチで語ります。（2012年6月 - 2013年5月） - 担当は交代制。
- 朝日新聞（朝日新聞社）
  - AKB的人生論 大人たちに言いたい（金曜日夕刊、2013年4月5日 - 2015年3月27日） -  担当は交代制[25][注釈 61]。
  - AKB48 夢のエントリーシート（水曜日夕刊、2015年4月8日 - 2016年3月30日） - 担当は交代制[26][注釈 62]。
  - 18 私たちも投票します（2015年12月22日 - 2016年6月19日） - 加藤玲奈・向井地美音・茂木忍[27]。
  - AKB48グループ 世の中って…（毎月1、2回土曜日夕刊<関東地区>、2016年4月9日 - 2021年3月27日） - 担当は交代制。デジタル版に拡大版と動画が掲載されている[28][注釈 62]。
- 日刊スポーツ（日刊スポーツ新聞社） 
  - AKB48総選挙マニフェスト（毎日朝刊＜総選挙告示〜開票前日＞、2010年・2011年・2012年）
  - AKB48 Diary（毎日朝刊、2011年1月24日 - ）
  - AKB48公式新聞 第8回選抜総選挙（2016年4月26日 - 6月17日、6月19日）[注釈 63]
  - AKB48公式新聞 第9回選抜総選挙@沖縄（2017年4月25日 - 6月16日、6月18日）[注釈 64]
- 読売中高生新聞（読売新聞東京本社）
  - AKB48チーム8の社会派宣言!!（2017年4月21日 - 2019年3月15日） - チーム8[29][30]。
- デイリースポーツ（株式会社デイリースポーツ）
  - ここからだ!!AKB48〜今の私たちを見て〜（2025年2月27日 - ）[31]

### 書籍
- AKB48ファンブック「48現象」（2007年11月10日、ワニブックス）ISBN 4-8470-4029-5
- AKBINGO! OFFICIAL BOOK（2010年4月15日、日本テレビ）ISBN 978-4820300540
- AKB48総選挙公式ガイドブック（2010年5月12日、講談社）ISBN 978-4063794540
- AKB48 9.21じゃんけん選抜公式ガイドブック（2010年8月31日、光文社）ISBN 978-4334870911
- AKB48 じゃんけん大会速報&総集号（2010年10月8日、光文社）
- AKB48薬師寺奉納公演2010 「夢の花びらたち」 オフィシャルブック （2010年10月15日、日本工業新聞社）
- AKB1/48 アイドルと恋したら… 公式攻略ビジュアルブック（2010年12月27日、講談社）ISBN 978-4063895209
- まるっとAKB48 with SKE48&NMB48&SDN48（2011年3月25日、光文社）
- 別冊宝島「AKB48推し!」（2011年4月1日、宝島社）ISBN 978-4796679053
- AKB48ヒストリー〜研究生公式教本〜（2011年4月25日、篠本634 著、集英社）ISBN 978-4087806052
- AKB48総選挙公式ガイドブック2011（2011年5月13日、講談社）ISBN 978-4063895605
- 見逃した君たちへ〜AKB48グループ全公演〜公式プログラム（2011年5月24日、ぴあ）
- まるっとAKB48 2 with SKE48&NMB48&SDN48&HKT48（2011年8月11日、光文社）
- AKB48じゃんけん大会 公式ガイドブック2011（2011年9月6日、光文社）ISBN 978-4334870966
- AKB1/48 アイドルとグアムで恋したら… 公式ガイドブック（2011年9月29日、講談社）ISBN 978-4063895872
- AKB48きせかえシールブック
  - AKB48きせかえシールブック チームA（2011年10月14日、双葉社）ISBN 978-4575790443
  - AKB48きせかえシールブック チームK（2011年10月14日、双葉社）ISBN 978-4575790450
  - AKB48きせかえシールブック チームB（2011年10月14日、双葉社）ISBN 978-4575790467
- AKB48神公演クロニクル〜少女たちは劇場で何を叫んだか〜（2012年2月29日、本城零次著、メディアックス）ISBN 978-4862016461
- AKB48総選挙公式ガイドブック2012（2012年5月16日、講談社）ISBN 978-4063896671
- まるっとAKB48 3 with SKE48&NMB48&HKT48&JKT48（2012年6月28日、光文社）
- AKB48全国ツアー2012公式追っかけブック AKB48パパラッツィ Vol.1（2012年7月6日、主婦と生活社）ISBN 978-4391633443
- AKB0048オフィシャルガイドブック（2012年7月27日、講談社）ISBN 978-4063896855
- AKB48東京ドームコンサート オフィシャルムック AKB48 in TOKYO DOME〜1830mの夢〜（2012年8月23日、文藝春秋）ISBN 978-4160086098
- AKB48じゃんけん大会公式ガイドブック2012（2012年9月6日、光文社）ISBN 978-4334871031
- AKB48じゃんけん大会2012 感動総集号（2012年10月12日、光文社）
- CRぱちんこAKB48永久保存版（2012年11月17日、双葉社）
- AKB1/149 恋愛総選挙 公式ガイドブック（2012年12月13日、講談社）ISBN 978-4063897197
- AKB0048設定資料&原画集（2012年12月下旬、サテライト）ISBN 978-4896106664
- AKB48+Me 公式 ゼッタイ！神ガイド（2012年12月20日、エンターブレイン）ISBN 978-4047286375
- 全国ツアー2012公式追っかけブック AKB48パパラッツィ Vol.2（2013年1月4日、主婦と生活社）ISBN 978-4391634044
- AKB48の戦略! 秋元康の仕事術（2013年1月25日、秋元康・田原総一朗 共著、アスコム）ISBN 978-4776207627
- AKB48裏ヒストリー ファン公式教本（2013年3月29日、白夜書房）ISBN 978-4861919657
- AKB48,SKE48,NMB48,HKT48 おしゃれ総選挙! 私服選抜のセンターは誰?（2013年5月1日、マガジンハウス）ISBN 978-4838725359
- AKB48総選挙公式ガイドブック2013（2013年5月15日、講談社）ISBN 978-4063897548
- AKB48 NEWS日記2013 日本を、世界をガチで語ります。（2013年7月18日、中央公論新社）ISBN 978-4128001125
- AKB48じゃんけん大会公式ガイドブック2013（2013年8月30日、光文社）ISBN 978-4334871109
- AKB48×ナツイチ直筆読書感想文集 文学、始めました。（2013年9月13日、集英社）ISBN 978-4087807028
- AKB48じゃんけん大会2013 感動総集号（2013年10月11日、光文社）
- AKB48 あなたがいてくれたから AKB48グループ公式インタビュー集（2013年11月19日、朝日新聞出版）ISBN 978-4023312517
- AKB48みたいに かわいくなりたいっ! おしゃれ、ヘアスタイル かわいくなるひみつがいっぱい!（2014年2月12日、宝島社）ISBN 978-4800221940
- AKB48総選挙公式ガイドブック2014（2014年5月14日、講談社）ISBN 978-4063898323
- AKB48じゃんけん大会公式ガイドブック2014（2014年9月11日、光文社）
- 全国ツアー公式追っかけブック AKB48パパラッツィ vol.3〈完結編〉（2015年3月14日、主婦と生活社）ISBN 978-4391637267
- AKB48総選挙公式ガイドブック2015（2015年5月12日、講談社）ISBN 978-4063898903
- AKB48じゃんけん大会公式ガイドブック2015（2015年9月4日、光文社）
- AKB48、被災地へ行く（2015年10月20日、岩波書店）ISBN 978-4005008162
- 涙は句読点 〜普通の女の子たちが国民的アイドルになるまで〜 AKB48公式10年史（2016年3月25日、日刊スポーツ新聞社）ISBN 978-4817255921
- AKB48総選挙公式ガイドブック2016（2016年5月18日、講談社）ISBN 978-4063899627
- 実践! スマホ修行（2016年8月30日、藤川大祐・岩立沙穂・岡田彩花・村山彩希・飯野雅・大川莉央・込山榛香 共著、学事出版）ISBN 978-4761922757
- AKB48じゃんけん大会公式ガイドブック2016（2016年9月23日、光文社）
- AKB48の木﨑ゆりあ&加藤玲奈と学ぶ お仕事ルール50（2017年3月20日、AKBスタディブック制作プロジェクト著、中山佳子 監修、神宮館）ISBN 978-4860763527
- AKB48 衣装図鑑 放課後のクローゼット〜あの頃、彼女がいたら〜（2017年3月25日、宝島社）ISBN 978-4800268815
- AKB48 Team 8 3rd Anniversary Book 〜新メンバー加入! チーム8の新たな挑戦の軌跡〜（2017年4月10日、光文社）ISBN 978-4334902209
- AKB48総選挙公式ガイドブック2017（2017年5月17日、講談社）ISBN 978-4065095652
- 日本一やさしい「政治の教科書」できました。（2017年7月7日、木村草太・加藤玲奈・向井地美音・茂木忍 共著、朝日新聞出版）ISBN 978-4022514677
- AKB48グループ ユニットじゃんけん大会公式ガイドブック2017（2017年9月11日、光文社）
- AKB48グループ プロフィール名鑑2018（2018年1月12日、宝島社）ISBN 978-4800278296
- AKB48 Team 8 4th Anniversary Book（2018年4月27日、光文社）ISBN 978-4334902292
- AKB48総選挙公式ガイドブック2018（2018年5月16日、講談社）ISBN 978-4065119587
- AKB48グループ ユニットじゃんけん大会 公式ガイドブック2018（2018年9月5日、光文社）
- AKB48 Team 8 5th Anniversary Book（2019年4月8日、光文社）ISBN 978-4334902414
- ガールズトリップ セブ島ガイドブック by AKB48（2019年10月22日、PNTトラベル）ISBN 978-4600002619
- AKB48 Team 8 6th Anniversary Book（2020年4月6日、光文社）ISBN 978-4334902551

#### 写真集
- 密着!「AKB48」〜写真集 Vol.1 the・デビュー（2006年3月1日、講談社） ISBN 4-06-352742-5
- AKB48 JUMP&CRY 篠山紀信写真集（2007年3月3日、小学館） ISBN 4-09-680126-7
- AKB48 first concert tour photo book - 春のちょこっとだけ全国ツアー〜まだまだだぜAKB48!〜（2007年05月18日、東京ニュース通信社）
- AKB48 ヴィジュアルブック2008（2008年3月18日、東京ニュース通信社）
  - featuring team A ISBN 978-4924566958
  - featuring team K ISBN 978-4924566965
  - featuring team B ISBN 978-4924566972
  - featuring Research Student 48 ISBN 978-4924566989
- AKB48 Complete Book 2005 - 2008（2008年12月16日、三才ブックス）ISBN 978-4861991240
- AKB48総選挙! 水着サプライズ発表（2009年8月20日、集英社）ISBN 978-4081020799
- AKB48の海外旅行日記「ニューヨークとカンヌって近いんですか?」（2009年12月8日、光文社）ISBN 978-4334901639
- AKB48 FASHION BOOK わがままガールフレンド 〜おしゃれプリンセスを探せ!（2010年3月30日、マガジンハウス）ISBN 978-4838720880
- AKB48 チームPB・チームYJ 神保町決戦SPECIALムック（2010年7月9日、集英社）ISBN 978-4081020898
- AKB48 VISUAL BOOK 2010（2010年7月22日、東京ニュース通信社）
  - featuring team A ISBN 978-4863360976
  - featuring team K ISBN 978-4863360983
  - featuring team B ISBN 978-4863360990
- AKB48総選挙! 水着サプライズ発表2010（2010年9月14日、集英社）ISBN 978-4081020911
- AKB48×美女採集（2010年10月8日、講談社）ISBN 978-4062166331
- 窓からスカイツリーが見える（2010年10月8日、小学館）ISBN 978-4093637282
- Team Ogi祭 PHOTO BOOK（2011年1月27日、近代映画社）ISBN 978-4764823228
- AKB48 友撮 THE BLUE ALBUM（2011年3月25日、講談社）ISBN 978-4063895377
- AKB48 友撮 THE RED ALBUM（2011年3月25日、講談社）ISBN 978-4063895360
- AKB48の海外旅行日記2 with SKE48（2011年6月10日、光文社）ISBN 978-4334901837
- AKB48総選挙! 水着サプライズ発表2011（2011年8月5日、集英社）ISBN 978-4081021376
- AKB48 Twenty-Four Hours（2011年11月20日、幻冬舎メディアコンサルティング）ISBN 978-4344998162
- AKB総選挙! 水着サプライズ発表2012（2012年8月1日、集英社）ISBN 978-4081021475
- AKB48 友撮 THE GREEN ALBUM（2012年12月26日、講談社）ISBN 978-4063897241
- AKB48 友撮 THE YELLOW ALBUM（2012年12月26日、講談社）ISBN 978-4063897234
- AKB48総選挙! 水着サプライズ発表2013（2013年8月5日、集英社）ISBN 978-4081021635
- AKB48海外旅行日記3 〜ハワイはハワイ〜（2014年3月28日、光文社）ISBN 978-4334901998
- AKB48の犬兄妹（2014年6月30日、主婦と生活社）ISBN 978-4391636284
- AKB48総選挙! 水着サプライズ発表2014（2014年8月4日、集英社）ISBN 978-4081021819
- AKB48 友撮 FINAL THE WHITE ALBUM（2014年10月3日、講談社）ISBN 978-4063898576
- AKB48総選挙! 水着サプライズ発表2015（2015年8月5日、集英社）ISBN 978-4081022007
- AKB48総選挙! 水着サプライズ発表2016（2016年8月3日、集英社）ISBN 978-4081022199
- AKB48れなっち総選挙選抜写真集 16colors（2017年1月31日、徳間書店）ISBN 978-4198642891
- AKB48総選挙! 水着サプライズ発表2017（2017年8月2日、集英社）ISBN 978-4081022434
- AKB48総選挙! 私服サプライズ発表2018（2018年10月17日、集英社）ISBN 978-4081022663
- Ray特別編集 IDOL BEAUTY BOOK #AKB48（2020年9月30日、主婦の友社）

劇場内グッズ売場限定
- AKB48 Welcomebook vol.1（2006年2月18日、AKS）
- AKB48 Welcomebook vol.2（2006年6月15日、AKS）

劇場物販・Webのみ
- AKB48 リクエストアワーセットリストベスト100（2008年7月25日、AKS）
- AKB48 まさか、このコンサートの音源は流出しないよね?（2008年12月27日、AKS）
- AKB48 リクエストアワーセットリストベスト100 2009（2009年4月23日、AKS）
- AKB48 分身の術ツアー/AKB104選抜メンバー組閣祭り（2009年11月1日、AKB-D2031、AKS）
- AKB48 リクエストアワーセットリストベスト100 2010（2010年3月20日、AKB-D2038、AKS）
- AKB48 リクエストアワーセットリストベスト100 2011（2011年3月19日、AKS）
- AKB48 Team 8 1st Anniversary Book 「会いに行くアイドル」365日の軌跡（2015年4月11日、AKS）
- AKB48 Team 8 2nd Anniversary Book 47人の挑戦と成長の軌跡（2016年4月2日、AKS）

電子写真集
- AKBラブナイト 恋工場 デジタルストーリーブック（2016年9月、AKBラブナイト製作委員会）
  - #1 - #10（2016年9月7日）
  - #11 - #20（2016年9月14日）
  - #21 - #30（2016年9月21日）
  - #31 - #40（2016年9月28日）

#### 学習参考書
- AKB48小学国語（2011年8月30日、学研教育出版）ISBN 978-4053034939
- AKB48小学算数（2011年8月30日、学研教育出版）ISBN 978-4053034946
- AKB48中学国語（2011年8月30日、学研教育出版）ISBN 978-4053034625
- AKB48中学理科（2011年8月30日、学研教育出版）ISBN 978-4053034632
- AKB48中学数学（2011年8月30日、学研教育出版）ISBN 978-4053034618
- AKB48中学英語（2011年8月30日、学研教育出版）ISBN 978-4053034601
- AKB48中学社会（2011年8月30日、学研教育出版）ISBN 978-4053034649

### カレンダー
- B.L.T. AKB48 2008 Weekly カレンダー（2007年11月1日、東京ニュース通信社）ISBN 978-4924566880
- B.L.T. AKB48 2009 Weekly カレンダー（2008年10月30日、東京ニュース通信社）
- AKB48 2010 WEEKLY CALENDAR（2009年10月30日、東京ニュース通信社）ISBN 978-4863360709
- AKB48 オフィシャルカレンダーBOX 2011「PRESENT〜神様からの贈り物〜」（2010年12月17日、小学館）ISBN 978-4099415792
- AKB48 オフィシャルカレンダーBOX 2012「CHEER UP!〜あなたに笑顔届けます〜」（2011年12月9日、小学館）ISBN 978-4099416003
- AKB48公式ダイアリー2012-2013（2012年3月23日、ぴあ）ISBN 978-4835618128
- AKB0048 2013年カレンダー（2012年11月17日、エンスカイ）ISBN 978-4777491148
- AKB48 オフィシャルカレンダーBOX 2013 iDOLL（2012年11月30日、小学館）ISBN 978-4099416102
- AKB48グループ オフィシャルカレンダー2014（2013年12月、小学館）ISBN 978-4-0994-1623-2
- AKB48グループ オフィシャルカレンダー2015（2014年12月、小学館）ISBN 978-4-0994-2005-5
- AKB48グループ オフィシャルカレンダー2016（2015年12月、小学館）ISBN 978-4-0994-2011-6
- AKB48グループ オフィシャルカレンダー2017（2016年12月、小学館）ISBN 978-4-0994-2013-0
- AKB48 team8 カレンダー2017（2016年12月26日、AKS）
- AKB48グループ オフィシャルカレンダー2018（2017年12月、小学館）ISBN 978-4099420178
- AKB48グループ オフィシャルカレンダー2019（2018年12月14日、小学館）ISBN 978-4099400019

### 漫画作品
- AKB48スプラウト（講談社「MiChao!」連載） - 漫画：久米夏生
- AKB49〜恋愛禁止条例〜（講談社「週刊少年マガジン」2010年39号 - 2016年8号） - 原作：元麻布ファクトリー、原案協力：高橋ヒサシ、漫画：宮島礼吏
- うざりの（講談社「月刊ヤングマガジン」2010年No.10 - 2011年No.8） - 原作：エンドロールプロダクション、漫画：松浦まどか
- ダブルヒロイン（講談社「月刊少年ライバル」2010年12月号 - 2012年7月号） - 原作：広井王子、漫画：玉越博幸
- さばドル（講談社「週刊ヤングマガジン」2012年第7号（1月16日発売） - 2012年第42号（9月15日発売） - 漫画：中村あきひろ
- AKB0048関連作品（以下、原作：河森正治・サテライト）
  - AKB0048 Episode0（講談社「なかよし」2012年2月号 - 2013年12月号） - 漫画：美麻りん
  - AKB0048 ハート型オペレーション（講談社「別冊フレンド」2012年2月号 - 8月号） - 漫画：サブロウタ
  - AKB0048外伝 とびだせ!AKBぜろぜろ女学園（講談社「マガジンSPECIAL」2012年No.2 - 2014年No.2） - 漫画：須賀達郎
  - AKB0048 宇宙で一番ガチなヤツ!（講談社「別冊少年マガジン」2012年3月号 - 11月号） - 漫画：石坂ケンタ
- AKB48殺人事件（小学館「週刊少年サンデー」2012年31号 - 41号） - 原作：青山剛昌、作画：梧桐柾木
- みねまん 原作峯岸みなみ、作画：田辺洋一郎（集英社「週刊プレイボーイ」第46巻第2号No.3・4合併号・2011年1月24日発行2011年1月7日発売号、第46巻第10号No.12・2011年3月21日発行2011年3月7日発行号、第46巻第19号No.22・2011年5月30日発行2011年5月16日発行号）
- こじまん 愛されおバカなファーストレディ 原作小嶋陽菜、作画：田辺洋一郎（集英社「週刊プレイボーイ」週刊プレイボーイ第46巻第21号No.24・2011年6月13日発行2011年5月30日発売号掲載）
- たかみなまん 原作高橋みなみ、作画：田辺洋一郎（集英社「AKB48×週プレ増刊号」2011年10月24日発行掲載）
- AKB48 4コマ相関図 さしこ+ 週刊プレイボーイ（集英社）第47巻第10号（No.12・2012年3月19日発行・2012年3月5日発売号 - 51巻第19号（No.22・2016年5月30日発行・2016年5月16日発売号掲載) 作画：田辺洋一郎
- SASHIKO + 48GROUP 4コマ劇場 よんぱち+ 週刊プレイボーイ 51巻第18号（No.21・2016年5月23日発行・2016年5月9日発売号 - 掲載) 作画：田辺洋一郎

## ウェブ連載
- LoGiRL「AKB48 Team 8の『いま、◯◯したい！』」（2016年6月10日 - 2017年3月24日、テレビ朝日）[32][33]
- 産経プラス「AKBの届けたいコトバ」（2016年12月 - 、産経デジタル） - AKB48グループメンバーが回替わりで担当。
- W online「AKB48の私スタイル」（2022年9月19日 - 終了日不明、マイナビ）[34]
- 週プレNEWS「なんで令和にAKB48?」（2024年3月18日 - 2025年7月10日、集英社） - 17期生・18期生・19期生・20期生へのインタビュー[35]

## トレーディングカード
トレーディングカード
- AKB48 トレーディングコレクション（2011年12月1日、エンスカイ）
- AKB48 トレーディングコレクション PART2（2012年12月27日、エンスカイ）
- AKB48 オフィシャルトレジャーカード（2015年3月27日、HN STYLE）
- AKB48 オフィシャルトレジャーカード SeriesII（2016年11月25日、HN STYLE）

トレーディングカードゲーム
- AKB48 トレーディングカード ゲーム&コレクション Vol.1 ブースター（2012年8月10日、SK JAPAN）[36]
- AKB48 トレーディングカード ゲーム&コレクション Vol.1 トライアルデッキ（2012年8月10日、SK JAPAN）

## ゲーム

### コンピュータゲーム
ゲーム専用機向け
- AKB1/48 アイドルと恋したら…（PSP用、2010年12月23日、バンダイナムコゲームス）
- AKB1/48 アイドルとグアムで恋したら…（PSP用、2011年10月6日、バンダイナムコゲームス）
- AKB48+Me（ニンテンドー3DS用、2012年10月25日、角川ゲームス）
- KYORAKUコレクション Vol.2「ぱちんこ必殺仕事人4」（PlayStation 3用、2012年11月15日、京楽産業ホールディングス）
- AKB1/149 恋愛総選挙（バンダイナムコゲームス）
  - PSP・PS Vita：2012年12月20日
  - PlayStation 3：2013年9月12日

携帯電話・スマートフォン向け
配信中
- ぱちスロAKB48 バラの儀式（2015年11月17日、京楽産業. / リイカ）
- ぱちスロAKB48 勝利の女神（2017年11月10日、京楽産業. / リイカ）[37]
- AKB48のどっぼーん!ひとりじめ!（2020年8月18日、Red Games）[38]

配信終了
- AKB48 ステージファイター（2011年10月25日 - 2018年12月19日、グリー）
- AKB48 トレーディングカード ゲーム＆コレクション / AKB48 ゲーム&コレクション AR（2012年8月10日、エムティーアイ）[39]
- GREE AKB0048 ギャラクシーシンデレラ（2013年1月17日、バンダイナムコゲームス）[40]
- AKB48の野望（2013年1月30日 - 2018年3月26日、コーエーテクモゲームス）
- AKB48 ゲーム＆コレクション 推しメンクライシス（2013年4月11日、エムティーアイ）[41]
- AKB48 ついに公式音ゲーでました。（2014年5月7日 - 2018年3月26日、ストラテジーアンドパートナーズ → S&P）
  - AKB48 SKE48 ついに公式音ゲーでました。（2014年12月8日）
  - AKB48グループ ついに公式音ゲーでました。（2015年4月28日）
- AiKaBu 公式アイドル株式市場（アイカブ）（2017年4月17日 - 2019年7月10日、リイカ）[42][43]
- AKB48 ダイスキャラバン（2018年4月10日、GAE）[44]
- AKB48 アルカナの秘密（2018年6月29日、アイア）[45]
- AKB48ビートカーニバル（2018年8月16日 - 2020年3月31日、アイア）[46]
- AKB48チェリーベイブレーズ（AKB48樱桃湾之夏）（2019年 - 2021年1月15日、シャンダ・ゲームズ）[47]
- AKB48ステージファイター2 バトルフェスティバル（2017年10月11日 - 2022年7月29日、ポケラボ）[48][49]
- AKB48 WORLD（2021年9月9日 - 2023年12月19日、MIZZI）[50][51]

### アーケードゲーム
- セーラーゾンビ 〜AKB48 アーケード・エディション〜（2014年4月23日、ネクスエンタテインメント / バンダイナムコゲームス）[52]

### 玩具
- 絵合わせゲーム ドンジャラ AKB48（2010年12月4日、バンダイ）[53]

### トレーディングカードゲーム
コンピューターゲーム『AKB48 トレーディングカード ゲーム＆コレクション』『AKB48 ゲーム&コレクション AR』と連動したトレーディングカードゲームが発売。発売日・メーカーは#トレーディングカードを参照。

## パチンコ・パチスロ機
- CRぱちんこAKB48（2012年夏、京楽産業.）
- ぱちスロAKB48（2013年夏、京楽産業.）
- CRぱちんこAKB48 バラの儀式（2014年夏、京楽産業.）
- CRぱちんこAKB48 バラの儀式 Sweet まゆゆVersion（2015年4月、京楽産業.）
- ぱちスロAKB48 バラの儀式（2015年10月、京楽産業.）
- ぱちスロAKB48 勝利の女神（2017年9月、京楽産業.）
- ぱちんこAKB48-3 誇りの丘（2018年12月17日、京楽産業.）[54]
- ぱちんこAKB48 桜 LIGHT ver.（2021年3月8日、享楽産業.）[55]

## アパレルブランド
- O.C.S.D.（2016年9月5日 - 、オサレカンパニー / 明石スクールユニフォームカンパニー）[56]
- UNEEDNOW（2017年3月15日 - 、伊藤忠商事 / アナイスカンパニー / AKS）[57]

## 派生ユニット
チームドラゴン from AKB48の作品については「心の羽根」を参照。

### ほね組 from AKB48
|   | リリース日    | タイトル       | 最高 位 | レーベル           | 販売 形態 | 規格品番  |
| - | ------------- | -------------- | ------- | ------------------ | --------- | --------- |
| 1 | 2007年2月21日 | ほねほねワルツ | 104位   | デフスターレコーズ | CD        | DFCL 1338 |

|   | リリース日    | タイトル                                             | レーベル           | 規格品番 |
| - | ------------- | ---------------------------------------------------- | ------------------ | -------- |
| 1 | 2007年4月18日 | ほねほねワルツ パーフェクトバージョン 骨ごとまるごと | デフスターレコーズ | NED07418 |

### クレヨンフレンズ from AKB48
|   | リリース日     | タイトル                                                         | レーベル                                 | 販売 形態 | 規格品番     | 収録曲          | 備考                                              |
| - | -------------- | ---------------------------------------------------------------- | ---------------------------------------- | --------- | ------------ | --------------- | ------------------------------------------------- |
| 1 | 2009年1月21日  | クレヨンしんちゃん TV・映画 主題歌集だゾ                         | コロムビアミュージックエンタテインメント | CD        | COCX-35371/2 | ユルユルでDE-O! | のはらしんのすけ&クレヨンフレンズ from AKB48 名義 |
| 2 | 2022年11月30日 | プリッと!こんぷりーと クレヨンしんちゃん30周年記念テーマソング集 | 日本コロムビア                           | CD        | COCX-41902/5 | ユルユルでDE-O! | のはらしんのすけ&クレヨンフレンズ from AKB48 名義 |

### チームZ
|   | 配布開始日 | タイトル | レーベル | 形態   | 規格品番     | 備考 |
| - | ---------- | -------- | -------- | ------ | ------------ | --- |
| 1 | 2011年春   | 恋のお縄 | KYORAKU  | CD+DVD | GES-14495・6 | 「ぱちんこ銭形平次」 チームZ オリジナル・サウンドトラック 後にAKB48 SHOP/SKE48 SHOP/NMB48 SHOP/SUNSHINE SAKAE NETSHOP限定で一般販売された。 |

### おじゃる丸シスターズ
|   | リリース日    | タイトル       | 最高 位 | レーベル     | 販売 形態 | 規格品番  |
| - | ------------- | -------------- | ------- | ------------ | --------- | --------- |
| 1 | 2011年5月11日 | 初恋は実らない | 115位   | Nippon Crown | CD        | CRCA-1012 |

### BABY GAMBA
|   | リリース日    | タイトル       | レーベル  | 販売 形態 | 規格品番   |
| - | ------------- | -------------- | --------- | --------- | ---------- |
| 1 | 2011年9月14日 | ええじゃないか | avex trax | DVD       | AVBD-91875 |

### スケバンGirls
|   | リリース日    | タイトル     | レーベル | 形態   | 規格品番  | 備考 |
| - | ------------- | ------------ | -------- | ------ | --------- | --- |
| 1 | 2011年12月1日 | 突っ張る理由 | KYORAKU  | CD+DVD | SG-201110 | 「ぱちんこスケバン刑事」スケバンGirls ORIGINAL SOUND TRACK パチンコホールで先行発売 後にAKB48 SHOP/SKE48 SHOP/NMB48 SHOP/SUNSHINE SAKAE NETSHOPで一般販売された。 |

### AKB48 チームサプライズ
「CRぱちんこAKB48」内で行われている重力シンパシー公演および「CRぱちんこAKB48 バラの儀式」内で行われているバラの儀式公演のために結成。
|                                    | リリース日     | タイトル                                  | 販売 形態    | 規格品番                    | 備考                                                           |              |
| AKS レーベル                       | AKS レーベル   | AKS レーベル                              | AKS レーベル | AKS レーベル                | AKS レーベル                                                   | AKS レーベル |
| ---------------------------------- | -------------- | ----------------------------------------- | ------------ | --------------------------- | -------------------------------------------------------------- | ------------ |
| 1                                  | 2012年9月12日  | 重力シンパシー                            | CD+DVD       | AKBS-10001/2 AKBS-20001/2   | 一般発売Ver.（WEB限定発売） パチンコホールVer.（同月8日発売）  |              |
| 2                                  | 2012年9月12日  | 水曜日のアリス                            | CD+DVD       | AKBS-10003/4 AKBS-20003/4   | 一般発売Ver.（WEB限定発売） パチンコホールVer.（同月8日発売）  |              |
| 3                                  | 2012年9月19日  | そのままで                                | CD+DVD       | AKBS-10005/6 AKBS-20005/6   | 一般発売Ver.（WEB限定発売） パチンコホールVer.（同月15日発売） |              |
| 4                                  | 2012年9月26日  | 涙に沈む太陽                              | CD+DVD       | AKBS-10007/8 AKBS-20007/8   | 一般発売Ver.（WEB限定発売） パチンコホールVer.（同月22日発売） |              |
| 5                                  | 2012年10月3日  | 君のC/W                                   | CD+DVD       | AKBS-10009/10 AKBS-20009/10 | 一般発売Ver.（WEB限定発売） パチンコホールVer.（9月29日発売）  |              |
| 6                                  | 2012年10月10日 | 1994年の雷鳴                              | CD+DVD       | AKBS-10011/12 AKBS-20011/12 | 一般発売Ver.（WEB限定発売） パチンコホールVer.（同月6日発売）  |              |
| 7                                  | 2012年10月17日 | 思い出す度につらくなる                    | CD+DVD       | AKBS-10013/14 AKBS-20013/14 | 一般発売Ver.（WEB限定発売） パチンコホールVer.（同月13日発売） |              |
| 8                                  | 2012年10月24日 | お手上げララバイ                          | CD+DVD       | AKBS-10015/16 AKBS-20015/16 | 一般発売Ver.（WEB限定発売） パチンコホールVer.（同月20日発売） |              |
| 9                                  | 2012年10月31日 | キンモクセイ                              | CD+DVD       | AKBS-10017/18 AKBS-20017/18 | 一般発売Ver.（WEB限定発売） パチンコホールVer.（同月27日発売） |              |
| 10                                 | 2012年11月7日  | 素敵な三角関係                            | CD+DVD       | AKBS-10019/20 AKBS-20019/20 | 一般発売Ver.（WEB限定発売） パチンコホールVer.（同月3日発売）  |              |
| 11                                 | 2012年11月14日 | 旅立ちのとき                              | CD+DVD       | AKBS-10021/22 AKBS-20021/22 | 一般発売Ver.（WEB限定発売） パチンコホールVer.（同月10日発売） |              |
| 12                                 | 2012年11月21日 | AKBフェスティバル                         | CD+DVD       | AKBS-10023/24 AKBS-20023/24 | 一般発売Ver.（WEB限定発売） パチンコホールVer.（同月17日発売） |              |
| 13                                 | 2013年7月16日  | キミが思ってるより…                       | CD+DVD       | AKB-D2174/5 AKB-D2172/3     | 一般発売Ver.（WEB限定発売） パチンコホールVer.                 |              |
| 14                                 | 2013年8月3日   | デッサン                                  | CD+DVD       | AKB-D2178/9 AKB-D2176/7     | 一般発売Ver.（WEB限定発売） パチンコホールVer.                 |              |
| 15                                 | 2013年8月17日  | ハートのベクトル                          | CD+DVD       | AKB-D2182/3 AKB-D2180/1     | 一般発売Ver.（WEB限定発売） パチンコホールVer.                 |              |
| 16                                 | 2013年8月31日  | 女神はどこで微笑む?                       | CD+DVD       | AKB-D2186/7 AKB-D2184/5     | 一般発売Ver.（WEB限定発売） パチンコホールVer.                 |              |
| You Be Cool!/KING RECORDS レーベル |                |                                           |              |                             |                                                                |              |
| 17                                 | 2014年9月6日   | 未来が目にしみる                          | CD+DVD       | AKBS-10101/2 AKBS-20101/2   | 一般発売Ver.（WEB限定発売） パチンコホールVer.                 |              |
| 18                                 | 2014年9月6日   | ハングリーライオン                        | CD+DVD       | AKBS-10103/4 AKBS-20103/4   | 一般発売Ver.（WEB限定発売） パチンコホールVer.                 |              |
| 19                                 | 2014年9月13日  | 夢を見るなら                              | CD+DVD       | AKBS-10105/6 AKBS-20105/6   | 一般発売Ver.（WEB限定発売） パチンコホールVer.                 |              |
| 20                                 | 2014年9月20日  | 初恋の鍵                                  | CD+DVD       | AKBS-10107/8 AKBS-20107/8   | 一般発売Ver.（WEB限定発売） パチンコホールVer.                 |              |
| 21                                 | 2014年9月27日  | 愛しさを丸めて                            | CD+DVD       | AKBS-10109/10 AKBS-20109/10 | 一般発売Ver.（WEB限定発売） パチンコホールVer.                 |              |
| 22                                 | 2014年10月4日  | 幼稚園の先生                              | CD+DVD       | AKBS-10111/12 AKBS-20111/12 | 一般発売Ver.（WEB限定発売） パチンコホールVer.                 |              |
| 23                                 | 2014年10月11日 | Hell or Heaven                            | CD+DVD       | AKBS-10113/14 AKBS-20113/14 | 一般発売Ver.（WEB限定発売） パチンコホールVer.                 |              |
| 24                                 | 2014年10月18日 | 最後にアイスミルクを飲んだのはいつだろう? | CD+DVD       | AKBS-10115/16 AKBS-20115/16 | 一般発売Ver.（WEB限定発売） パチンコホールVer.                 |              |
| 25                                 | 2014年10月25日 | ときめきアンティーク                      | CD+DVD       | AKBS-10117/18 AKBS-20117/18 | 一般発売Ver.（WEB限定発売） パチンコホールVer.                 |              |
| 26                                 | 2014年11月1日  | 誰が2人を出会わせたのか?                  | CD+DVD       | AKBS-10119/20 AKBS-20119/20 | 一般発売Ver.（WEB限定発売） パチンコホールVer.                 |              |
| 27                                 | 2014年11月8日  | 失恋同盟                                  | CD+DVD       | AKBS-10121/22 AKBS-20121/22 | 一般発売Ver.（WEB限定発売） パチンコホールVer.                 |              |
| 28                                 | 2014年11月15日 | バラの儀式                                | CD+DVD       | AKBS-10123/24 AKBS-20123/24 | 一般発売Ver.（WEB限定発売） パチンコホールVer.                 |              |
| 29                                 | 2015年11月2日  | 美しい狩り                                | CD+DVD       | AKBS-10125/26 AKBS-20125/26 | Type A（WEB限定発売） Type B（WEB限定発売）                    |              |
| 30                                 | 2015年11月21日 | 哲学の森                                  | CD+DVD       | AKBS-10127/28 AKBS-20127/28 | Type A（WEB限定発売） Type B（WEB限定発売）                    |              |
| 31                                 | 2015年11月21日 | 愛の川                                    | CD+DVD       | AKBS-10129/30 AKBS-20129/30 | Type A（WEB限定発売） Type B（WEB限定発売）                    |              |
| 32                                 | 2015年11月28日 | ほっぺ、ツネル                            | CD+DVD       | AKBS-10131/32 AKBS-20131/32 | Type A（WEB限定発売） Type B（WEB限定発売）                    |              |

### 向谷実&佐藤亜美菜・倉持明日香・中村麻里子 from AKB48
|   | リリース日    | タイトル         | レーベル | 販売形態               |
| - | ------------- | ---------------- | -------- | ---------------------- |
| 1 | 2013年2月24日 | もうこんなじかん | 音楽館   | デジタル・ダウンロード |

### 指原莉乃 with AKB48 Team 8
|   | リリース日 | タイトル                                           | レーベル | 販売 形態 | 規格品番  |
| - | ---------- | -------------------------------------------------- | -------- | --------- | --------- |
| 1 | 2014年     | 恋する充電プリウス 〜恋するフォーチュンクッキー2〜 | TOYOTA   | CD        | AZ14-D012 |

|   | リリース日 | タイトル                                           | レーベル | 規格品番  |
| - | ---------- | -------------------------------------------------- | -------- | --------- |
| 1 | 2014年     | 恋する充電プリウス 〜恋するフォーチュンクッキー2〜 | TOYOTA   | AZ14-D013 |

### ニャーKB with ツチノコパンダ
|   | リリース日   | タイトル                   | 最高 位 | レーベル | 販売 形態 | 規格品番                             | 備考 |
| - | ------------ | -------------------------- | ------- | -------- | --------- | ------------------------------------ | --- |
| 1 | 2015年4月8日 | アイドルはウーニャニャの件 | 2位     | FRAME    | CD+DVD CD | AVCD-55091/B AVCD-55092/B AVCD-55093 | 「ニャーKB with ツチノコパンダ」アニメジャケ仕様 ニャーKBメンバー実写ジャケ仕様 アニメ&実写混合ジャケット仕様 |

### じゃんけん民
|   | リリース日     | タイトル | 最高 位 | レーベル                  | 販売 形態 | 規格品番    | 備考 |
| - | -------------- | -------- | ------- | ------------------------- | --------- | ----------- | ---- |
| 1 | 2016年12月21日 | 逆さ坂   | 15位    | You Be Cool!/KING RECORDS | CD+DVD    | KIZM-469/70 |      |

### fairy w!nk
|   | リリース日     | タイトル          | 最高 位 | レーベル                  | 販売 形態 | 規格品番   | 備考   |
| - | -------------- | ----------------- | ------- | ------------------------- | --------- | ---------- | ------ |
| 1 | 2017年12月13日 | 天使はどこにいる? | 11位    | You Be Cool!/KING RECORDS | CD+DVD    | KIZM-521/2 | Type A |
| 1 | 2017年12月13日 | 天使はどこにいる? | 11位    | You Be Cool!/KING RECORDS | CD+DVD    | KIZM-523/4 | Type B |

### Fortune cherry
|   | リリース日     | タイトル           | 最高 位 | レーベル                  | 販売 形態 | 規格品番   | 備考 |
| - | -------------- | ------------------ | ------- | ------------------------- | --------- | ---------- | ---- |
| 1 | 2018年12月19日 | ひまわりのない世界 | 13位    | You Be Cool!/KING RECORDS | CD+DVD    | KIZM-597/8 |      |